# フランクフルト・アム・マイン

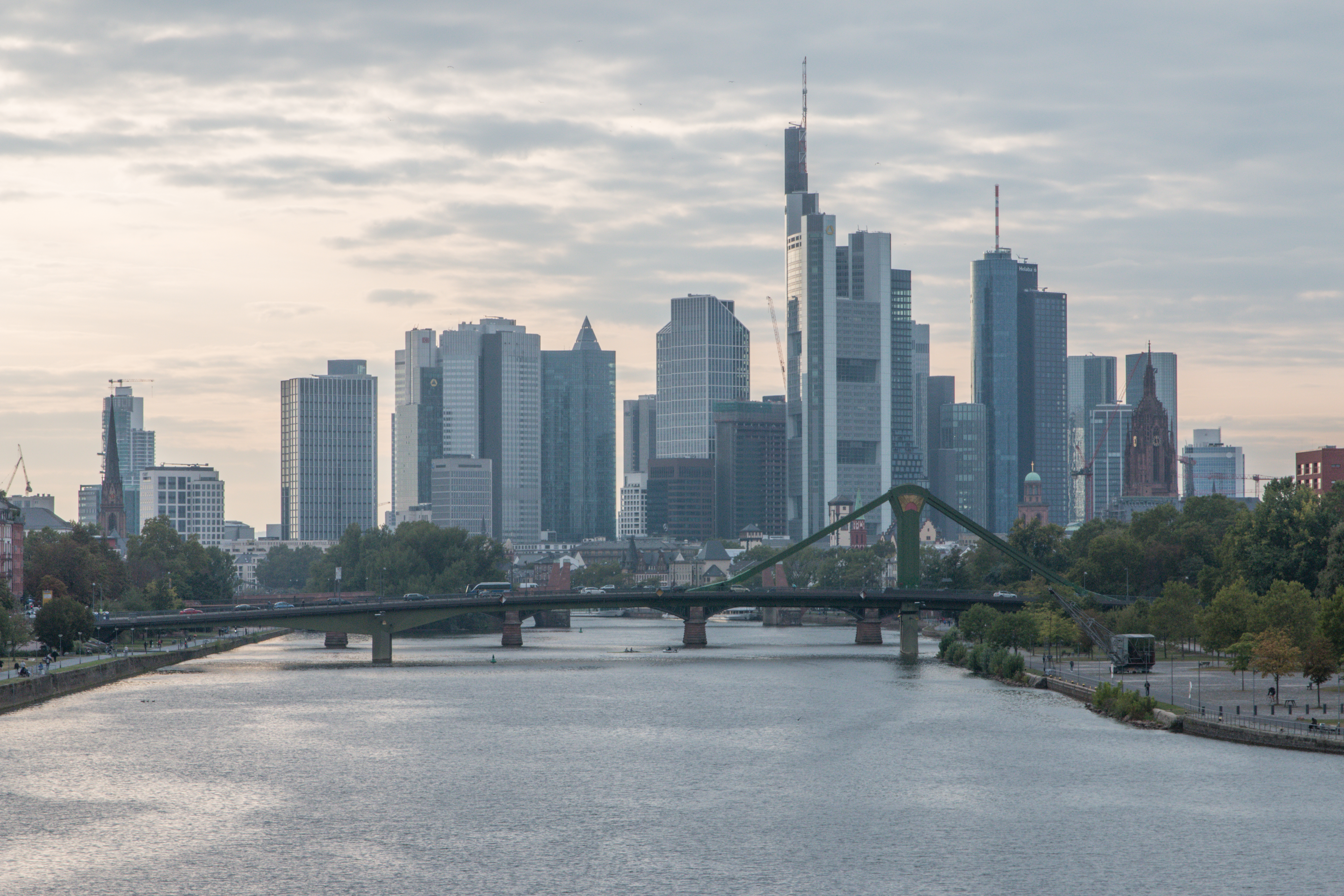
「マインハッタン」とも呼ばれるフランクフルトのスカイライン（2019年）

フランクフルト・アム・マイン (ドイツ語: Frankfurt am Main) は、ドイツ連邦共和国ヘッセン州に属す郡独立市である。一般にフランクフルトと通称される。ヘッセン州最大の都市で人口は72万人（2016年）であり、ドイツ全体でベルリン、ハンブルク、ミュンヘン、ケルンに次ぐ。
中世以来、ドイツの中心都市の一つであった。794年には初めて文献に記録され、中世盛期の帝国自由都市であった。13世紀のライン都市同盟に参加している。
1806年まで神聖ローマ皇帝の選挙が行われる諸侯会議が開催された地であり、1562年以降は皇帝の戴冠式もこの都市で挙行された。1816年からドイツ連邦の議会がフランクフルト自由都市で開催され、1848年から49年にかけてはフランクフルト国民議会が開催された。1866年の普墺戦争により都市国家としての独立を喪失し、プロイセンに併合された。フランクフルトの人口は、1875年に10万人、1928年には50万人を超えた。
現在のフランクフルトは国際金融の中心地であり、国内の工業と商業の中心でもある。ドイツを代表する世界都市の一つに数えられており、欧州中央銀行、ドイツ連邦銀行、フランクフルト証券取引所、ドイツ銀行、コメルツ銀行、ドイツ復興金融公庫、DZ銀行、ヘッセン＝テューリンゲン州立銀行（ヘラバ）の本社がある。　
工業・産業・交通の要衝でもある。メッセ・フランクフルトは、世界最大の見本市会場の一つである。
フランクフルト空港は世界最大級のハブ空港であり、鉄道についてもヨーロッパ最大級のターミナル駅であるフランクフルト中央駅がある。また、道路においてもフランクフルト・ジャンクションはドイツで最も自動車交通量が多いジャンクションの1つである。フランクフルトの DE-CIX は、データ転送量において世界最大のインターネット中継点である。

## 地名
ドームヒューゲル（聖堂の丘）の入植地の名前は、794年に初めて文献に記録された際、Franconofurd, または Francorum vadus と古高ドイツ語およびラテン語で記述されている。どちらもフランク人の徒渉地を意味する。おそらく、現在のアルテ・ブリュッケのやや上流側の川底に岩があり浅瀬になっていたために、通常の水位の状態であれば、現在よりはかなり川幅があったと思われるマイン川を歩いて渡ることができた。この徒渉地は、ローマ時代になると戦略的意味はなかったが、マインツからゲルマニア領内を通る街道は、マイン川河口域の湿地を迂回してドームヒューゲルを通っていた。

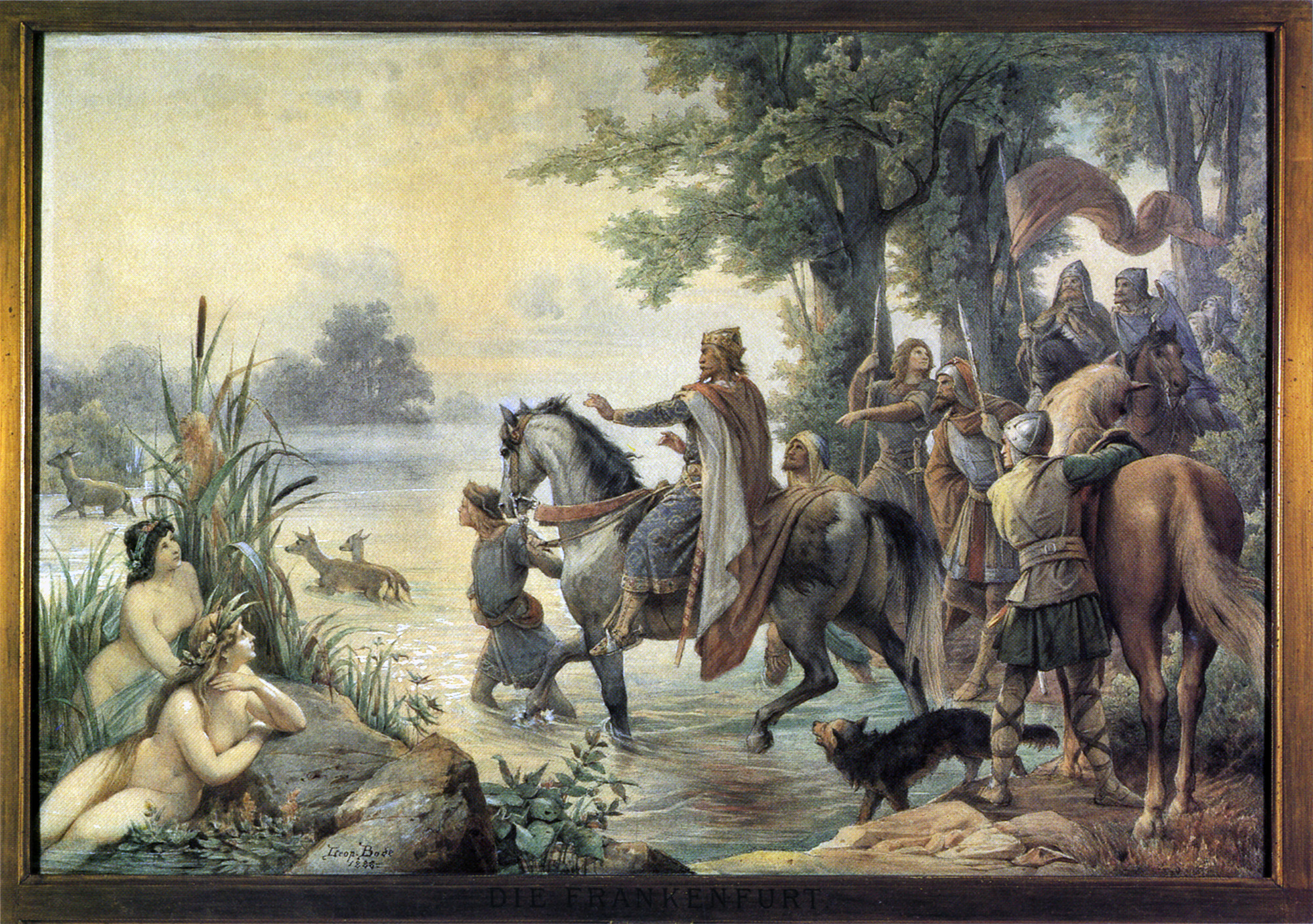
フランクフルトの伝説

ローマ人が撤退した後、260年頃にドームヒューゲルはアレマン人に占領された。530年頃フランク人がアレマン人に替わってマイン川下流域の覇権を掌握した。おそらく新しい領主は、この徒渉地を重要な交易路として利用した。このため、交易相手はこの徒渉地を「フランケンフルト」と呼んだ。
年代記作者のティートマール・フォン・メルゼブルクは、1014年から1017年に、カール大帝によるこの街の創設に関する現在まで知られている伝説を記述している。それは、ザクセン戦争と関連している。
「信頼できる人々から聞いたことを今から私が物語ろう。ピピン王の王子カール大帝の治世に、あなたがたの先祖と我々の祖先（ザクセン人）との間で戦争が起こった。この戦いでフランク人は我々の祖先によって打ち負かされた。彼らが不案内な徒渉地を通ってマイン川を渡らねばならなくなった時、彼らの前を一頭の雌シカが川を渡り、神の温情をもって渡るべき道を示した。彼らはシカに続いて川を渡り、陽気な気分で安全な岸にたどり着いた。これ以後、この村はフランクフルトと呼ばれるようになった。」—ティートマール・フォン・メルゼブルク、『年代記』VII, 75
実際には、カール大帝はザクセン族とマイン地域で戦ったことはない。また、勝利した王によって捕らえられたザクセン族の定住地であるとする誤ったフランクフルト＝ザクセンハウゼンの名前の成立史についても、単なる伝説である。これらは、おそらく794年に北ドイツで蜂起したザクセン族鎮圧のための遠征直前に立ち寄った史実が、口承によって様々な話と混じり合った事に由来すると思われる。
フランクフルトの名前と創設に関する他の伝説は、現在ではあまり知られていない。それは特に近世初期にフランクフルトの重要性を神秘的に高めるために利用された話である。人文主義者のヨハンネス・トリテミウスは、15世紀にフランクフルトの同意語として「ヘレノポリス」という地名を用いた。この地名は、18世紀まで他の人文主義者によって時折使われていた。この地名の由来は明らかではない。ヘレノポリスは、プリアモスの息子でトロイアから逃走したヘレノスがこの地を居と定め創設した街であるという。別の著者は、コンスタンティン大帝の母ヘレナに由来するとも記述している。
トリテミウスの神話は、フランクフルトの名前の由来も明らかにしている。それによれば、紀元130年頃 Hogier 公 Francus が古いヘレノポリスの街を再興し、自らの名前にちなんで Frankenfurt と名付けたという。
元来の名前 Franconofurd は中世に Frankenfort または Frankinfort、近世に Franckfort および Franckfurth と変化した。そして遅くとも19世紀の初めには、Frankfurt という表記が確定した。
名前に添えられた「アム・マイン」は「マイン川沿いの～」を意味しており、同名の別都市との区別のため最も古くは14世紀から、しばしば付けられるようになった。日常的には、オーデル川沿いのフランクフルトと混同する恐れがない限りは、「フランクフルト」と短縮される。また、Frankfurt/Main あるいは Frankfurt a. M. 表記方法もしばしば見られ、鉄道関係では Frankfurt (Main) という表記も残っている。さらに FfMなどの略号も用いられる。

## 地理

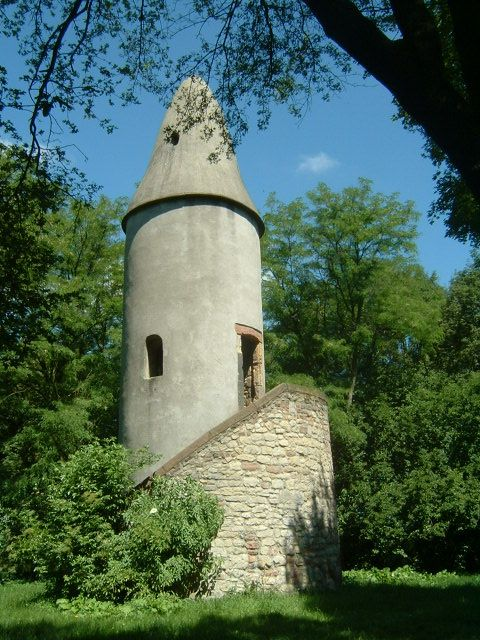
フランクフルト市内の最高地点に立つベルガー・ヴァルテ

### 位置
フランクフルト・アム・マイン市は、南西ドイツのタウヌス山地南東麓マイン川下流の両岸に位置し、ドイツで最も重要な経済圏を形成している。市域の約1/3がフランクフルト緑地帯景観保護地域に指定されている。これにはドイツ最大の都市林であるフランクフルター・シュタットヴァルトが含まれる。市域は東西23.4km、南北23.3kmの広がりを持つ。
自然構造物で最も高い地点は、ゼックバッハ市区ベルガー・リュッケンのベルガー・ヴァルテ（直訳すると「山の監視所」）のある位置で、海抜 212.6 m である。一方最低地点は、ジンドリンゲン市区のマイン川の河原で、海抜 88 m である。本市は、バーゼルからライン＝マイン地域にいたるオーバーライン地溝の北端にあたる。
現在の市域の地理上の重心、すなわち地理的中心点は、ボッケンハイム区のフランクフルト西駅付近で、歴史的市街地の外側にある。

### 地質
フランクフルトの市域は、大部分がウンターマインエーベネ（マイン川下流域盆地）西部に属す。市の東部はハーナウ＝ゼーリゲンシュタット盆地、最北部はヴェッテラウである。地質学的には、本市の市域内には鮮新世後期から更新世に形成されたマイン川とニッダ川の4つの段丘が見られる。最も高い段丘は、タウヌス山地の岩石で構成されており、市内ではベルガー・リュッケンでのみ見られる。高さ 170 m から 120 m の上の段丘には、市北部から北東部の市区が存在している。ここから北西はニッダ川へ、南はボルンハイマー・ハングやレーダーベルク付近を急斜面で下る。ザクセンハウゼン南のミュールベルクやザクセンホイザー・ベルクもこの段丘にあたる。中央の段丘は 100 m から 115 m の高さにある。これは、市域内ではたとえばケルスターバッハ川の川岸や、ヘーヒスト旧市街の断崖状の川岸がこれにあたる。高さ 95 m から 90 m の下の段丘は、完新世になって形成された。これは、マイン川の両岸に沿っている。ここには、街の歴史の出発点となったドームヒューゲル（聖堂の丘）やカルメリッターヒューゲル（カルメル会の丘）がある。ボッケンハイム区（バザルト通り）やシュタットヴァルトといった市内の限られた場所に、中新世のフォーゲルスベルク玄武岩でできた下の地層を見ることができる。この層の厚さは 14 m 程度である。

### 気候
最も古い気温の測定値は1695年12月のもので、アヒレス・アウグストゥス・フォン・レルスナーの年代記に記録されている。1826年以後は、異なる測候所での継続的な測定値が存在している。現在フランクフルトには、ドイツ気象庁の測候所が多くある。これには、フランクフルト空港の測候所も含まれており、その測定記録は1949年にまで遡る。
フランクフルトおよびライン＝マイン地域は、ドイツで最も温暖な気候に属するオーバーライン地溝の北端に位置する。
このためフランクフルトの気候は総じて穏やか。11月から1月までの時期には平均1から2時間しか晴天にならない。冬の時期における1日の最高気温の平均値は、1月で約5.1 ℃、夜間の最低気温は、平均-0.6 ℃（1991年から2020年の統計値）。雪は1月に平均7日間。積雪が10 cmを超えることは滅多になく、ほとんどはすぐに消える。しかし市の北西部のタウヌス山地だけはしばしば雪が積もる。
夏の最高気温は 26 ℃～27℃（30 ℃を超える日は平均年間10日である）と暖かい。にわか雨や突然の豪雨でやや変わりやすいものの、毎日7時間から8時間の日照が得られる時期。夏は、特に市内中心部では蒸し暑くなる。
最も気温が高い月は7月から8月で平均気温は20.5 ℃から 20.0 ℃、最も寒いのは12月から2月で平均気温は 2.3 ℃から3.1 ℃。観測史上最低気温は1940年1月の -23.8 ℃、最高気温は 2019年7月の 40.1 ℃。
1991年から2020年までの平均気温は 11.1℃、年間降水量は平均 584.4 mm。市内中心部では、環境の違いにより気温はフルークハーフェン区（空港付近）よりも約 0.6 ℃高いが、降水量はタウヌス山地の陰になるため周辺よりも少ない。
風向きは主に西風。1991年から2020年の統計で最も降水量が多いのは 7月で 63.1 mm、最も少ないのは 4月で 36.3 mm。
| フランクフルト・アム・マイン（1991～2020）の気候        | フランクフルト・アム・マイン（1991～2020）の気候 | フランクフルト・アム・マイン（1991～2020）の気候 | フランクフルト・アム・マイン（1991～2020）の気候 | フランクフルト・アム・マイン（1991～2020）の気候 | フランクフルト・アム・マイン（1991～2020）の気候 | フランクフルト・アム・マイン（1991～2020）の気候 | フランクフルト・アム・マイン（1991～2020）の気候 | フランクフルト・アム・マイン（1991～2020）の気候 | フランクフルト・アム・マイン（1991～2020）の気候 | フランクフルト・アム・マイン（1991～2020）の気候 | フランクフルト・アム・マイン（1991～2020）の気候 | フランクフルト・アム・マイン（1991～2020）の気候 | フランクフルト・アム・マイン（1991～2020）の気候 |
| 月                                                      | 1月                                              | 2月                                              | 3月                                              | 4月                                              | 5月                                              | 6月                                              | 7月                                              | 8月                                              | 9月                                              | 10月                                             | 11月                                             | 12月                                             | 年                                               |
| ------------------------------------------------------- | ------------------------------------------------ | ------------------------------------------------ | ------------------------------------------------ | ------------------------------------------------ | ------------------------------------------------ | ------------------------------------------------ | ------------------------------------------------ | ------------------------------------------------ | ------------------------------------------------ | ------------------------------------------------ | ------------------------------------------------ | ------------------------------------------------ | ------------------------------------------------ |
| 最高気温記録 °C （°F）                                  | 16.2 (61.2)                                      | 19.1 (66.4)                                      | 24.7 (76.5)                                      | 30.3 (86.5)                                      | 34.8 (94.6)                                      | 39.3 (102.7)                                     | 40.1 (104.2)                                     | 38.7 (101.7)                                     | 34.6 (94.3)                                      | 28.0 (82.4)                                      | 20.0 (68)                                        | 16.5 (61.7)                                      | 40.1 (104.2)                                     |
| 平均最高気温 °C （°F）                                  | 5.1 (41.2)                                       | 6.8 (44.2)                                       | 11.7 (53.1)                                      | 16.9 (62.4)                                      | 20.8 (69.4)                                      | 24.3 (75.7)                                      | 26.6 (79.9)                                      | 26.1 (79)                                        | 21.0 (69.8)                                      | 15.0 (59)                                        | 9.1 (48.4)                                       | 5.7 (42.3)                                       | 15.8 (60.4)                                      |
| 日平均気温 °C （°F）                                    | 2.3 (36.1)                                       | 3.1 (37.6)                                       | 6.8 (44.2)                                       | 11.1 (52)                                        | 15.1 (59.2)                                      | 18.5 (65.3)                                      | 20.5 (68.9)                                      | 20.0 (68)                                        | 15.5 (59.9)                                      | 10.7 (51.3)                                      | 6.1 (43)                                         | 3.1 (37.6)                                       | 11.1 (52)                                        |
| 平均最低気温 °C （°F）                                  | −0.6 (30.9)                                      | −0.4 (31.3)                                      | 2.2 (36)                                         | 5.4 (41.7)                                       | 9.4 (48.9)                                       | 12.9 (55.2)                                      | 14.9 (58.8)                                      | 14.5 (58.1)                                      | 10.6 (51.1)                                      | 6.8 (44.2)                                       | 3.2 (37.8)                                       | 0.4 (32.7)                                       | 6.6 (43.9)                                       |
| 最低気温記録 °C （°F）                                  | −23.8 (−10.8)                                    | −21.5 (−6.7)                                     | −13.0 (8.6)                                      | −7.1 (19.2)                                      | −2.8 (27)                                        | 0.1 (32.2)                                       | 2.8 (37)                                         | 2.5 (36.5)                                       | −0.3 (31.5)                                      | −6.3 (20.7)                                      | −12.7 (9.1)                                      | −18.7 (−1.7)                                     | −23.8 (−10.8)                                    |
| 雨量 mm （inch）                                        | 43.1 (1.697)                                     | 36.4 (1.433)                                     | 37.4 (1.472)                                     | 36.3 (1.429)                                     | 59.5 (2.343)                                     | 54.3 (2.138)                                     | 63.1 (2.484)                                     | 59.9 (2.358)                                     | 46.7 (1.839)                                     | 48.5 (1.909)                                     | 46.8 (1.843)                                     | 52.4 (2.063)                                     | 584.4 (23.008)                                   |
| 出典：http://www.pogodaiklimat.ru/climate2.php?id=10637 |                                                  |                                                  |                                                  |                                                  |                                                  |                                                  |                                                  |                                                  |                                                  |                                                  |                                                  |                                                  |                                                  |

### 地域

#### 行政区画
フランクフルト・アム・マイン市は、46のシュタットタイル（市区）に分割されるが、市区の番号は 47 まである（23は技術的な理由から欠番となっているのだが、プラウンハイム区に充てられることもある）。これらはさらに 121 のシュタットベツィルク（市街区）、448のヴァールベツィルク（選挙区）、6,130のブロックで構成されている。
行政上、市は 16のオルツベツィルク（管区）に分けられ、それぞれに代表者としての地区長を有する地区議会がある。1970年代に合併した旧町村は、それぞれ合併前の領域がそれぞれの管区を形成している。
人口が最も少ない市区はフルークハーフェン区、面積が一番狭い市区はアルトシュタット区である。最も大きな市区は面積、人口ともにザクセンハウゼン区であり、人口で見るとこれにノルトエント区、ボッケンハイム区が続く。
| No.                            | 市区                           | 管区                           | 面積 (km²) | 人口（人）                               | 外国人数                                 |
| ------------------------------ | ------------------------------ | ------------------------------ | ---------- | ---------------------------------------- | ---------------------------------------- |
| 01                             | アルトシュタット               | 01 イネンシュタット I          | 0.51       | 4,255                                    | 1,551                                    |
| 02                             | イネンシュタット               | 01 イネンシュタット I          | 1.52       | 6,550                                    | 2,983                                    |
| 03                             | バーンホーフスフィアテル       | 01 イネンシュタット I          | 0.53       | 3,703                                    | 1,851                                    |
| 04                             | ヴェストエント南               | 02 イネンシュタット II         | 2.47       | 19,318                                   | 5,272                                    |
| 05                             | ヴェストエント北               | 02 イネンシュタット II         | 1.67       | 10.330                                   | 2,974                                    |
| 06                             | ノルトエント西                 | 03 イネンシュタット III        | 3.07       | 30,975                                   | 6,614                                    |
| 07                             | ノルトエント東                 | 03 イネンシュタット III        | 1.69       | 23,135                                   | 5,150                                    |
| 08                             | オストエント                   | 04 イネンシュタット IV         | 5.40       | 29,704                                   | 8,476                                    |
| 09                             | ボルンハイム                   | 04 イネンシュタット IV         | 2.66       | 30,761                                   | 7,314                                    |
| 10                             | グートロイトフィアテル         | 01 イネンシュタット I          | 2.20       | 6,786                                    | 2,876                                    |
| 11                             | ガルス                         | 01 イネンシュタット I          | 4.22       | 42,012                                   | 17,072                                   |
| 12                             | ボッケンハイム                 | 02 イネンシュタット II         | 8.04       | 42,140                                   | 13,970                                   |
| 13                             | ザクセンハウゼン北             | 05 ジュート                    | 4.24       | 32,824                                   | 8,058                                    |
| 14                             | ザクセンハウゼン南             | 05 ジュート                    | 34.91      | 29,163                                   | 7,078                                    |
| 15                             | フルークハーフェン             | 05 ジュート                    | 20.00      | 人口はザクセンハウゼン南に合算されている | 人口はザクセンハウゼン南に合算されている |
| 16                             | オーバーラート                 | 05 ジュート                    | 2.74       | 13,648                                   | 4,604                                    |
| 17                             | ニーダーラート                 | 05 ジュート                    | 2.93       | 27,043                                   | 9,801                                    |
| 18                             | シュヴァーンハイム             | 06 ヴェスト                    | 17.73      | 20,576                                   | 5,065                                    |
| 19                             | グリースハイム                 | 06 ヴェスト                    | 4.90       | 23,569                                   | 9,968                                    |
| 20                             | レーデルハイム                 | 07 ミッテ＝ヴェスト            | 5.15       | 19,253                                   | 6,494                                    |
| 21                             | ハウゼン                       | 07 ミッテ＝ヴェスト            | 1.26       | 7,349                                    | 2,541                                    |
| 22 (23)                        | プラウンハイム                 | 07 ミッテ＝ヴェスト            | 4.55       | 16,729                                   | 4,702                                    |
| 24                             | ヘデルンハイム                 | 08 ノルト＝ヴェスト            | 2.49       | 17,073                                   | 4,278                                    |
| 25                             | ニーダーウルゼル               | 08 ノルト＝ヴェスト            | 7.22       | 16,611                                   | 4,958                                    |
| 26                             | ギンハイム                     | 09 ミッテ＝ノルト              | 2.73       | 16,826                                   | 4,384                                    |
| 27                             | ドルンブッシュ                 | 09 ミッテ＝ノルト              | 2.38       | 18,715                                   | 4,164                                    |
| 28                             | エッシャースハイム             | 09 ミッテ＝ノルト              | 3.34       | 15,323                                   | 3,345                                    |
| 29                             | エッケンハイム                 | 10 ノルト＝オスト              | 2.23       | 14,405                                   | 4,304                                    |
| 30                             | プロインゲスハイム             | 10 ノルト＝オスト              | 3.74       | 15,775                                   | 4,481                                    |
| 31                             | ボナメス                       | 10 ノルト＝オスト              | 1.24       | 6,450                                    | 1,853                                    |
| 32                             | ベルカースハイム               | 10 ノルト＝オスト              | 3.18       | 3,881                                    | 823                                      |
| 33                             | リーダーヴァルト               | 11 オスト                      | 1.04       | 5,000                                    | 1,451                                    |
| 34                             | ゼックバッハ                   | 11 オスト                      | 8.04       | 10,473                                   | 3,062                                    |
| 35                             | フェッヒェンハイム             | 11 オスト                      | 7.18       | 17,843                                   | 7,852                                    |
| 36                             | ヘーヒスト                     | 06 ヴェスト                    | 4.73       | 16,103                                   | 6,687                                    |
| 37                             | ニート                         | 06 ヴェスト                    | 3.82       | 19,785                                   | 7,486                                    |
| 38                             | ジンドリンゲン                 | 06 ヴェスト                    | 3.98       | 9,095                                    | 3,048                                    |
| 39                             | ツァイルスハイム               | 06 ヴェスト                    | 5.47       | 12,515                                   | 3,911                                    |
| 40                             | ウンターリーダーバッハ         | 06 ヴェスト                    | 5.85       | 17,151                                   | 5,629                                    |
| 41                             | ゾッセンハイム                 | 06 ヴェスト                    | 5.97       | 16,175                                   | 6,005                                    |
| 42                             | ニーダー＝エルレンバッハ       | 13 ニーダー＝エルレンバッハ    | 8.34       | 4,686                                    | 645                                      |
| 43                             | カルバッハ＝リートベルク       | 12 カルバッハ＝リートベルク    | 6.90       | 22,170                                   | 5,240                                    |
| 44                             | ハルハイム                     | 14 ハルハイム                  | 5.02       | 5,294                                    | 855                                      |
| 45                             | ニーダー＝エシュバッハ         | 15 ニーダー＝エッシュバッハ    | 6.35       | 11,462                                   | 2,746                                    |
| 46                             | ベルゲン＝エンクハイム         | 16 ベルゲン＝エンクハイム      | 12.54      | 17,988                                   | 3,616                                    |
| 47                             | フランクフルター・ベルク       | 10 ノルト＝オスト              | 2.16       | 8,225                                    | 2,249                                    |
| フランクフルト・アム・マイン市 | フランクフルト・アム・マイン市 | フランクフルト・アム・マイン市 | 248.33     | 758,847                                  | 222,786                                  |
|                                |                                |                                |            |                                          |                                          |

- 表注

1. ↑  一部 インネンシュタットIV
2. ↑  一部 ミッテ＝ヴェスト
3. ↑  一部 ジュート
4. ↑  一部 ノルト＝ヴェスト

### 人口

人口推移グラフ

#### 人口推移
フランクフルトの人口推移については、19世紀になるまでは不正確な推定値に基づくしかない。1810年頃から国勢調査や公式な統計調査がなされるようになった。中世のフランクフルトは人口約1万人の中規模都市であった。17世紀に2万人、18世紀に中頃に3万人、1810年頃に4万人を超えた。自由都市フランクフルトが終焉した1866年までに9万人を超えたが、このうち約78,000人が堡塁施設の内側に住んでいた。現在そこに住んでいるのは約7,000人である。
1875年、フランクフルトの人口は10万人を超えた。1880年頃にはドイツ10大都市の一つとなった。1910年の人口は414,576人でドイツで9番目、プロイセンで4番目に大きな都市となった。第二次世界大戦前には553,464人まで増加した。
第二次世界大戦中には、4,800人以上の市民と12,700人以上の兵士が命を落とした。また、約3万人のフランクフルト在住ユダヤ人のうち約12,000人がホロコーストによって殺害された。1945年末のこの街の人口は約358,000人であり、戦争によって住民の約3分の1が亡くなった。
その後人口は、1951年に戦前の1939年の状態へ復し、1963年に史上最大の691,257人となった。周辺への人口移動によって1986年までに592,411人へと減少したが、その後再び増加して2010年12月31日現在の人口は、1986年から14.7%増の679,664人となった。2005年からの5年間は平均で1年あたり約7,000人の増加が見られた。こうした折り返し傾向は、独居世帯の不釣り合いな増加や住宅地の増加と関連している。
2009年12月31日の調査に基づき、統計および選挙住民局が2010年12月に算定した「フランクフルト2030年人口予測」の計算では、フランクフルトの人口は2020年までに約 725,000人に増加し、その後2030年までにわずかに減少して723,000人となると予測されている。これは副人口（ドイツでは主な住所と別に副住所を登録できる）を併せた全人口に対する推定値である。市の調査によれば、2012年6月30日現在の人口は700,256人で、初めて70万人を超えたことになる。
現在フランクフルトの人口はおよそ77万人でドイツの5番目に大きい都市となっている。国際的な都市であり様々な国からの移住者が多い。フランクフルト空港の影響で戦後から多くのの会社や銀行がフランクフルトに来て、西ドイツ時代の経済を代表する都市であった。フランクフルトにはトルコ人、東ヨーロッパ系（主にクロアチア人、ポーランド人、セルビア人）や北アフリカ系（主にモロッコ人、アルジェリア人）が多い。 フランクフルトにはおよそ3,700人の日本人が住み、ドイツではデュッセルドルフ、ベルリンに続いて3番目に多く日本人学校もあり、日本の会社や銀行の数も多い。

### 隣接自治体
- 西：マイン＝タウヌス郡（ハッタースハイム・アム・マイン、クリフテル、ホーフハイム・アム・タウヌス、ケルクハイム (タウヌス)、リーダーバッハ・アム・タウヌス、ズルツバッハ (タウヌス)、シュヴァルバッハ・アム・タウヌス、エシュボルン）
- 北西：ホーホタウヌス郡（シュタインバッハ (タウヌス)、オーバーウルゼル (タウヌス)、バート・ホムブルク・フォア・デア・ヘーエ）
- 北：ヴェッテラウ郡（カルベン、バート・フィルベル）
- 北東：マイン＝キンツィヒ郡（ニーダードルフェルデン、マインタール）
- 南東：オッフェンバッハ・アム・マイン
- 南：オッフェンバッハ郡（ノイ＝イーゼンブルク）
- 南西：グロース＝ゲーラウ郡（メルフェルデン＝ヴァルドルフ、リュッセルスハイム・アム・マイン、ラウンハイム、ケルスターバッハ）

## 歴史

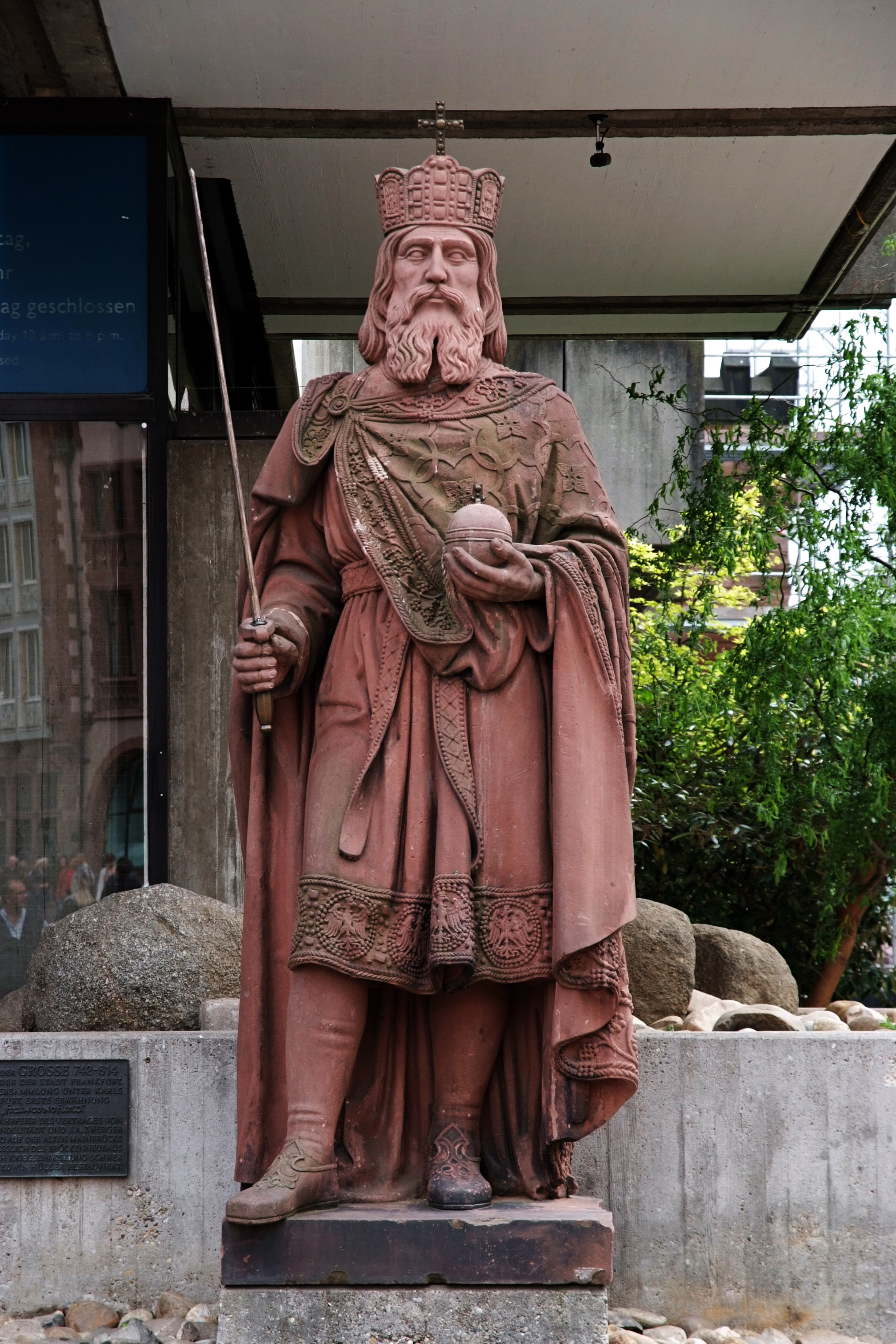
フランクフルト歴史博物館前のカール大帝像

### フランク王国
フランクフルト・アム・マインは、794年2月22日にカール大帝がレーゲンスブルクの聖エメラム修道院宛に発した文書に初めて記述されている。この文書にはラテン語で次のように書かれている
"… actum super fluvium Moin in loco nuncupante Franconofurd"「マイン川の畔にフランクフルトと名付けられた村がある」
すなわち、ドームヒューゲルの集落は新石器時代から継続的に存続していることが証明されている。
この村は、おそらくローマの軍事基地となり、メロヴィング朝時代にフランク王国の王宮所在地となった。
カール大帝はこの地に長期間滞在したが、以後1378年までに王・皇帝のここでの滞在は約300回に及んだ。カールの時代には国王荘館（Königlicher Wirtschaftshof）があったと推測される。続くルートヴィヒ1世（敬虔王）の治世には26,5m x 12mの広間を擁する王宮（Königspfalz）があった。特にルートヴィヒ2世（ドイツ王）にとってはお気に入りの滞在地で（833年10月から876年8月までに33回）、フランクフルトは、876年にプリュムのレギノに「東国王の主要居住地」（principalis sedes regni orientalis）と呼ばれ、ほとんど国王居城地的性格（Residenzcharakter）を持っていた。カロリング朝歴代の王はこの地で頻繁に宮廷会議（Hoftage）や帝国会議（Reichsversammlungen）を開催し、広大な御料林（Reichsforst）「ドライアイヒ」（Dreieich）で狩りを行った。こうして、この「王宮は都市形成の過程における旧市区的核」となった。

### 神聖ローマ帝国時代
ザクセン朝（オットー朝）においてもフランクフルトの王室・帝室にとっての重要性は維持され、クリスマスの祝祭が頻繁に催されたが、ザーリアー朝にいたると、帝室にとってこの市の役割は後退した。ロタール3世時代は、行幸が一度もなかった。しかし、ホーエンシュタウフェン朝においては再び王・皇帝の滞在が頻繁になり、宮廷会議がこの地で開かれた。
1241年の帝国租税表（Reichssteuerverzeichnis）に挙げられた都市の中でフランクフルトは最高額250マルク/年の税を納付している（都市以外の租税納付単位を含め、租税全額7100マルク）。
中世、フランクフルト市政にとって決定的だったのは、都市君主としての王の無制限の支配権（Stadtherrschaft）であった。1200年頃のフリードリヒ2世によるライヒスフォークタイ（Reichsvogtei）撤廃の後、1184年/ 1185年以降記録にあるシュルトハイス（Schultheiß）が王権の最高代理統治権者（der oberste königliche Amtsträger）として市の行政と司法をリードした。それに当初任命されたのは帝国ミニステリアーレ（Reichsministerialität）出身者であった。判決発見の役割（Urteilsfinder）は市民側の参審団（Schöffenkolleg）が担ったが、それから参事会（Rat）が発展していった。1311年には市長（Bürgermeister）が置かれ、参事会と市長が市の行政を担い、シュルトハイスの機能を制限していった。
13世紀から14世紀にかけて、周辺領邦君主の圧迫に対抗して商業の安全を確保するために近隣諸都市と同盟を結んだ。すなわちヴェッテルアウ帝国都市同盟（der Bund wetterauischen Reichsstädte）とライン中流地域ラント平和組織（Mittelrheinische Landfriedenorganisation）においてフランクフルトは指導的役割を演じた。
1147年 ドイツ王コンラート3世はこの地の選挙で「息子ハインリヒを国王に当選させた」。その後、1152年3月5日、「帝国の世俗諸侯と聖職者諸侯の全員が」フランクフルトに集まり、シュヴァーベン大公フリードリヒ（フリードリヒ2世バルバロッサ）を「満場一致でドイツ王に選んだ」。以後ほとんどの国王選挙はこの地で行われ、国王選挙地としてのフランクフルトは1356年の金印勅書において規定されたが、このことはこの地に帝国法上、傑出した地位を与えた。国王選挙は神聖ローマ帝国終焉の1806年に至るまでの間ほとんど毎回この地で行われたが、戴冠式も1563年からフランクフルトで催された。1792年の最後の神聖ローマ皇帝フランツ2世の戴冠式とともに、当市の特別な地位も消滅した。なお、ゲーテはその自伝『詩と真実』第5章（Dichtung und Wahrheit, Erster Teil, Fünftes Buch）において、1764年4月に挙行された皇帝フランツ1世と帝妃 マリア・テレジアの息子 ヨーゼフ2世のローマ王戴冠式の盛儀を生き生きと描写している。
フランクフルトは1074年Zollstätte（仮訳「関税地」）として記録されている。フランクフルトの商人の免税が記録されている最初の文書は、ヴォルムス 1184年と伝えている。1170年ころから貨幣が鋳造されている。1160年ころには初めて大市（Messe）が開催された。1180年にはフランクフルトの商人の特権（Rechte und Freiheiten）がヴェッツラーの特権（Privilegierung）のモデルになった。1240年 神聖ローマ皇帝 フリードリヒ2世はフランクフルトの大市（Messe）を訪れる者に対して特別な保護を保証した。1330年 ルートヴィヒ4世はフランクフルトに春と秋、年2回の大市（Messe）を開催することを許可した。14世紀初めの シャンパーニュの大市（Messe）の衰退によって利益を得、神聖ローマ帝国の経済的中心地の一つになった。商品交換において重要な商品は、ワイン、鰊、毛皮等であったが、特に重要だったのは毛織物で、フランクフルトは14世紀毛織物工業の中核地域となった。当時、手工業者は17個のツンフト（同職組合）に組織されていた。 活版印刷術の発明以後、書籍取引が新たに重要な地位を占めたが、16世紀以降はライプツィヒ の大市（Messe）と競うことになった。
13世紀前期に市壁が完成したが、市壁内の面積は約40haであった。1222年に市と郊外のザクセンハウゼンとをつなぐ石造の橋が架けられた。1405年には市庁舎（レーマー）が建てられた。1387年の住民台帳によれば、市の人口は約9600人であった。13世紀初頭ユダヤ人の人口は約200人であったが、1241年と 1349年の迫害（1348年のペスト流行を機縁）によりユダヤ人の姿は市内に見えなくなった。その後再びユダヤ人の移住がみられたが、1462年には収容所に隔離された。13世紀前半には ベギン会の会員もいた。
- フランクフルトは1220年に帝国自由都市となった。

- 1806年、旧帝国の滅亡に伴い、フランクフルトは領主司教カール・テオドール・フォン・ダールベルクの支配下に置かれ、自らの領邦であったレーゲンスブルクおよびアシャッフェンブルクとともにライン同盟内で独立領邦を形成した。
- 1810年にダールベルクはレーゲンスブルクをバイエルン公に割譲し、これと交換にハーナウとフルダを得た。これらとフランクフルト市やアシャッフェンブルク地方を併せて、1810年から1813年までの短期間ではあるがフランクフルト大公国を創設した。

### ナポレオン体制後

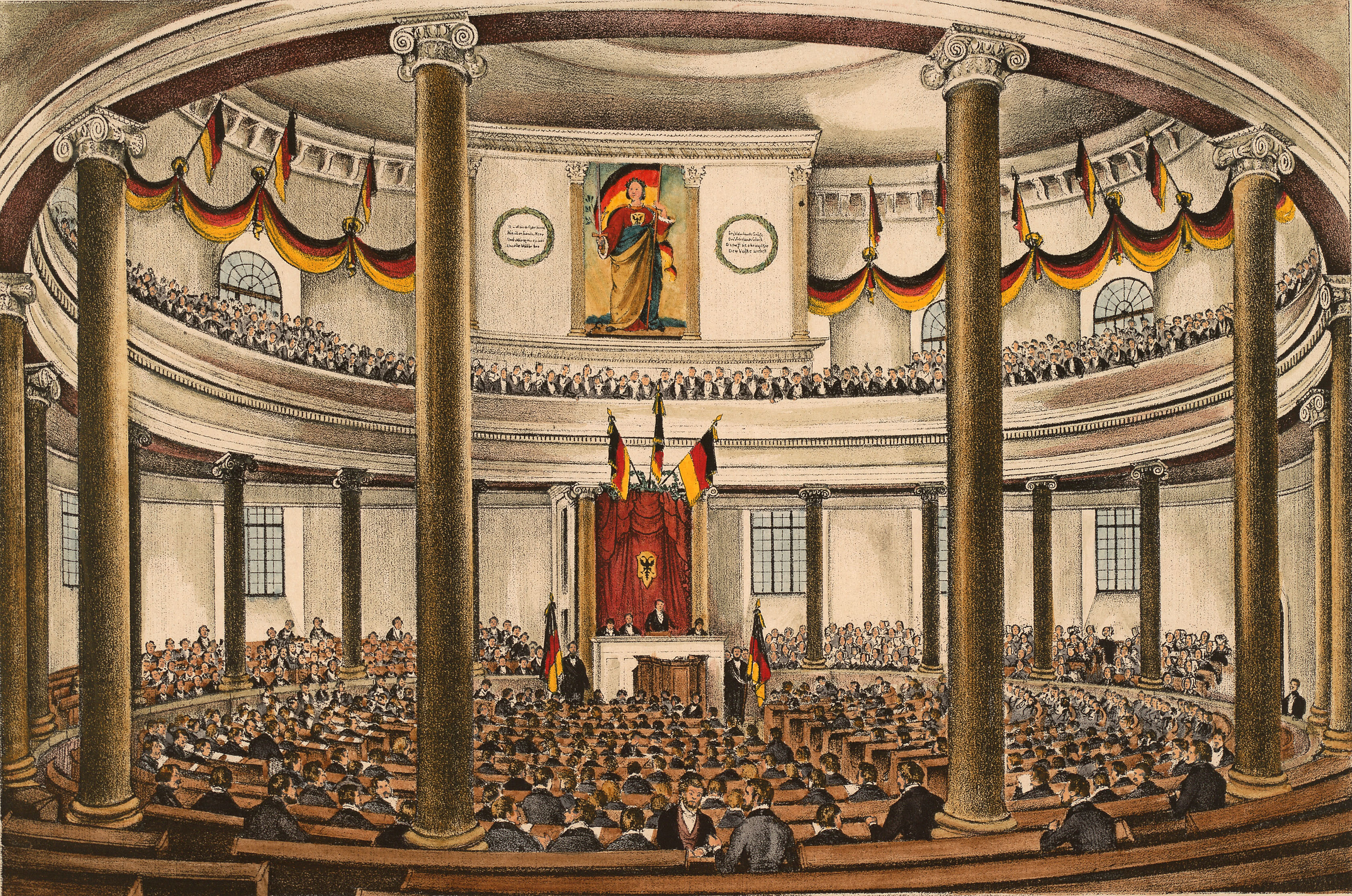
1848年のパウルス教会でのフランクフルト国民議会

- ナポレオン体制の崩壊により、フランクフルトは1813年12月14日に戦勝連合国によってフリードリヒ・マクシミリアン・フォン・グリュンダーローデの支配下に置かれた。
- ウィーン会議でバイエルン王国はフランクフルトの併合を目論んだが、1815年6月8日に会議はフランクフルトをドイツ連邦内の自由都市とすることを決定した。これによりフランクフルトはハンブルク、ブレーメン、リューベックと並ぶ 4つの自由都市の一つとなった。この伝統的な都市自由権は近代に至るまで存続した。ドイツ連邦の連邦議会はフランクフルトで開催された。
- 1848年、ドイツで三月革命が起こった。招集された国民議会はフランクフルトのパウルス教会で開催された。

### 普墺戦争
- 1866年の普墺戦争では、フランクフルトは連邦に忠実であった。公式な立場はオーストリアや皇帝の側であったが、経済や外交的理由からプロイセン王国との連携を支持するべきだとの意見が古くからあった。この街は7月18日にプロイセンのライン軍によって占領され、重い軍税を課された。10月2日にプロイセンはこの都市を併合し、これによりこの都市の独立は失われた。フランクフルトはヘッセン＝ナッサウ州ヴィースバーデン県に編入され、軍税の支払いはその後免除された。
- 1868年にプロイセンは、上級市長を市の代表者とする市参事会制度をフランクフルトに布いた。
- 1871年、普仏戦争はフランクフルト講和条約をもって公式に終結した。

### ドイツ帝国
プロイセンによる併合は、市の急速な人口増加を伴う工業都市への発展にとって有利であった。フランクフルトは、1877年から1910年までの間に何段階にもわたって周辺の町村を合併し、その面積を 70 km2 から 135 km2 に拡大した。これによりフランクフルトは20世紀の初めには、短い期間ではあったが、ドイツで最も広い都市となった。
急速な人口増加に伴い市は公的なインフラストラクチャーを整備していった: 多くの学校やマイン川の橋、上水道、下水道、近代的な職業消防隊、屠殺場および食肉加工場、マルクトハレ、路面電車、駅、港などが含まれる。
工業化はまず、ボッケンハイム区や、マインツァー・ラントシュトラーセあるいはザクセンハウゼン・ラントシュトラーセといった街道沿いで進行し、1909年から1912年に工業地域を伴う東港が整備された。
新たに開発されたこの工業地区の面積は、19世紀末時点でのマイン川北岸の全市域面積に匹敵するほど広大なものであった。フランクフルトの伝統的な産業である鋳造や金属加工あるいは活字鋳造や印刷業の他に、化学工場や、1891年の国際電子博覧会以降は電子産業もこの街に進出した。
- 1914年、フランクフルト市民の寄附によって総合大学が創設された。

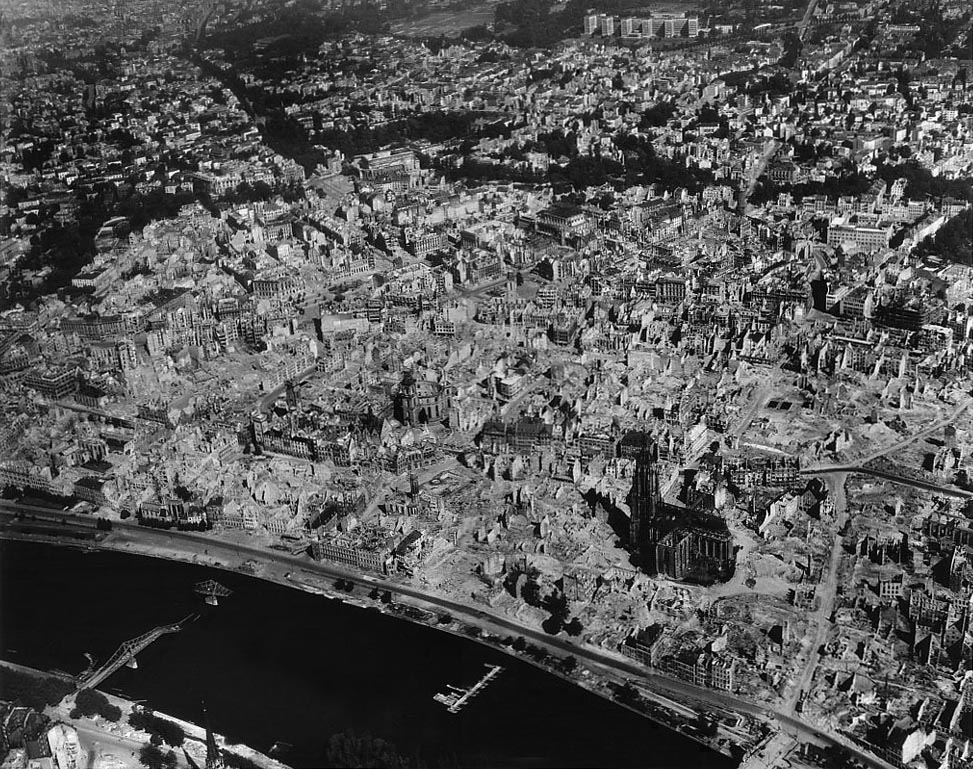
第二次世界大戦の空爆でほぼ完全に破壊されたフランクフルト中心部（1945年）

フランクフルトは、第一次世界大戦による破壊を免れたが、プロイセンに属すヘッセンとバイエルンとの国境にあたるその立地のために、食料品や日用品の不足に苦しめられた。
- 1918年の11月革命の際には暴動が起き、時には市街戦が行われる状況が1919年末まで続いた。

- 1920年代にフランクフルトは文化的隆盛を迎えた。特に演劇や、近代的キッチンの祖型として国際的に名高いフランクフルトキッチンを含む都市計画新フランクフルトプログラムがその代表である。
- 1925年にヴァルトシュタディオンで第1回国際労働者オリンピックが開催された。

### 国家社会主義からWW2
国家社会主義の時代には、11,134人のユダヤ人がフランクフルトから追放され、殺害された。
- 第二次世界大戦では、連合国によるフランクフルト空襲によって市域の約70%、特にアルトシュタット及びインネンシュタットはほぼ完全に破壊された。これにより、密集した中世の街並みは1944年までに失われ、1950年代の復興において古い街並みが復元されることはなかった。アルトシュタットの多くの部分には、この時代に建設された簡潔で近代的な合目的建造物や合理的道路配置が今日も残っている。

### 戦後
- 1945年初頭には連合国遠征軍最高司令部 (SHAEF) がベルサイユ宮殿から移動し、フランクフルトに司令部を置いた。
- 終戦後、アメリカ合衆国の軍事政府はこの街を本拠地とした。その後、フランクフルトにトリゾーン（米英仏管理地域）の統治機関が置かれた。
- 1949年5月10日、連邦の首都を定める選挙でフランクフルトは、コンラート・アデナウアーが推すボンに敗れた[注釈 2]。だが、フランクフルトには既に国会議事堂が建てられていた。この建物は現在ヘッセン放送が使用している。戦後、フランクフルトは経済の中心地となり、1998年には欧州中央銀行の所在地となった。

### 市町村合併
- 1866年までフランクフルト・アム・マインの市域は、現在の市区でアルトシュタット、インネンシュタット、バーンホーフスフィアテル、グートロイトフィアテル、ガルス、ヴェストエント、ノルトエント、オストエント、リーダーヴァルトおよびザクセンハウゼン（都市林「フランクフルター・シュタットヴァルト」を含む）の「シュタットベツィルク」（都市管区）と、ボルンハイム、ハウゼン、ニーダーウルゼル（ヘッセン大公と折半）、ボナメス、ニーダー＝エルレンバッハ、ドルテルヴァイル、オーバーラート、ニーダーラートの 8つの村からなる「ラントベツィルク」（周辺管区）で構成されていた。
- プロイセン王国による自由都市フランクフルト併合後は、フラクフルト都市クライスが形成された。
- 1877年から都市クライスの町村が合併。
- 1910年からは1855年に形成されたフランクフルト郡の町村も、徐々にフランクフルト市に合併されていった。
- 1977年を最後に合併が完了。かつてフランクフルトに属していた8つの村のうち、ドルテルヴァイルだけは、市域から外れた。

## 政治

### 行政

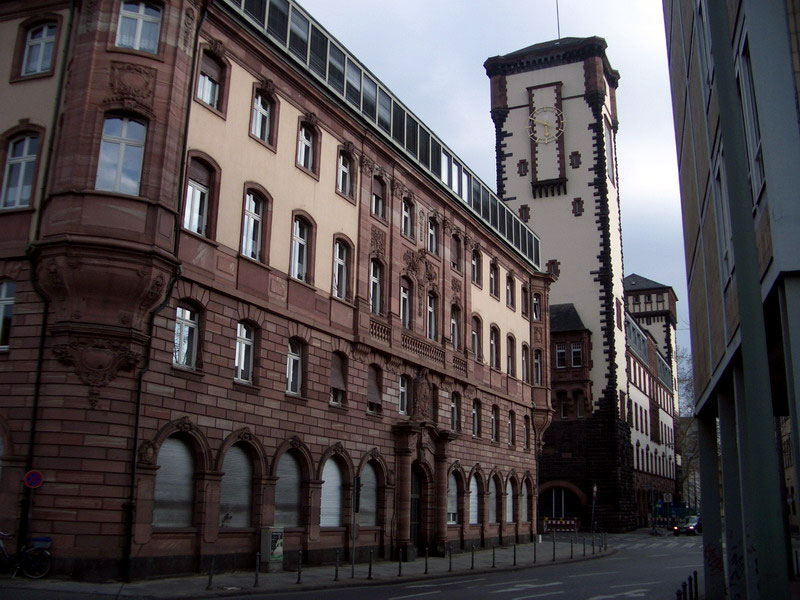
フランクフルト市庁舎

フランクフルト基本条例とヘッセン州自治体法がこの街の骨格を定めている。

#### 市長
フランクフルトは、2013年現在、CDUとGrüneの連立野党と上級市長ペーター・フェルトマンによって運営されている。2012年7月1日にそれまでの上級市長ペトラ・ロートが引退を宣言し、ペーター・フェルトマンがこの職に就任した。SPDの候補者であったフェルトマンはCDUの候補者でヘッセン州内務大臣のボリス・ラインに対して、2012年3月15日の決選投票で 57.4 % の過半数を獲得し、当選を果たした。ラインは、3月11日の一次選挙の時点ではフェルトマンの票を上回っていた。

#### 紋章

1925年から1936年頃に用いられたハンス・ライスティコフによる市章

赤地に金の冠を被った銀の鷲の図柄であり、金と青の爪、嘴、舌で威嚇している。
フランクフルトの鷲は単頭の帝国鷲であり、その起源は13世紀に遡る。帝国都市として帝国に依存していることを示す徴として鷲は冠を被っている。1841年に彫刻家エドゥアルト・シュミット・フォン・デア・ラウニッツが現在の紋章のデザインを作成した。1920年代にはグラフィックデザイナーのハンス・ライスティコフによる過激なまでに簡略化されたバージョンが用いられた。当時の上級市長ルートヴィヒ・ラントマン（1924年 - 1933年）は時代精神に従い、鷲のこうした表現主義的デザインを採用したのであった。しかしこのデザインは市民には不評であった。1936年には古い紋章が再び使用されることとなった。第二次世界大戦後、1936年に確定された紋章は1952年の基本条例で公式に制定されたが、新たに異なる鷲の表現方法も試みられた。ライスティコフの鷲は現在では、フランクフルト市の栄誉メダル、市史研究所の旗、フランクフルト・アム・マイン消防スポーツクラブの紋章などの特殊な場合に限って用いられている。

#### 財政
フランクフルトは、1980年代のCDUの上級市長ヴァルター・ヴァルマンおよびヴォルフラム・ブリュックの下で行った大規模な公共建設政策により、市の負債は8億4千万ユーロ（1977年）から22億5千万ユーロ（1989年）に増加した。さらにSPDと緑の党の連合からなる市当局はこの負債を1993年に最大の34億ユーロにまで膨れあがらせた。これにより、フランクフルトはドイツの大都市（都市州を除く）の中で最も高額な負債を抱えた街となった。このため、市の監査局は負債をこれ以上増大することを禁じ、市は1994年から予算の強化を開始した。その後、営業税の大幅増税、支出の削減、そして当面の良好な経済発展により、負債は明らかに減少した。
フランクフルトの2006年の年間負債額は人口1人あたり約2,200ユーロでドイツの15大都市の中で6位（ブレーメン約17,000、ベルリン約16,000、ハンブルク約13,000、ケルン約3,800、ミュンヘン約2,700）である。良好な税収と財政黒字によって負債は2010年末までに9億8300万ユーロに減少した。
2008年6月13日に市は、2007年1月1日の開始貸借対照表を公開した。それによれば、フランクフルト市は125億2千万ユーロの資産があるが、そのうち118億ユーロが固定資産である。市はその所有物として1,145 kmの道路、44,266の土地、約1,800棟の建物、58.6kmのUバーン路線、椰子庭園の約 2500種の植物、動物園の約580種4500頭の動物、4902haシュタットヴァルトを挙げている。すべての建物の中で最も簿価が高いのは5800万ユーロの大聖堂である。市の自己資本は82億9000万ユーロで、自己資本率は66.2% に相当する。債務は18億ユーロで、これは主として年金に充当するための引当金（12億ユーロ）である。
2007年と2008年に市は、年間の黒字を 5億ユーロ以上とする目標を達成した。しかしその後、金融危機のために税収は年間4億ユーロ以上減少した。市は2009年にわずかながら黒字に転じた製造業の2010年、2011年に期待をしたが、少なくとも翌2013年まではネガティブな結果を予測している。
主な理由は、フランクフルト市の最も重要な財源である営業税の伸びである。2008年の営業税は史上最高額の16億4千万ユーロであった。これによりフランクフルトはミュンヘン（19億ユーロ）に次いでドイツで最も営業税収入の多い都市となったが、ミュンヘンの人口はフランクフルトのほぼ 2倍ある。フランクフルトと同規模の都市であるシュトゥットガルトやドルトムントの営業税収入は、フランクフルトの半分から 1/5 程度にとどまっている。2010年の営業税収入は13億ユーロ、2011年の予算では11億ユーロと推定されている。

### 議会

#### 市議会
フランクフルト市の市議会は、93議席からなる。2021年3月の市議会議員選挙結果とこれに基づく政党別議席数は以下の通りである。
| 政党名               | 得票率 | 議席数 |
| -------------------- | ------ | ------ |
| CDU                  | 21.9   | 20     |
| Grüne                | 24.6   | 23     |
| SPD                  | 17.0   | 16     |
| AfD                  | 4.5    | 4      |
| FDP                  | 7.6    | 7      |
| Die Linke            | 7.9    | 7      |
| Bürger für Frankfurt | 2.0    | 2      |
| ÖkoLinX-ARL          | 1.8    | 2      |
| Die PARTEI           | 1.8    | 2      |
| ELF                  | 1.3    | 1      |
| Piraten              | 0.6    | 1      |
| FREIE WÄHLER         | 0.8    | 1      |
| Gartenpartei Ffm     | 0.6    | 1      |
| BIG                  | 0.6    | 1      |
| IBF                  | 0.8    | 1      |
| Volt                 | 3.7    | 4      |
| その他               | 2.5    | 0      |
| 計                   | 100.0  | 93     |
| 投票率               | 45.1 % | 45.1 % |

### 治安
人口 20万人以上のドイツの都市の中で、フランクフルトは人口あたりの犯罪が最も多い。2011年の犯罪頻度は、人口10万人あたり16,137件であった。犯罪統計においてこの街はトップの座を占めており、メディアは時にこの街を「犯罪の首都」 や「ドイツで最も危険な街」 と報じる。
フランクフルト警察署は、機関紙の中であらゆる犯罪の頻度を他の大都市と比較しながら公開している。ドイツで最も多い通勤者を有するこの街では、日中には市民に加えて毎日 26万人が滞在している。さらに訪問客や旅行客、すなわち年間約150万から250万人に及ぶメッセの客や約5300万人に達する空港利用客が市域に存在している。犯罪の約6%が空港で起きている。荷物の窃盗、パスポート犯罪、入国管理法違反や航空交通法違反などである。
市の機関や委員会も、犯罪統計に解説を付けた公報を発行している。犯罪種別ごとに細分化された考察すると、フランクフルトは麻薬犯罪と不法滞在がドイツで1番多く、詐欺、単純な窃盗、不正乗車がトップグループにある事がわかる。クレジットカードや銀行口座の詐欺は、実際の犯行現場とは無関係に当該銀行の本店所在地に記録される。判明した麻薬犯罪や不正乗車の件数が多いのは、空港や交通の乗換駅での強力なチェックの結果である。安全に関わる犯罪、謀殺、故殺、暴行、レイプ、強盗、傷害事件に関しては、フランクフルトは統計の中位に位置している。
2011年4月に行われたグライフスヴァルト大学の「フランクフルト・アム・マイン市民の主観的安全性調査」によると、調査対象となった市民の84%が犯罪に対して昼間は安全あるいはとても安全と回答し、夜間についても71% がそう答えた。

## 国家機関

### 財務
フランクフルトは、ヘッセン州財務局の所在地である。また、ヘッセン州社会生活保護庁もフランクフルトにある。

### 裁判所
司法機関では、ヘッセン州を管轄するフランクフルト高等裁判所、ヘッセン州労働裁判所、フランクフルト・アム・マイン地方裁判所、フランクフルト・アム・マイン社会裁判所、フランクフルト・アム・マイン労働裁判所、フランクフルト・アム・マイン行政裁判所、フランクフルト・アム・マイン区裁判所がある。また、2003年末に廃止されるまで連邦懲罰裁判所があった。

### 中央銀行
- ドイツ連邦銀行
  - 1957年からドイツ連邦銀行はフランクフルトに本部を置いている。
- ドイツ復興金融公庫銀行（KfW銀行グループ）

## 施設

### 警察
フランクフルト・アム・マイン警察本部は、ヘッセン州に7つある警察本部の1つである。街の安全や治安維持の業務はフランクフルト市警察（ヘッセン州安全治安維持条令 § 99 の補助警察にあたる）が担っている。

### 消防
1874年に創設された職業消防庁と28の自衛消防団からなるフランクフルト消防隊は、10箇所の消防署に別れて所属している。

### 医療
病院
フランクフルト・アム・マインには、27の病院がある。

### 図書館
国立図書館
フランクフルトはまた、ドイツ国立図書館の所在地である。

## 対外関係

### 姉妹都市・提携都市

#### 姉妹都市
フランクフルト・アム・マインは、以下の都市と姉妹都市関係を結んでいる。
- リヨン（フランス、ローヌ県）1960年
- バーミンガム（イギリス、ウェスト・ミッドランズ）1966年
- ミラノ（イタリア、ロンバルディア州）1970年
- 広州市（中華人民共和国、広東省）1988年
- ブダペスト（ハンガリー）1990年
- プラハ（チェコ）1990年
- グラナダ（ニカラグア、グラナダ県）1991年
- クラクフ（ポーランド、マウォポルスカ県）1991年
- 横浜市（日本、神奈川県）2011年
- エスキシェヒル（トルコ）2012年
- フィラデルフィア（アメリカ合衆国、ペンシルベニア州）2015年

また、1967年に当時は独立した自治体であったニーダー＝エシュバッハとフランスのドゥイユ＝ラ＝バールとの間で姉妹自治体協定が結ばれた。

#### 提携都市
友好都市は以下の都市がある。
- カイロ（エジプト、カーヒラ県）1979年
- テルアビブ（イスラエル、テルアビブ地区）1980年
- トロント（カナダ、オンタリオ州）1989年
- ライプツィヒ（ドイツ、ザクセン州）1990年
- ドバイ（アラブ首長国連邦、ドバイ首長国）2005年

2006年から中国南部の都市深圳市との間で経済協力振興がなされている。2007年からは天津市、北京市もこれに加わっている。

### 国際機関
- 国際金融公社事務所（世界銀行の一部）

#### 欧州連合機関
- 欧州中央銀行
  - 1998年から、EU加盟国でユーロ圏に属す国々の金融政策に責任を持つ欧州中央銀行がこの街に置かれた。
- 欧州保険・企業年金監督局（EIOPA）
  - 2004年からヨーロッパの保険を監督する機関（2004年から2011年までは CEIOPS、それ以後は EIOPA）の本部がこの街にある[48]。

#### 領事館
フランクフルトには、日本（在フランクフルト日本国総領事館）を含めて92の領事館がある。各国の首都を除けば、これ以上の外国公館を有する都市はニューヨークとハンブルクだけである。中国とロシアはフランクフルトに総領事館を開設した。エッケンハイム地区のアメリカ合衆国総領事館は世界最大のアメリカ合衆国領事館である。

## 経済

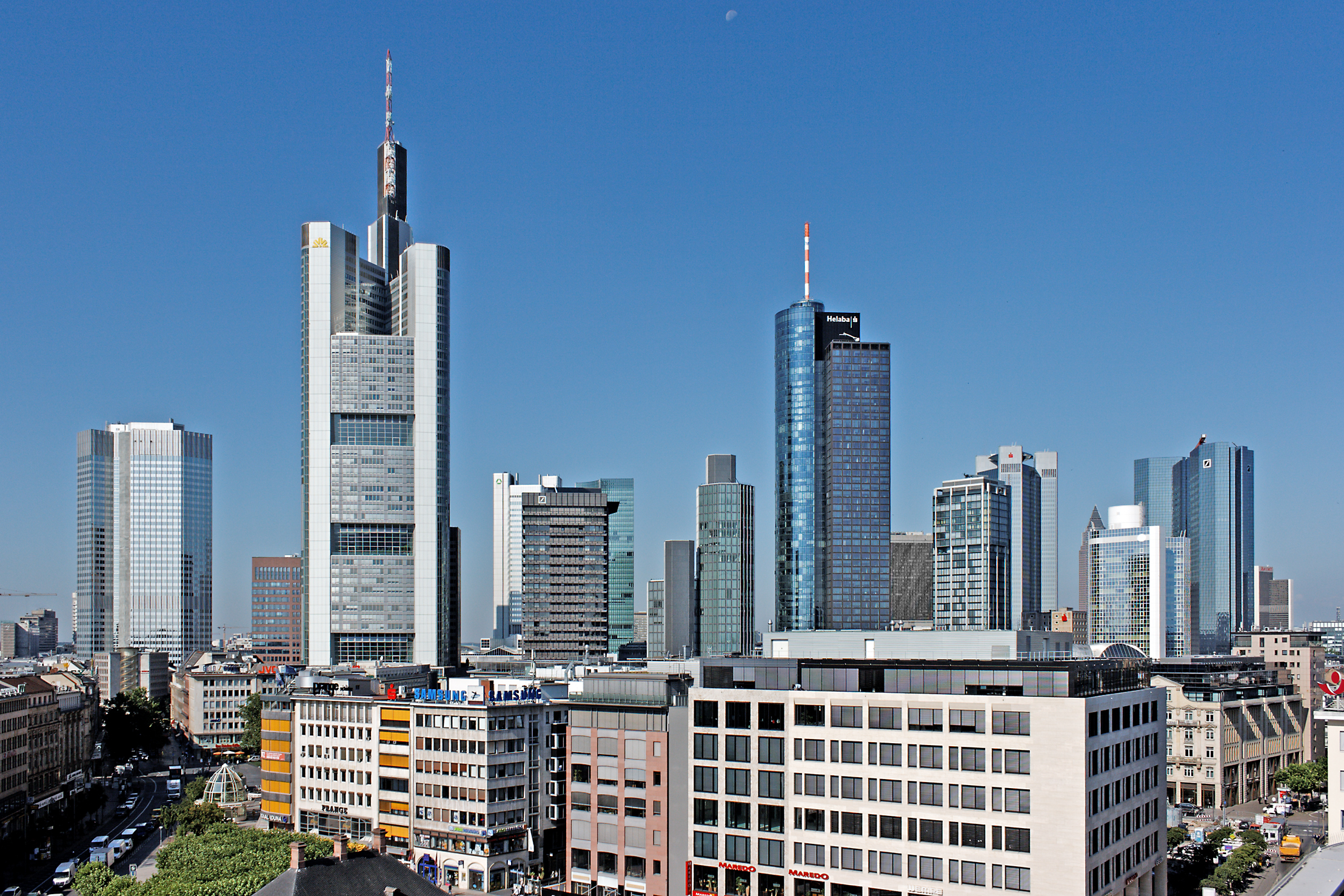
フランクフルトのバンケンフィアテル（銀行街）

2001年に作成されたリヴァプール大学のランキングリストによれば、フランクフルトはヨーロッパで最も生産力（一人あたりのGDP）の高い街（カールスルーエ、パリ、ミュンヘンをおさえて）である。この街は現在、ヨーロッパで最も裕福で、ポテンシャルの高い街の一つである。それは、この街に国際的企業の支店・代理店が多くあることにもつながっている。クッシュマン・アンド・ウェイクフィールドの年次研究（ヨーロピアン・シティー・モニター 2009）では、フランクフルトは国際コンツェルンにとってヨーロッパで最適な街の3位（ロンドン、パリに次ぐ）に20年前からランキングされている。フランクフルトはヘッセン州にとって最も重要な中心都市である。ヘッセン州の営業税 42億4千万ユーロのうち 40 % がフランクフルトからの収入である。生活費が世界で最も高い都市に関する調査がエコノミスト報道部によって 2011年12月に行われ、フランクフルトはドイツで1位、世界で10位に位置づけられた。

### 購買力
構造変化にもかかわらず、2006年から2007年の住民1人あたり、あるいは就業者1人あたりの GDP は、ドイツの大都市の中でその地位を保ち続けている。生活の質や移住誘引力も上述の通り高い状態にある。古典的な産業の衰退は、フラポートやドイツ取引所といったサービス業の進展や、自動車産業・IT産業分野の国外大企業のヨーロッパ本部あるいはドイツ本部設置によって相殺されている。一方、この街は金融分野とは全く異なる、バイオテクノロジーの研究都市として発展しようと努力している。人口増加、失業率、住民あるいは就業者1人あたりのGDPといった指標において、フランクフルトは強力な地位を占めている。収入はドイツで最も高い水準にある。高所得の労働者は、主にフランクフルトに隣接する、住宅密度の高いフォルダータウヌス地方の郡部（特に、ケーニヒシュタイン・イム・タウヌス、クロンベルク・イム・タウヌス、バート・ゾーデン・アム・タウヌス）に住んでいる。それにもかかわらず、フランクフルトの2012年現在の購買力指標は 117.5 と平均よりも高い値を示している（ホーホタウヌス郡およびマイン＝タウヌス郡のそれは、それぞれ 137.7、146.3、ヘッセン州全体では 107.4 である）。

### 労働者
フランクフルトには622,600人の就労者がおり、このうち約49万人が社会保険を義務づけられた被雇用者である。フランクフルトはドイツで最も労働密度が高く、通勤者の多い街である。2010年現在のこの街への通勤者は1日あたり325,485人で、この街から他の街に通う通勤者は68,080人であった。500社以上約75,000人がフランクフルト空港で働いており、この空港はドイツ最大の職場となっている。業種別では金融・保険業が最大の業種で、約72,800人が勤めている。
社会保険を義務づけられた全日制労働者の平均月額給与は、2010年現在3,619ユーロで、2000年よりも約600ユーロ上昇している。報酬は職種によって明らかに異なっている。接客業や単純なサービス業の給与は2,000ユーロ以下であるのに対し、IT関連では4,500ユーロ、金融関連では5,400ユーロを超える。こうした高額給与所得者はわずかに約 46,700人ほどである。一方、約26,000人の失業者がいる。
この街の高い経済力は、平均を超える収入をフランクフルトで稼いだ通勤者を通して、近隣、特にフォルダータウヌス地方の市町村の金庫も潤沢にしている。このためドイツの豊かな郡トップ5の中に隣接する郡が2つランクされている。バート・ホルンブルク・フォア・デア・ヘーエを郡庁所在地とするホーホタウヌス郡とホーフハイム・アム・タウヌスを郡庁所在地とするマイン＝タウヌス郡である。
さらにフランクフルトは、人口1人あたりもしくは就労者1人あたりの粗付加価値及び GDP がドイツの大都市の中で最も高い街である（2007年現在）。

### 見本市
フランクフルトは見本市で世界的に知られており、その起源は「メッセ（Messe）」と呼ばれる大規模な定期市にある。メッセは日本では大市とも呼ばれ、年市（Jahrmarkt）と呼ばれる定期市の中で最大規模の催しを指す。当初のメッセは商品を直接売買する現物市であった。この地のメッセが初めて文献に見られるのは1160年ころのことである。皇帝フリードリヒ2世がこの街にメッセ開催の特権を与えた。その保護の下でフランクフルトには毎年ヨーロッパ各地の交易品が集まり、1330年には秋だけではなく春のメッセも開催された。神聖ローマ帝国内で2番目に大きなメッセ開催都市であるライプツィヒとフランクフルトとの間は、ヴィア・レギアという広域幹線道路で結ばれていた。
18世紀以降に衰退した時代があったが、19世紀にはドイツ各地で工業博覧会が開催され、メッセという語は見本市も指すようになり、第二次世界大戦後には市の伝統と再び結びついた。これに加えて、フランクフルト書籍見本市、国際モーターショー、アヘムやアンビエンテが開催されている。一方、近年は「テンデンス」と呼ばれている伝統的な秋の見本市は、その重要性を失いつつある。
- メッセ・フランクフルトの入口
- トーアハウスとメッセ会場
- メッセタワー
- フランクフルト書籍見本市（2005年）
- フランクフルトモーターショー（2005年）

### 新たな経済発展
マスターカードの依頼を承けた経済研究グループは、毎年、世界で最も重要なビジネスセンターがどこであるかという調査を行っている。この調査でフランクフルトは2007年に第7位となった。このランキングには国内よりもグローバルであることが求められるため、ドイツの他の都市よりも高いランキングとなっている。この街の経済発展におけるグローバル化の重要性はフランクフルト経済が1980年代からの数十年で経験した大きな構造変化にも現れている。
DAX対象企業 30社のうち、1988年から 5社が、1990年から1996年には 6社がフランクフルト・アム・マインにあった。このうち 3社が銀行（コメルツ銀行AG、ドイツ銀行AG、ドレスナー銀行AG）、3社が工業系企業（デグサAG、ヘキストAG、メタルゲゼルシャフト）であった。しかし2007年半ばからフランクフルトのDAX対象企業は3社だけになった。このうち2社が銀行（コメルツ銀行とドイツ銀行）、サービス系企業が1社（ドイツ取引所）である。構造変化は、1980年代にまず、フランクフルトで伝統的に強い金属業界や電子業界で起こった。ハルトマン・ウント・ブラウン、フェライニクテ・ドイチェ・メタルヴェルケ、デマグ、ナクソス＝ウニオーン、アドラーヴェルケ、VDOといった会社が、多くは吸収・合併の後、フランクフルトの工場を閉鎖したり、本社を移転したりした。かつてドイツで 2番目に大きな電子機器コンツェルンであった AEG は、1982年に債務超過の末にダイムラー・ベンツに吸収され、長年にわたる経済的衰退の結果、1996年に解体された。メタルゲゼルシャフトは、GEAグループに吸収された後、2005年にボーフムに移転した。

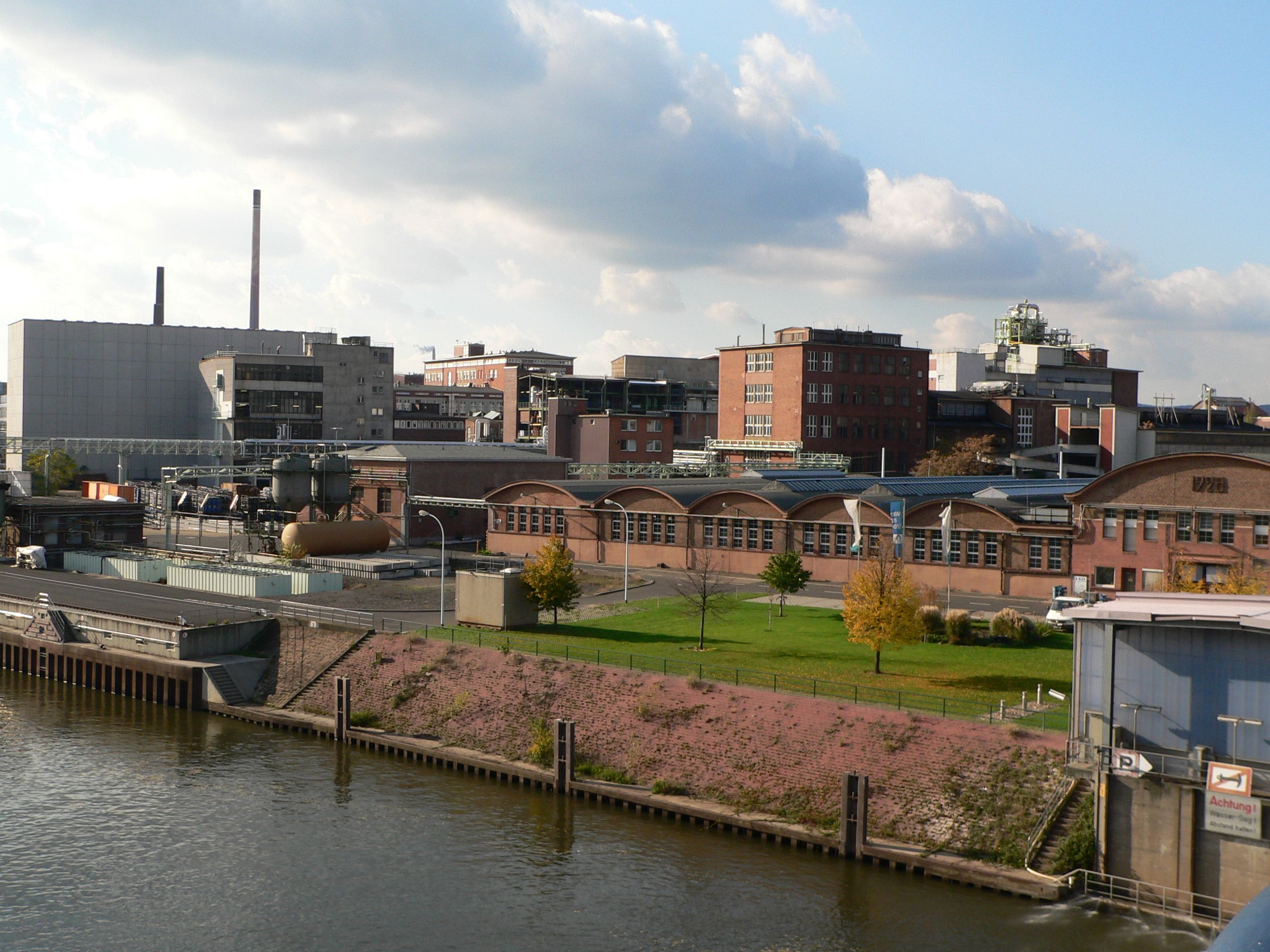
インドゥストリーパーク・ヘーヒスト

フランクフルトは、世界最大級の化学・医薬品産業の所在地であるにもかかわらず、この街に本社を置く大企業はない。ヘキストAGは1970年代から1980年代には売上高世界第2位の化学・医薬品企業であった。しかし1977年に代表取締役ユルゲン・ドルマンの下で多くの企業に分割され、それぞれ異なる企業と合併して本社が移転した。アメリカ合衆国のセラニーズ、スイスのクラリアント、フランスのサノフィなどである。かつてのヘキストの工場跡地であるインドゥストリーパーク・ヘーヒストは、現在でもヨーロッパで最も広い化学工場用地トップ3の1つであり、1990年代よりもさらに多くの従業員が働いている。
かつて最大の染料メーカーの1つだったフェッヒェンハイムのカッセラAGは、1995年にヘキストAGと合併した。この事業部門はヘキスト分割に伴って、1997年にクラリアントに属すこととなった。マインクールの旧カッセラ工場は、その後アレッサケミーGmbH の本社として存続している。この企業名アレッサケミー (AllessaChemie) は、カッセラ (Cassella) のアナニム（綴りを逆向きに並べ替えたもの）である。
デグサは2001年に本社をデュッセルドルフに移し、エッセンのエヴォニク・コンツェルンに編入された。
ドイツ鉄道は東西ドイツ再統一に伴い、2000年にグループ本社をベルリンに移転した。ただしグループ開発およびその他の中心的な部門、ならびに子会社のDBネットやDBシステルはフランクフルトに残っている。
フランクフルトの高い営業税、高い事務所家賃、高い地価により、企業の周辺自治体への移転が助長された。ドイツ銀行は1990年代に新しい計算機センターをエシュボルンに建設し、BHF銀行も1997年にオッフェンバッハに計算機センターを設立した。
2013年に発表されたフランクフルト・アム・マイン商工会議所による景気に関するアンケートによれば、世界金融危機以後、ほぼすべての経済分野で市場は回復傾向にある
2011年9月26日にチコナの新しい生産工場がオープンした。これはケルスターバッハからインドゥストリーパーク・ヘーヒストに移転したものである。

### 経済組織

#### 業界団体、規制委員会
化学工業連合会 (VCI)、光学工業連合会、ドイツ機械・設備製造連合会 (VDMA)、電子技術規制委員会を有する電気技術・電子・情報技術連合会、ドイツ調理師連合会、ドイツ通信販売連合会、自動車工業連合会 (VDA) といった業界団体がフランクフルトにある。VDA は、2年毎に国際モーターショーをフランクフルトで開催している。書籍見本市を組織しているドイツ書籍協会もフランクフルトに本部がある。公益科学技術協会である DECHEM科学技術、バイオテクノロジー協会 e.V. は、数多くの賞を授与し、メッセ・フランクフルトとともに科学技術、環境保護、バイオテクノロジーの世界最大の見本市（アヘマ）を3年に1度開催している。

#### 労働組合
ドイツ労働組合連合会に属す金属業界労働組合、農業環境業界組合、教育・研究者組合 (GEW) の本部がフランクフルトにある。この他、機関車運転手労働組合もフランクフルトに本部を持つ。

### 第二次産業

#### 工業
自動車産業
フランクフルトには多くの外国自動車メーカーのヨーロッパ本部やドイツ本部がある。たとえば、フィアット（アルファロメオやランチアを含む）や起亜自動車などである。隣接する市町村では、リュッセルスハイム・アム・マインにはオペルやサーブがあり、シュヴァルバッハ・アム・タウヌスにはジャガーがある。さらに近隣のヴァイターシュタットにはシュコダやセアト・ドイチュラント本社がある。日本の自動車メーカーであるマツダは、オーバーウルゼルにデザインセンターを有している。オッフェンバッハ・アム・マインにはホンダの北ヨーロッパ本部と開発デザイン部門や、ヒュンダイのヨーロッパ販売センターがある。
さらに自動車部品製造業も盛んである。コンチネンタルAGは、生産、管理、開発の拠点をフランクフルト、エシュボルン、シュヴァルバッハ、カルベン、バーベンハウゼン、フリートベルクに有している。これらの自動車メーカーおよび自動車部品製造業者は、ライン・マイン・ネッカー自動車クラスターに参画している。

### 第三次産業

#### 金融業
フランクフルト・アム・マインは、重要な金融都市・証券取引の街であり、ヨーロッパの代表的な金融センターの一つに数えられている。2021年3月版の発表によると、世界9位の金融センターと評価されている。2016年に発表された「世界の都市総合力ランキング」では、世界11位と評価された。
フランクフルトには、欧州中央銀行およびドイツ連邦銀行の他に、ドイツの4大銀行 が本社を構えている。ドイツ銀行、コメルツ銀行、KfW銀行グループ（ドイツ復興金融公庫銀行）、DZ銀行である。
ドイツ銀行 とコメルツ銀行 はユニバーサルバンクであり、世界中に支店を有している。KfW銀行グループの主業務は中産階級やベンチャー企業の支援であり、DB銀行は信用協同組合の中心となる存在である。DB銀行の子会社であるウニオーン・インヴェストメント、DVB銀行、ライゼ銀行もフランクフルトに本社があり、さらにドイツで2番目に大きな信用協同組合であるフランクフルター・フォルクスバンクもこの街を本拠地としている。
公立あるいは半公立の金融機関では、ヘッセン＝テューリンゲン州立銀行 (ヘラバ）、Deka銀行、レンテン銀行、フランクフルト貯蓄銀行がフランクフルトに本店を置いている。
ドイツ最大のネット銀行 ING-DiBa もフランクフルトに本社がある。これに加えて、SEB AG、バンクハウス・メッツラー、ハウク・ウント・アウフホイザー、デルブリュック・ベトマン・マッファイ、BHF銀行、コーリアルクレジット銀行といった重要な民営銀行のいくつかが本社やドイツ本部をフランクフルトに置いている。また、エシカルバンク（社会貢献度の高い企業に低金利で長期の融資を行う銀行）のトリオドス銀行やGLSゲマインシャフツ銀行の支店もフランクフルトにある。
2010年末現在、154行の外国銀行がフランクフルトにドイツ本部を置き、さらに40行が事務所を構えている。
ドイツ取引所が運営する証券市場、フランクフルト証券取引所とクセトラを有するフランクフルトはヨーロッパで2番目に大きな証券市場であり、ドイツの証券取引の大部分を担っている。時価総額で見た市場規模では、ドイツ取引所は世界最大の証券取引所運営企業である。
さらに国際的な格付け機関であるスタンダード・アンド・プアーズ、ムーディーズ、フィッチ・レーティングスの3社はフランクフルトにドイツ本部を置いている。この3社はこの業界の「ビッグ・スリー」と称される機関である。
国際金融センターとしてのフランクフルトの重要性は近年さらに高まっている。欧州保険・企業年金監督局 (EIOPA) や、EU金融市場のシステミックリスクを早期発見、予防、撲滅を目的とする欧州システミックリスク理事会 (ESRB)  をはじめ、数多くの超国家的金融機関がフランクフルトで設立されている。さらに2013年からは、欧州中央銀行内の欧州銀行監督機構が、ユーロ圏の 6000以上の銀行を統括して監督する。
- ドイツ連邦銀行
- 欧州中央銀行
- コメルツ銀行
- DZ銀行

#### 商業
小売業

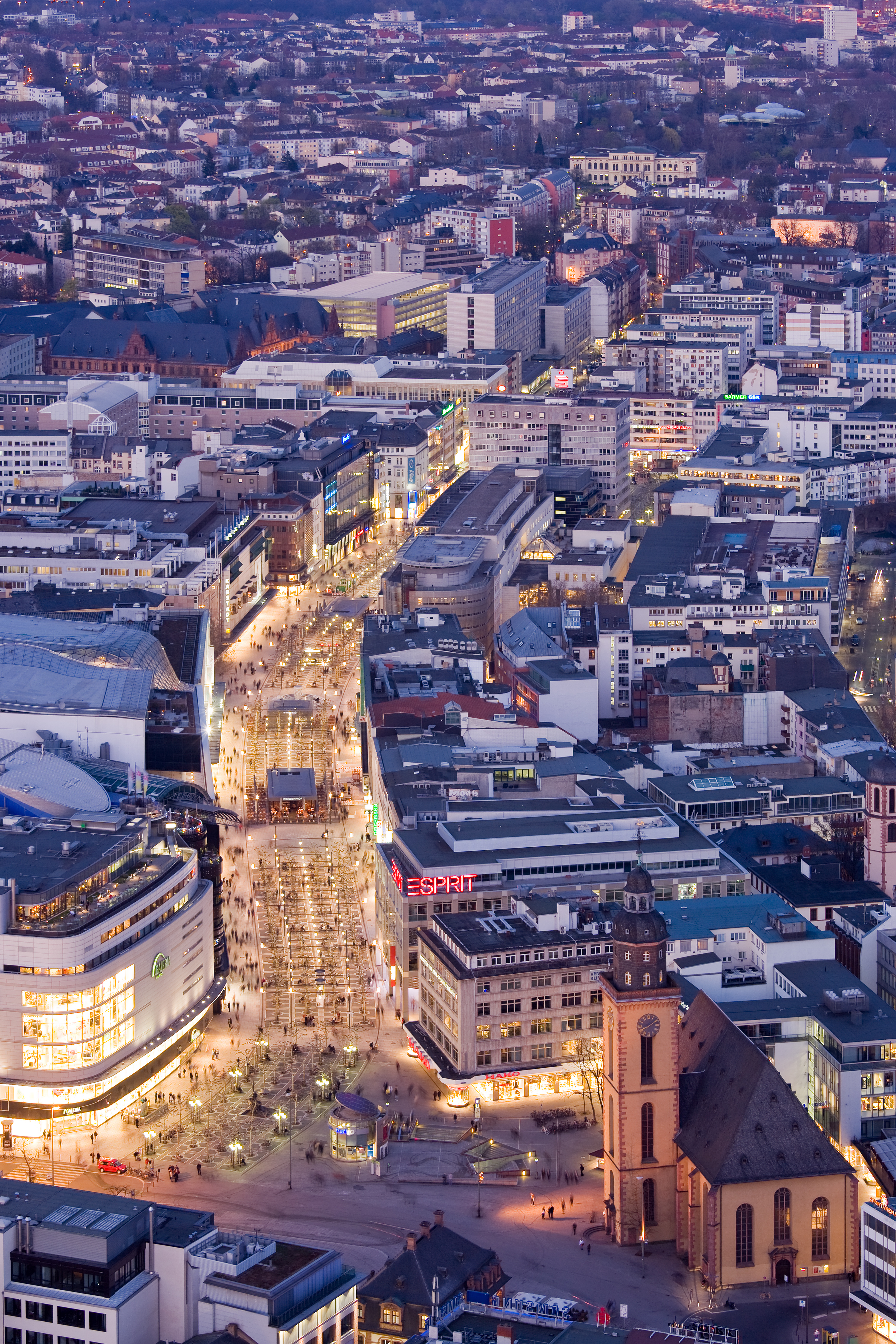
夕暮れのツァイル

インネンシュタット区の全長 600 m のツァイルは、フランクフルトで最も有名で、最も売上高の高いショッピング街である。ジョーンズ・ラング・ラサールの調査（2012年7月17日現在）によると、1時間あたり最大13,120人がこの街を訪れた、ドイツで最も人通りの多いショッピング街であった。また、ツァイルは2009年にドイツの小売り商業地の賃貸評価額で2位となった。店主は、最高で 1 m2 あたり265ユーロの賃借料を支払うこともある。2009年2月、パレー・クヴァルティーアに新しいショッピングセンター「マイツァイル」がオープンした。
ツァイルにミドルクラスの価格帯の店が好んで出店するのに対して、近くにあるゲーテ通りは高級ショッピング街として知られている。2012年の調査では、ゲーテ通りは 1時間あたり 1,520人が訪れるドイツで 5番目に人通りが多い高級ショッピング街であった。この他のフランクフルトの重要なショッピング街としては、ドイツ最大級のショッピングセンターの一つであるノルトヴェストシュタットの「ノルトヴェストツェントルム」、ベルゲン＝エンクハイムの「ヘッセン＝センター」、フランクフルト市内ではないものの、隣接するズルツバッハの市境沿いにある「マイン＝タウヌス＝ツェントルム」がある。
この他の市区にもショッピング街がある。ボルンハイムのベルガー通り、ザクセンハウゼンのシュヴァイツァー通り、ボッケンハイムのライプツィガー通り、ヘーヒストのケーニヒシュタイナー通り、インネンシュタットからノルトエントに通じるエーダー・ヴェークなどである。
さらに 2011年から新たに「スカイライン・プラザ」の建設が始まった。これは、オイローパフィアテルの旧貨物中央駅跡地に建設されるショッピングセンターで、完成後には 180店舗が出店予定である。
観光業
観光業もフランクフルトにとって有力で成長力の大きい分野である。ビジネス客や見本市を訪れる人の他、世界中からますます多くの観光客が集まるようになっている。2007年にフランクフルトを訪れた人は約 250万人で、ベルリン、ミュンヘンに次いで 3番目に多かった。2009年の訪問者数は 300万人、2010年は 340万人で、ベルリン、ミュンヘン、ハンブルクに次いで4位であった。人口1人あたりの訪問者数ではフランクフルトがトップであり、統計上は市民1人あたり5人のゲストを迎えたことになる。

#### 第四次産業
建築・不動産業
フランクフルトには約 11,300社の建築・不動産業者があり、29,900人が働いている（2008年現在）。1999年には 36,000人以上がこの職種に就いていた。大手企業としては、DTZツァーデルホーフ、Jones LangLaSalle、BNPパーリバス・レアル・エステイト、ビルフィンガー・ベルガー、ホーホティーフ、ポル・ドイチュラント、テケム、ナッサウイシェ・ハイムシュテッテ、ABGフランクフルト・ホールディングス、ワイス・ウント・フライターク、ヴィザク、Ed. チュープリン、アルバート・スペアー・アンド・パートナーがある。不動産所得税の課税対象となる取引の売上高は、2008年現在で 40億ユーロを上回った。
ITおよびテレコミュニケーション産業
ITおよびテレコミュニケーション部門の企業もフランクフルトには多くある。大資本と連携している企業として、T-システムズ、フィナンツ・インフォマティーク、DBシステル、ルフトハンザ・システムズがある。テレコミュニケーションサービスのコルト・テクノロジーサービスやレベル 3 コミュニケーションズ、テレコミュニケーション設備のアバイアは、フランクフルトにドイツ本部を置いている。ドイツのドメインネームは、フランクフルトにある DENIC が管理している。オイローパトゥルム（ヨーロッパタワー）にある国際ネットマネジメントセンター (INMC) は、ドイツテレコムの国際電話および国際データネットワークの運営、保守を行っている。フランクフルトに本社を構えるデック 13 インタラクティヴ、ケーン・ゲームス、Crytek（クライテック）は、いずれも評判の高いコンピュータ・ゲームの開発会社であり、アタリ・ドイチュラントやコナミ・ヨーロッパの本社もこの街にある。IT系企業が特に多く集まっているのが、ハーナウアー・ラントシュトラーセ、マインツァー・ラントシュトラーセ、グートロイト通り沿いの旧工業地域である。より広域のフランクフルト大都市圏では、バート・ホムブルク、エシュボルン、クロンベルク、ランゲン、ノイ＝イーゼンブルクに集まっている。フランクフルトは、ライン＝マイン＝ネッカー IT クラスターの一部をなしている。

### 拠点を置く企業
フランクフルトほど様々な分野（化学コンツェルン、広告代理店（たとえばサーチ・アンド・サーチのドイツ本部やJWTの支社など）、ソフトウェア会社、コールセンターなど）の国際的リーディングカンパニーが数多く集まっている街は、ドイツでは他にほとんどない。DBレギオAG、DBフェルンフェアケールAG、その他のドイツ鉄道の主要部門や子会社のDBネッツAGといった旅客交通の中枢がガルスのDBセンターに集まっている。また、フランクフルトはヘキストAGを擁し、長年にわたって「世界の薬局」として重要視されてきた。このヨーロッパ3大化学・医薬品企業の1つの所在地がインドゥストリーパーク・ヘーヒストである。食品コンツェルンのネスレやフェレロのドイツセンターやドイツ最大のブルワリー・グループであるラーデベルガーグループの本社もフランクフルトにある。さらに4大会計監査会社の1つであるKPMGは、ヨーロッパ本部をフランクフルトに置いている。プライスウォーターハウスクーパースはドイツセンターをフランクフルトに置いており、デロイト・トウシュ・トーマツは支店を、アーンスト・アンド・ヤングは下部組織をエシュボルン区の市境付近（フランクフルト市外）に有している。この他にも大規模な経営コンサルタントや国際法律事務所のいくつかがフランクフルトを拠点としている。

## 情報・通信

### マスメディア

#### 新聞社

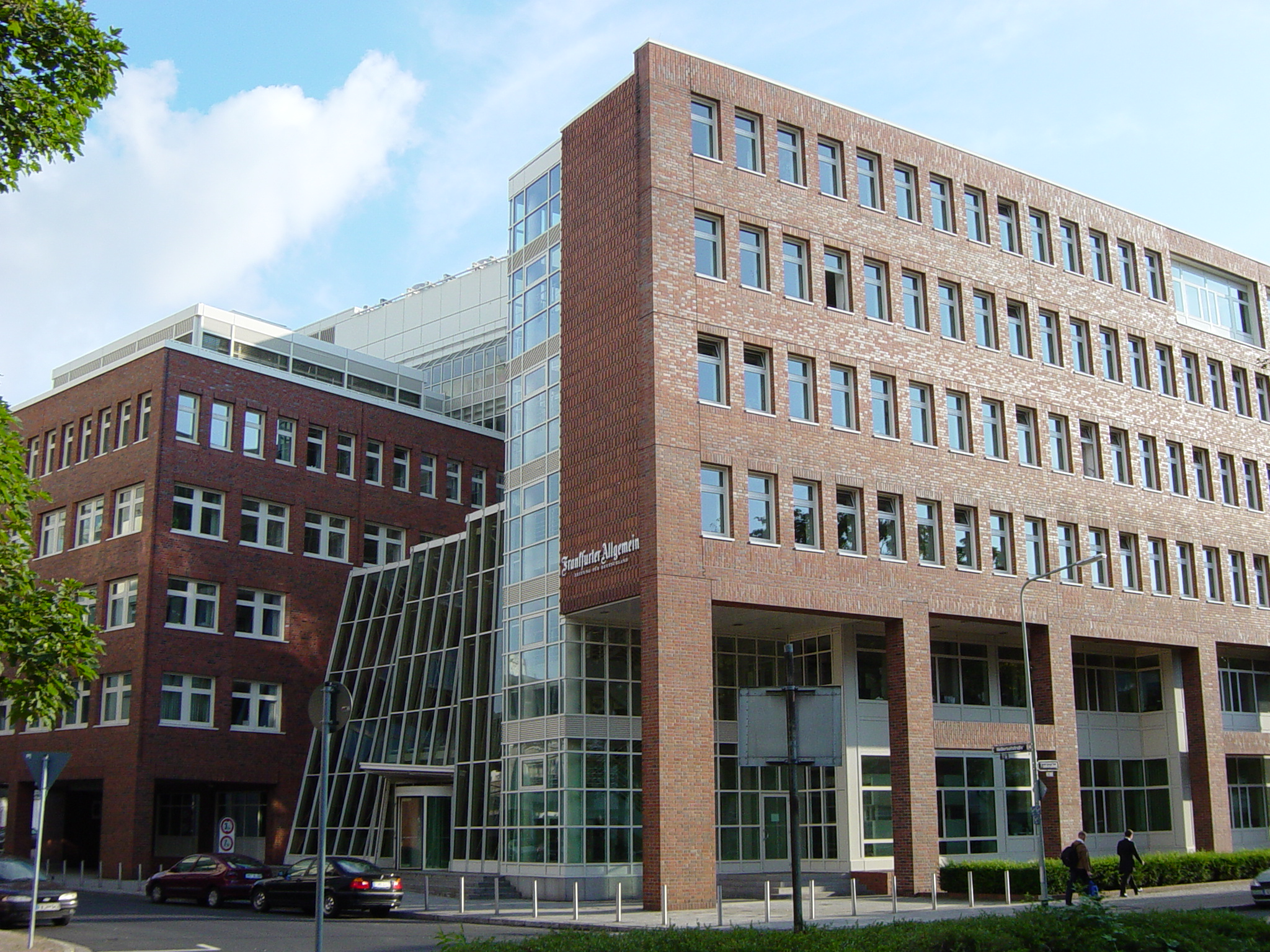
フランクフルター・アルゲマイネ・ツァイトゥング編集局ビル

世界で最も早くから新聞が刊行されていた都市の一つであるフランクフルトは、2つの全国的な新聞社の本社所在地である。
リベラル＝保守系のフランクフルター・アルゲマイネ・ツァイトゥング (F.A.Z.) は、編集局と出版局をガルスのマインツァー・ラントシュトラーセ沿いに有している。
左翼リベラル系のフランクフルター・ルントシャウは、2005年7月からザクセンハウゼンにある。
さらにフランクフルトでは、ベルゼン＝ツァイトゥング（株式市場新聞）も刊行されている。
重要な（保守系）地方紙が、フランクフルター・ノイエ・プレッセ (FNP) である。
この新聞を刊行しているフランクフルター・ゾシーエテート出版社は F.A.Z. の出版社のすぐ隣にある。
フランクフルトでは、ロシア語日刊紙モスコフスキー・コムソモーレツの姉妹紙としてロシア語の週刊紙 MK-ドイチュラントが刊行されている。
日刊紙の他にいくつかの雑誌もフランクフルトのメディア状況を彩っている。ジャーナル・フランクフルトは、この街のイベント、祭、地元の豆知識などが掲載された最もよく知られた雑誌である。F.A.Z. と FNP と同じようにジャーナル・フランクフルトの編集局もガルス区にある。ボッケンハイム区のエコ＝テスト出版社は「エコロジー関連雑誌」に特化している。最もよく知られているのは、同名のテスト雑誌「エコ＝テスト＝マガツィーン」である。同じくボッケンハイムに、風刺雑誌「タイタニック」の編集局がある。経営協議委員会（「アーバイツレヒト・イム・ベトリープ」）や職員協議会（「デア・ペルゾナールレーテ」）に関する専門誌が、フランクフルトのヘッデルンハイム区にあるブント出版社から出版されている。

#### 通信社
フランクフルトには通信社ロイター・ドイチュラント（メッセタワー内）やアソシエイテッド・プレス・ドイチュラントの本部もある。ドイツ通信社は研修センターをフランクフルトに置いている。

#### 放送局
テレビ

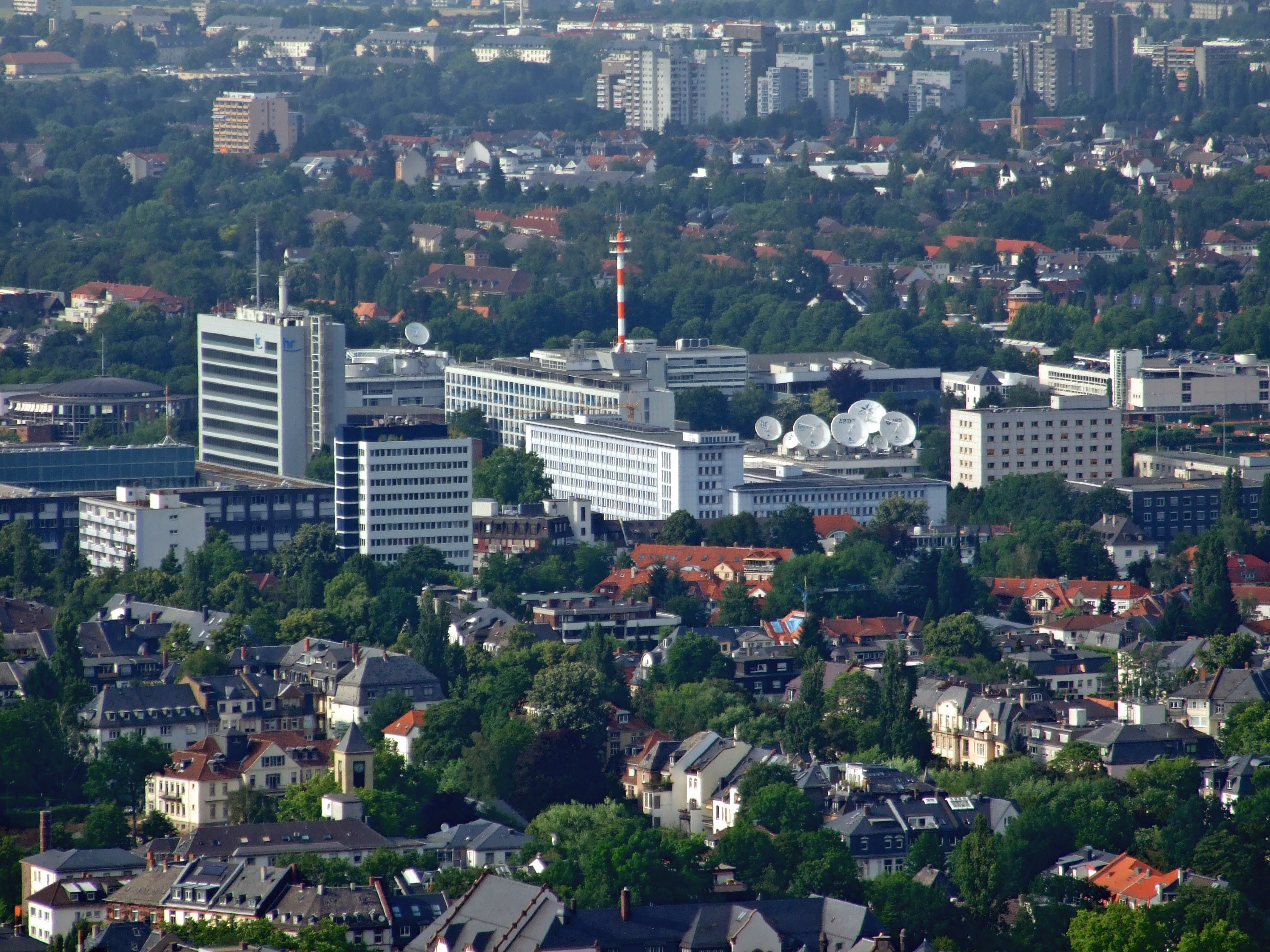
ヘッセン放送本部

フランクフルトで最も古い放送局は、1924年に設立された南西ドイツ放送サービスAG（現存する南西ドイツ放送とは別）である。
現在はその後継企業であるARD加盟局の公共放送・ヘッセン放送が、この街のラジオおよびテレビの最も重要な報道機関である。またARDシュテルンプンクトもあり、この会社は、共同制作した番組（たとえば「ダス・エルステ」）を高速ネットワークを介して送信局に提供している。
アメリカ軍の放送局 AFN も1945年8月からフランクフルトに本部を置いていた。しかし、兵力の削減に伴って、フランクフルトの AFN施設は閉鎖された。2004年10月以降、AFNのヨーロッパ向け放送は、マンハイムから送られている。
アメリカ合衆国メディア・コンツェルンのブルームバーグテレビジョンは、フランクフルト＝インネンシュタットのノイエ・マインツァー通りにドイツ・スタジオを有している。
ラジオ
これらに加えて、RTLグループのラジオスタジオもある。フランクフルトのマインFMなどの、ラジオ専門放送局もある。さらに、民間ではあるが営利企業ではないラジオ放送局ラジオXもある。この放送局はコンスタブラーヴァッヘの近くにある。
この地域で最も古く、最も大きなラジオ局ヒットラジオ FFH は、1989年にフランクフルトで設立された。この放送局は 2001年以降フランクフルトと境を接するバート・フィルベルから放送を行っている。
フランクフルトには若者向けの情報番組や音楽番組を放送している iM1-TV の放送センターがある。
映画
ダルムシュテッター・ラントシュトラーセにはホーム・エンターテイメント社や映画会社 20世紀フォックスのドイツ・センターがある。さらにユニバーサル・ピクチャーズのドイツ映画部門もフランクフルトにある。ラジオ・ボブは、フランクフルト・ルントシャウの社屋内にマーケティング部門を置いている。

## 生活基盤
マーシュ・アンド・マクレナンの2012年の調査によれば、フランクフルトは生活の質が高い世界の都市ランキングで7位に位置づけられた。ドイツでフランクフルトよりも上位であったのは、ミュンヘンの4位とデュッセルドルフで6位であった。エコノミストの同種の調査（2011年）では、フランクフルトは18位で、ドイツでこれよりも上位だったのはハンブルクの14位だけであった。Wealth Report（2013年）は Quality of Life 部門でフランクフルトを5位に挙げている。
2010年12月のフランクフルト市の住民アンケート では、フランクフルト市民の66%がこの街を「満足」または「大変満足」と回答しており、「不満足」の回答は6%であった。1993年から「満足」の割合は約22%増加し、「不満足」は約8% 減少した。84%のフランクフルト市民がこの街に住み続けたいと答え、13%が別の場所で暮らしたいと回答した。フランクフルトの安全性について満足しているのは37%（1993年はわずか9%であった）、不満足なのは22%（1993年は64%）であった。

### ライフライン

#### 上下水道
下水道
フランクフルトの下水道の配管システムは、道路の地下を約 1,600 km にわたって張り巡らされている。1877年に、アルテ・オーパーに最初の下水道が設けられ、1897年に最初の下水処理場が稼働を開始した。フランクフルトとハンブルクが、こうした方法で伝染病の危険を克服しようと試みた大陸で最初の 2つの街である。

#### 電信・通信
電子的コミュニケーション
インターネットについてもフランクフルトは重要な街である。ドイツ最大のインターネットエクスチェンジ DE-CIX とトップレベルドメイン .de に対するドメインを管理する DENICがこの街にある。トータルの平均データ量で、DE-CIX は世界1位である。

## 教育・研究機関

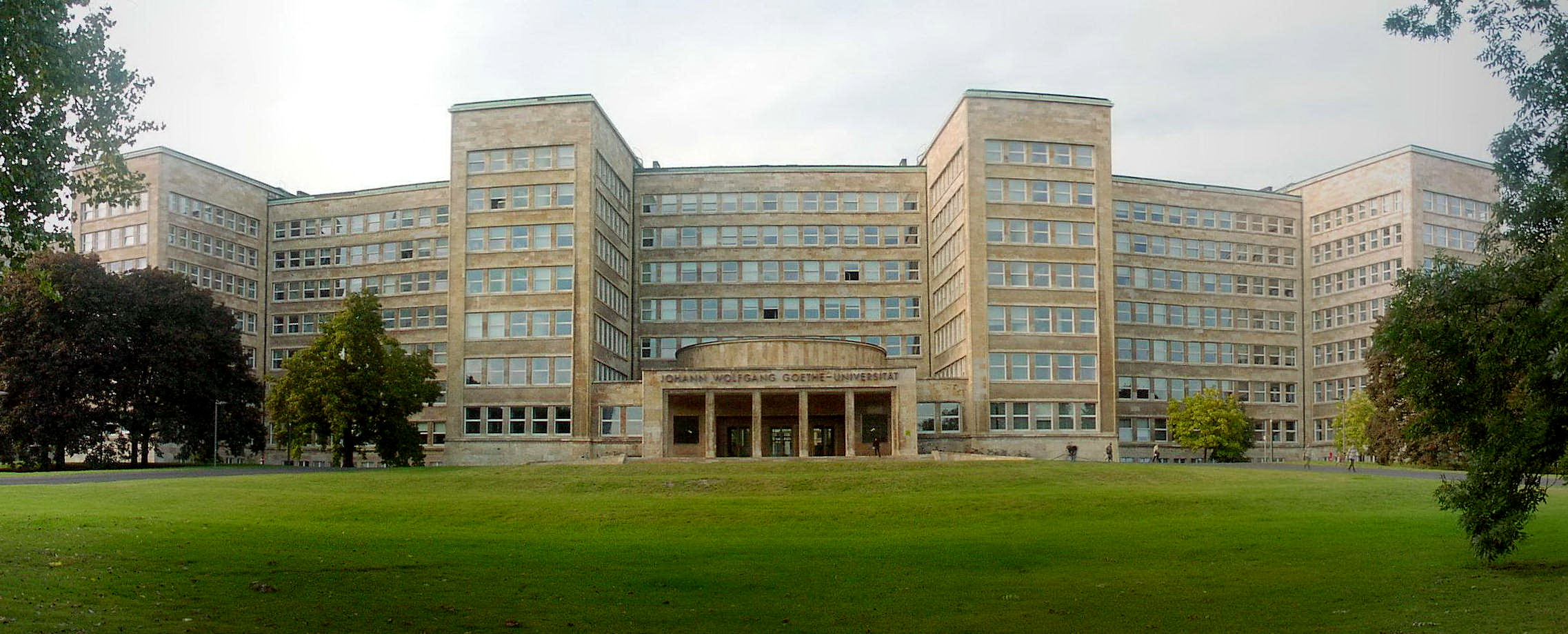
フランクフルト大学ヴェストエントキャンパスの IG.ファルベンハウス

### 大学
フランクフルト・アム・マインには、2つの総合大学と数多くの専門単科大学がある。この街で最も有名で、最も古い大学が、ヨハン・ヴォルフガング・ゲーテ大学フランクフルト・アム・マイン（フランクフルト大学）である。この大学はボッケンハイム、ヴェストエント、リートベルク、ニーダーラート大学病院の 4つのキャンパスからなる。
1971年にいくつかの先行機関から設立されたフランクフルト・アム・マイン専門大学は、応用工学と経済学を重点分野とする大学である。
ザンクト・ゲオルゲン哲学・神学大学は、フランクフルトで最も古い私立大学である。この大学はイエズス会ドイツ支部によって運営されており、1926年からザクセンハウゼンにある。この他に多くの単科大学がある。フランクフルト金融・マネジメントスクールは、かつての銀行アカデミーと銀行学単科大学から創設された大学で、フランクフルト＝オストエントにキャンパスがある。2001年に開校した FOM経済・マネジメント大学 (FOM) はヴェストエントに学習センターを有している。2003年に設立されたプロヴァディス国際経営およびテクノロジースクールはインドゥストリーパーク・ヘーヒストにある。マネジメント国際スクールは2007年からザクセンハウゼンに学舎を有する。
芸術分野では、国立造形芸術大学（シュテーデルシューレ）がある。この大学は、1817年にヨハン・フリードリヒ・シュテーデルによって創設され、その後、市の所有を経て、1942年に国立の造形芸術大学に昇格した。他の高名な芸術大学としては、1878年に創設された私立の学校 Dr. ホーホのコンセルヴァトリウム（音楽アカデミー）を起源とするフランクフルト音楽・舞台芸術大学がある。
2003年9月までは、図書館学の専門単科大学であるフランクフルト・アム・マイン図書館学学校もあった。これは学問の場としての図書館で高度なサービスを行うための実務に関する教育・研究を行う専門単科大学であった。この大学は、2003年9月に閉鎖された。

### 日本人学校
1985年の4月にフランクフルト日本人国際学校が開校している。

### 研究機関
フランクフルトには、マックス・プランク学術振興協会の欧州法制史研究所、生物物理学研究所、脳研究所などがある。総合大学を緊密な関係にあるフランクフルト先端学問研究所は、物理学、化学、生物学、神経学、情報学の論理的基礎研究に対する研究所で、民間がスポンサーになっている。
フランクフルト市民大学は、私企業としてフランクフルト市が組織しているもので、フランクフルト＝オストエントに本部を置いている。
カトリック成人教育 ― ヘッセン州共同作業体は、リンブルク司教区の教育機関であり、フランクフルト、マイン＝タウヌス、ホーホタウヌス校の本部がハウス・アム・ドームにある。
ゲームス・アカデミーも、フランクフルトに下部組織を有している。

## 交通
フランクフルト・アム・マイン市はヨーロッパの中央に位置することから、ヨーロッパで最も重要な交通の中継地点の一つとなっている。鉄道、道路交通、内陸水運、航空が、ここで互いに交差している。マーシュ・アンド・マクレナン・カンパニーズの調査（2009年）によれば、フランクフルトは世界で 8番目に社会資本（航空、公共旅客交通、渋滞状況を含む）が豊かな都市であった。これは、ロンドン、パリ、シドニー、東京、ニューヨークといった国際都市よりも上位である。ドイツではミュンヘン（2位）、デュッセルドルフ（6位）が上位にいる。

### 空路
世界初の航空会社 DELAG は、1909年にフランクフルトで設立された。

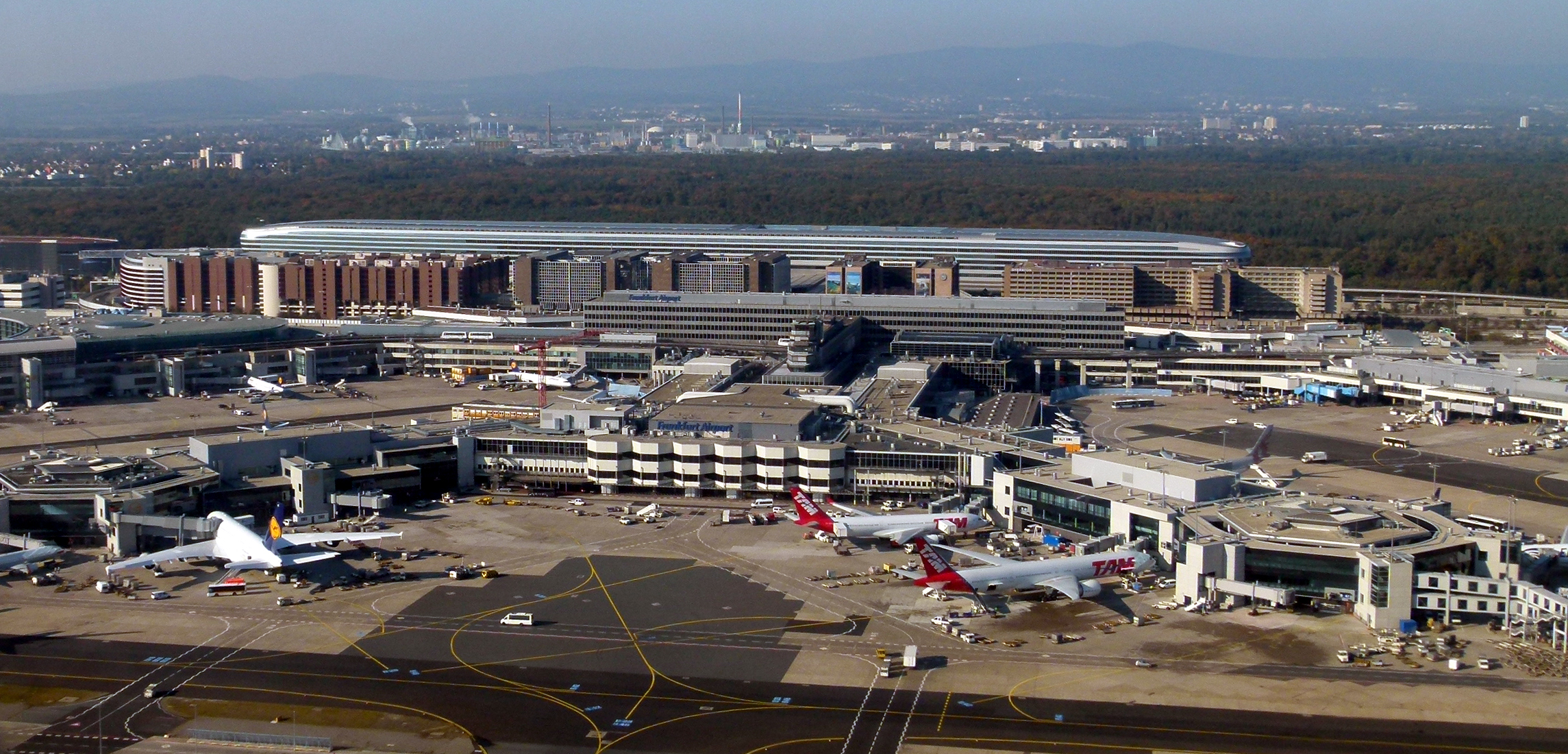
フランクフルト空港

#### 空港
この街は世界最大級の空港の 1つであるフランクフルト空港を有している。乗降客数は、ロンドンのヒースロー空港、パリのシャルル・ド・ゴール国際空港に次いで3番目に多い。2010年には 5,300万人の乗降客と 220万トンの貨物がこの空港を通過した。
フランクフルト＝ハーン空港は、その名称から勘違いされるが、フランクフルトにあるわけではなく、西に約 120 km 離れたラウツェンハウゼン（ラインラント＝プファルツ州）にある。ドイツで 11番目に乗降客数が多いこの空港は、2007年に 400万人が利用した。
フランクフルト＝エーゲルスバッハ飛行場もフランクフルトではなく、17 km 南のエーゲルスバッハにある。

### 鉄道

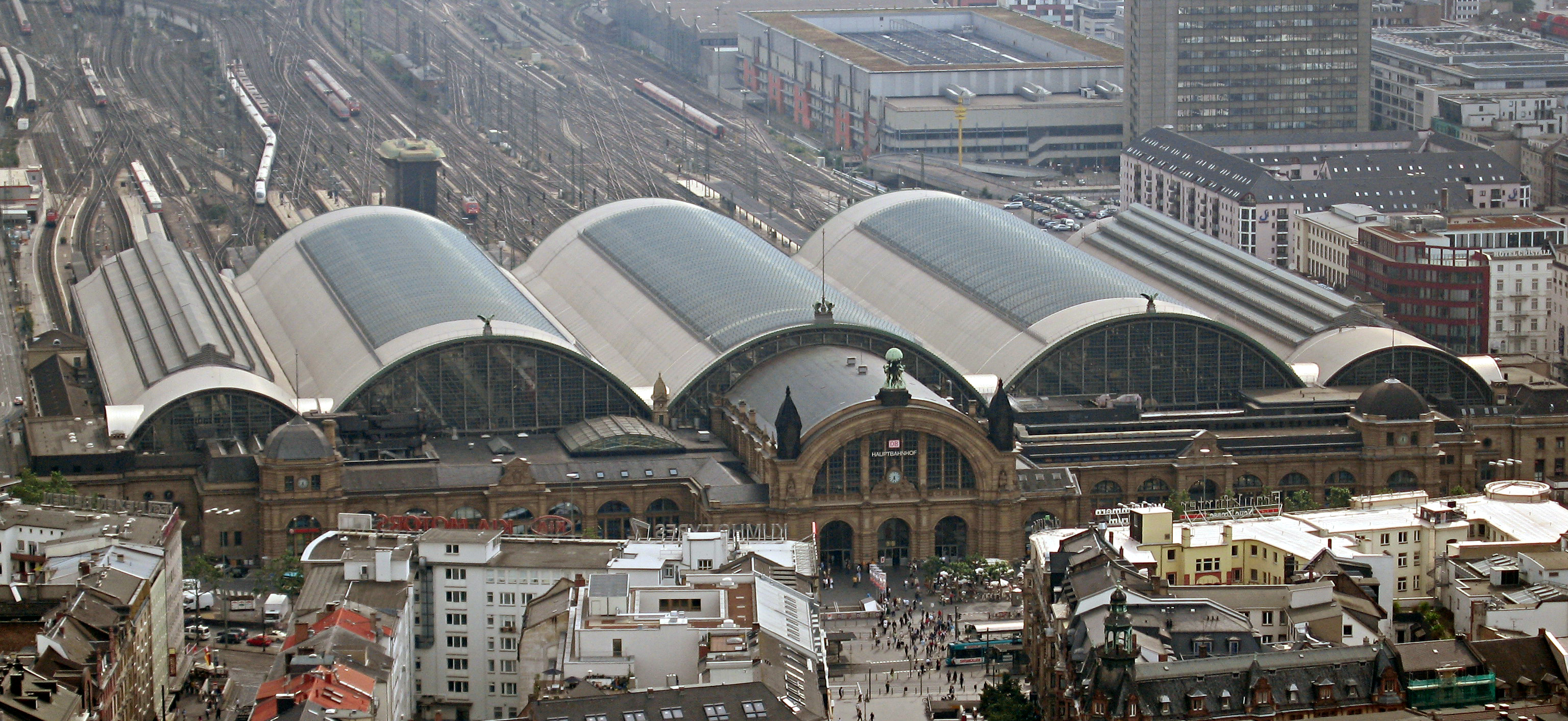
フランクフルト中央駅

鉄道交通では、フランクフルト中央駅によってヨーロッパで最も鉄道旅客の多い都市の一つとなっている。ドイツ鉄道は、フランクフルトをドイツで最も重要な乗換駅と位置づけている。ICE 13路線が乗り入れており、高速鉄道網の最も重要な接続駅となっている。
フランクフルト中央駅は、1日に約 35万人が利用する。これは、ハンブルク中央駅（1日の利用客数約 45万人）に次ぎ、ミュンヘン中央駅と並んでドイツで 2番目の数である。また、駅の面積では、ライプツィヒ中央駅、チューリッヒ中央駅と並んで、ヨーロッパ最大規模である。この駅を発着する最も長い行程を走る列車は、バーゼル - モスクワ間を結んでいる。2002年から、ケルン行きの新しい ICE路線が営業を開始し、両都市間の移動時間を 75分に短縮した。さらに、Rhealys プロジェクトとして、パリ行きの高速鉄道路線もある。乗客は、フランクフルト中央駅とパリ東駅との間をわずか 4時間で旅することができる。
フランクフルト空港遠距離駅は、フランクフルト市内にある高速鉄道網にとって極めて重要なもう一つの駅である。この駅はフランクフルト南駅とともに、キャパシティーの限界まで運用されている中央駅の負担軽減に寄与している。
貨物鉄道交通における重要性は後退している。ドイツ鉄道は、フランクフルト西部にあった広大な貨物中央駅を1996年に閉鎖した。空いた土地は、隣接するメッセ・フランクフルトが一部利用している。さらにオイローパフィアテルという新しい街区が生まれている。東駅には現在も、小規模な操車場があり、運用されている。

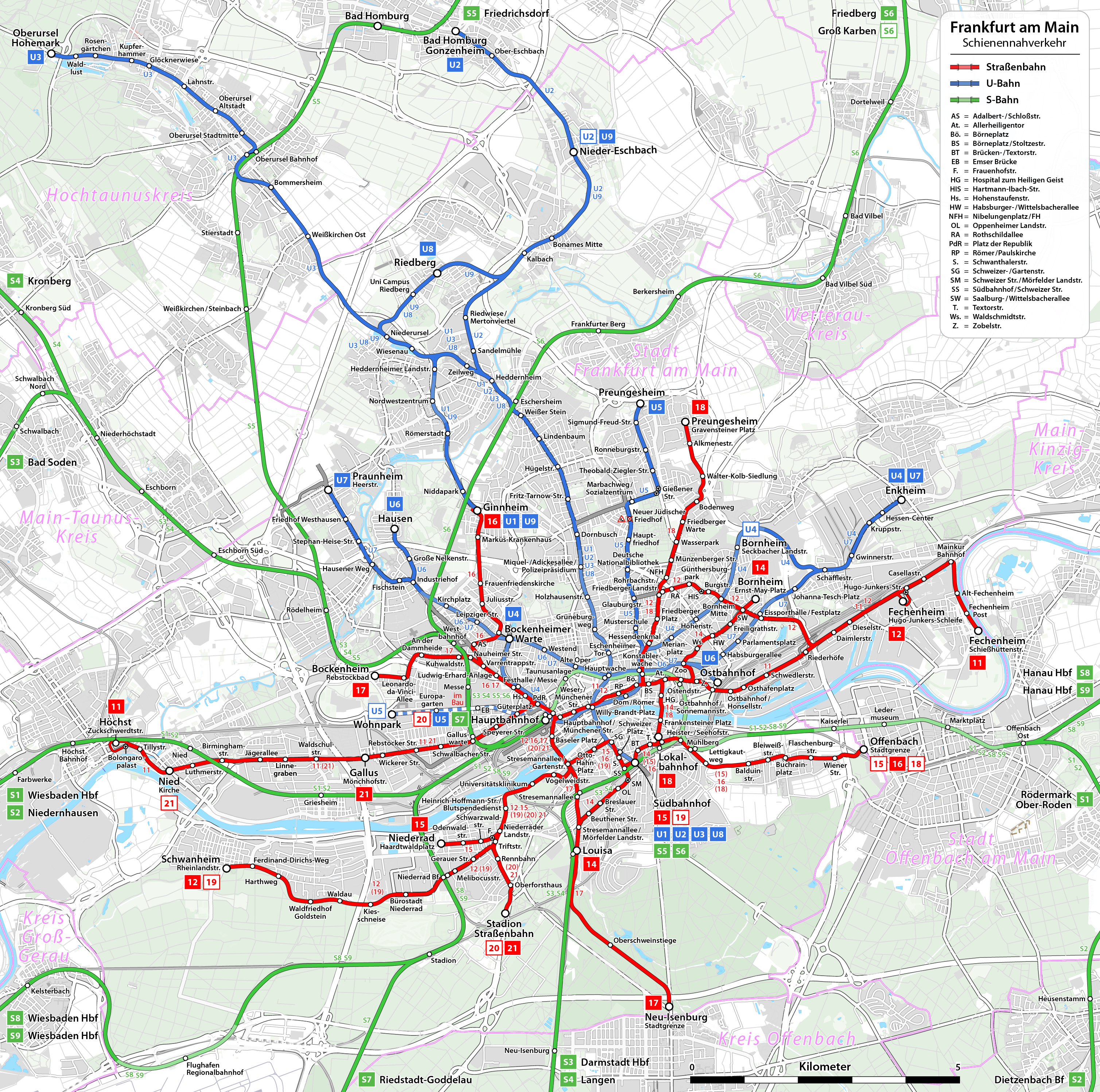
フランクフルトの近郊鉄道路線図

#### 公共近距離交通
フランクフルトおよび周辺地域の公共近距離交通は、Sバーン、一部が Uバーン化された市電、路面電車、市バスおよび多くのレギオナルバーンからなる。Sバーンの全ての系統が、インネンシュタットの地下を通るシティー・トンネルを通過し、中心市街地と郊外各方面を結んでいる。中央駅、ハウプトヴァッヘ、コンスタープラーヴァッヘおよび南駅は、SバーンおよびUバーンがともに乗り入れており、相互に乗り換えることができる。
この街のローカルな交通機関の運行会社で最大なのが、フランクフルト交通会社 (VGF) である。ローカルな交通運行会社 traffiQ GmbH は、近郊交通機関のコーディネイトを行っている。この会社は、地域交通と統一料金の管理を行うライン＝マイン交通連盟のパートナーである。
フランクフルト空港に、1994年に全長 3.8 km の全自動交通システム「スカイライン」が設けられた。この路線は、2つのターミナルを結んでおり、遠距離交通駅と将来できる第3ターミナルとの間に新しい路線が造られる予定である。
- Sバーン（中央駅地下）
- Uバーン（中央駅）
- フランクフルトの路面電車（南駅）
- フランクフルト空港のスカイライン

### バス

#### 都市間バス
多くの長距離バス路線がフランクフルトと他の都市（ベルリン、ハンブルク、マンハイム、ミュンヘンなど）とを結んでいる。

### 道路

#### 高速道路
フランクフルト空港に近いフランクフルト・ジャンクションで連邦アウトバーン A5号線（ハッテンバッハ・ジャンクション - バーゼル）と A3号線（アーネム - リンツ）が交差している。このジャンクションは1日に約 32万台が通行するドイツで最も通行量の多いアウトバーン・ジャンクションである。
この他のアウトバーンとしては、西のヴィースバーデンから東のフルダに至る A66号線が通り、短いがメッセ会場やインネンシュタットへの連絡路として重要な A648号線、オーバーウルゼルからエーゲルスバッハへ南北に貫く A661号線がある。西のA5号線、北東のA661号線、南のA3号線が、フランクフルトを取り巻くアウトバーン・リングを形成している。このアウトバーン・リングは2008年10月1日に制定されたウムヴェルトツォーネ（都市環境整備地区）の境界をなしている。

#### 都市間道路
この街に通じる連邦道は、ドイツ連邦道路3号線、B8号線、B43号線、B44号線がある。

#### 市道
市が所有する道路は 1145 km に及ぶ。フランクフルトには人口 1,000人あたり 715台の自動車があり、ドイツの大都市の中で最も自動車密度の高い街である。都市アウトバーン（一部は連邦アウトバーン、あるいはアウトバーン風に拡張された連邦道や州道である）が、市内を通っている。

#### 自転車道
マインの川岸には多くの自転車道が通っている。
- ヘッセン自転車道 R3号線（ライン＝マイン＝キンツィヒ自転車道）は、「シュペートレーゼライターの轍」のモットーの下、ライン川、マイン川、キンツィヒ川に沿ってフルダを経由してレーン山地のタンに至る。
- マイン自転車道は、白マイン川および赤マイン川の水源からマイン川がライン川に注ぐ合流地点のマインツまで延びている。
- D-ルート5（ザール＝モーゼル＝マイン）は、ザールブリュッケンから、トリーア、コブレンツ、マインツ、フランクフルト・アム・マイン、ヴュルツブルク、バイロイトを経てチェコとの国境までたどる（全長 1,021 km）

### 航路

#### 内陸水運
フランクフルトは、内陸水運では、ライン川を経由して重要な工業地域であるノルトライン＝ヴェストファーレン州やオランダと結ばれている。また、マイン＝ドナウ運河を経由して中央ヨーロッパ南東部とも結ばれている。
フランクフルトには、西港を住宅・オフィス地区に転換した後も、東港、フルスハーフェン（＝川港）・グートロイト通り、インドゥストリーパーク・ヘーヒスト港がある。

## 都市景観

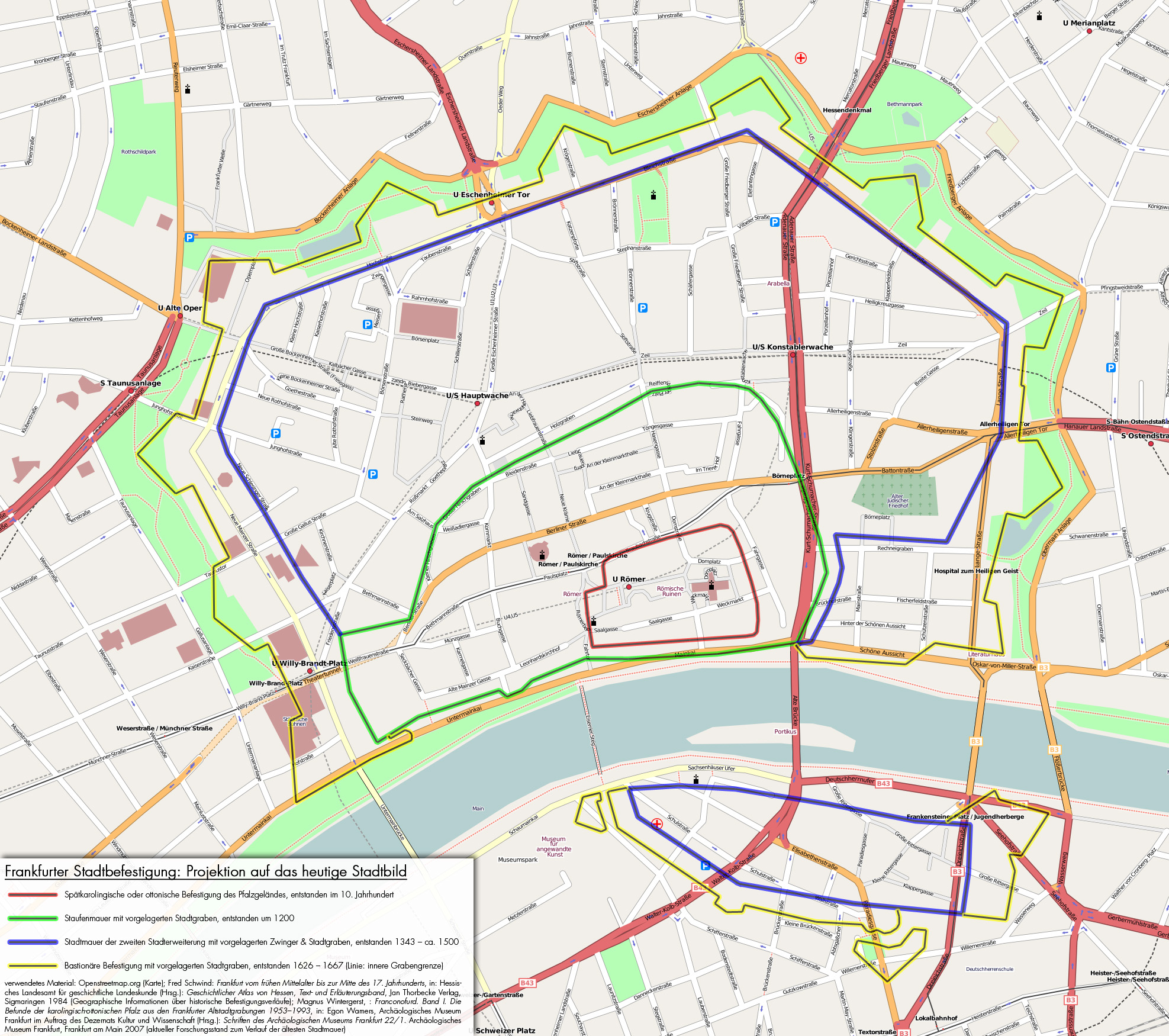
フランクフルト旧市街地図。マイン川北側の緑色のラインがシュタウフェンマウアー。黄色と黒の線が堡塁跡でその内側が旧市街。堡塁の線沿いに緑色で塗られている箇所が「ヴァルゼルヴィトゥート」と呼ばれる条例によって公園として保護されている。

### 旧市街と新都心

手前の旧市街の奥に新市街を形成して建ち並ぶ摩天楼群

旧市街アルトシュタットと街の中心イネンシュタット
他のドイツの大都市同様フランクフルトの街の様子は第二次世界大戦で大きく様変わりした。それは爆撃による甚大な被害とそれに続く近代的な復興によるもので、旧市街中心部の街並みも他の古い大都市のそれとは異なり、自動車優先の道路網や近代建築で構成されるものとなった。
かつての、中世盛期以後戦禍や大火の被害を受けなかったドイツ最大の稠密な旧市街は、もうわずかにしか残されていない。約 3,000棟の木組み建築の中で無傷のまま遺されているのは、ファール門近くのヴェルトハイム邸 1棟だけである。19世紀半ばから第一次世界大戦までの間には、すでに新しい貫通道路の建設（ブラウバッハ通り）や区画全体の解体（ユーデンガッセ）が行われていた。歴史的な旧市街の遺構は、ドイツで最も有名な都市広場の一つであるレーマーベルク付近でしか見ることはできない。
アルトシュタット区（直訳すると「旧市街」区）の区境に沿って 12世紀に建造された市壁、いわゆるシュタウフェンマウアー（シュタウフェン時代の壁）があった。この壁は、現在のノイエ・マインツァー通り - カイザー通り - ロスマルクト - ツァイル - クルト・シューマッハー通りにおおむね沿って建造されていた。アルトシュタットには、フランクフルト大聖堂や有名なパウルス教会がある。17世紀のフランクフルトの姿を詳細に描いたマテウス・メーリアンの版画がある。
現在のイネンシュタット区（直訳すると「内市街」区）は、1333年からノイシュタット（直訳すると「新市街」）として拡張された旧市街の一部で、19世紀に大規模な改造を受けた。17世紀から旧市街を囲んでいた大きな堡塁を持つバロック様式の都市防衛施設は取り壊され、堡塁の鋸歯型の遺構は旧市街を取り囲む環状の公園施設に造り替えられ、フィッシャーフェルトが建設された。都市プランナーのゲオルク・ヘスは新しい建築物を印象づけるような規則を設けた。施主に対して古典主義様式を採用するよう要求したのである。フランクフルト古典主義建築の例として、1820年から1825年に建設され1944年に一部が破壊された旧市立図書館が挙げられる。この建物は2005年に「文学館」として元の姿に復元された。鋸歯状施設内を巡る遊歩道には建造物を建設することは、1827年のヴァルゼルヴィトゥートと呼ばれる条例によって禁止された。この規則は、市が認可したいくつかの例外（アルテ・オーパー、シャウシュピールハウス、ヒルトンホテルなど）を除いて、現在も遵守されている。

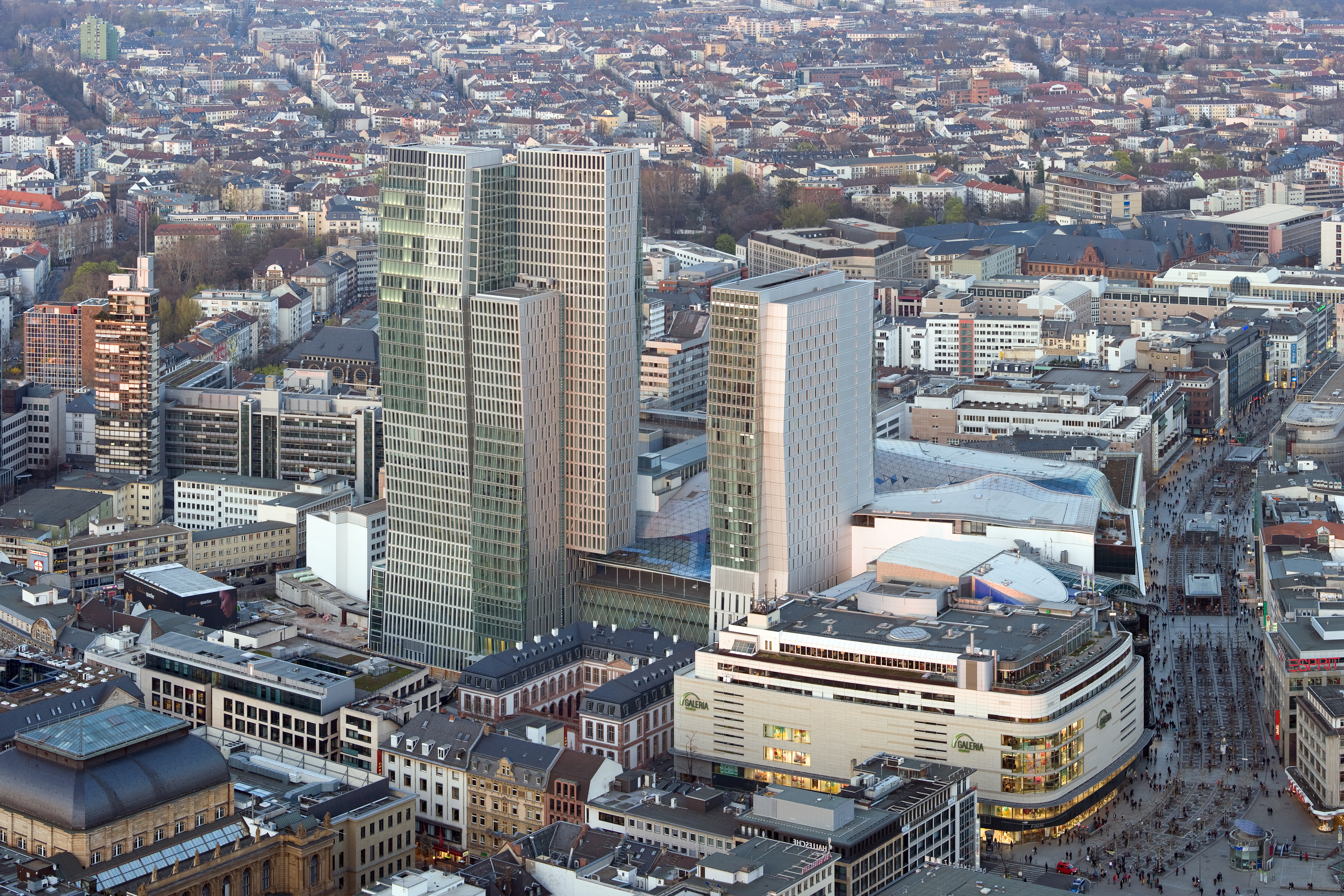
パレー・クヴァルティーア・プロジェクトで再開発されたツァイル

1678年から1681年にツァイルの入口に建設されたバロック様式のカタリーナ教会は、ゲーテの一家と親密な関係にあった。現在この教会はフランクフルト最大のプロテスタント教会である。
19世紀末にハウプトヴァッヘは市の中心地へと発展した。ツァイルは中央オフィス街となった。21世紀になると、フランクフルトはツァイルをショッピング街にする大規模な再開発を行った。エッシェンハイム門とツァイルとの間にあった1956年に建設されたフランクフルトで最初期の高層ビルであるフェルンメルデホーホハウスを解体し、その跡地および周辺を再開発するというものである。2009年2月にテレコムの跡地にショッピングセンター MyZeil がオープンした。また、オフィスとホテルが入った2棟の高層ビルが建設された。さらに、1737年から1741年に建設され、1944年に破壊されたトゥルン・ウント・タキス宮殿が元の姿とほぼ同様に復元された。これらパレー・クヴァルティーアと名付けられた一連のプロジェクトは、2010年半ばに完了した。そのすぐ北側の場所では、1953年に建設されたフランクフルター・ルントシャウの社屋であるルントシャウ＝ハウスが解体され、住宅およびオフィス用地とされた。2.25ヘクタールの広さのこのエリアは、ラボ・リアル・エステート・グループ傘下のオランダのデベロッパー MAB によって再開発がなされた。
より新しい再開発としては、2010年の大聖堂とレーマーベルクとの間のフランクフルト市技術局の解体がある。ドーム＝レーマー＝プロジェクトの一環で、ここには旧市街の歴史的背景を踏まえた約 40棟の建物が建設され、少なくともそのうちの 8棟は元の姿に忠実な木組み建築で復元されることとなっている。

### 古典主義・産業革命
グリュンダーツァイト地区
1830年頃から、堡塁施設の外側にヴェストエント、ノルトエント、オストエント（直訳するとそれぞれ「西側」「北側」「東側」）といった市区が建設された。中央駅の建設後、堡塁施設のすぐ西側に接してそれ以前にあった3つの駅（ヴェストバーンヘーフェ＝西（諸）駅と総称されていた）の敷地跡に、1890年代にバーンホーフスフィアテルが建設された。
この3つの市区およびマイン川対岸に位置するザクセンハウゼンが住宅地として大きく発展した。フランクフルト市民は新鮮な空気を欲したのであった。建設はまず、エッシャースハイマー・ラントシュトラーセやボッケンハイマー・ラントシュトラーセといった郊外へ通じる道路沿いから行われた。1866年までの開発は、無計画に行われた。堡塁施設付近の曲がりくねった道路からその様子が現在も見て取れる。プロイセン時代になって初めて製図板の上で格子状の道路網が設計されるようになった。この時代に典型的な多角形の広場が建設され、視界を広く取るために障害となる教会の建物などが壊された。
建物は通常、5階から6階建ての密集したブロックの形式で建設され、それ以前の古典主義建築はその大部分が破壊され、建て替えられた。しかし地域的な特徴として、1880年になっても多くの場所で控えめな後期古典主義建築が優勢であり、ヴィースバーデン、ライプツィヒ、ベルリンといった同じ頃に発展した都市でこの時代以降に流行した過度に「ヴィルヘルム風」趣味の住居は流行しなかった。
1877年と1895年に合併したボルンハイムとボッケンハイムはこの都市景観の中に組み込まれ、新しい道路が造られ、フランクフルト市電がつながった。その特徴は今日に至るまで遺されている。20世紀の初めに建築責任者フランツ・アディッケスの下で、現在も通行量の多いフランクフルト・アレーリングが造られた。この道路は泡沫会社乱立時代（1870年代）に発展した地区間を緊密に連結している。この道路はおおむねフランクフルトの古い領邦境界線に沿って通っている。
この時代に典型的なのが、建物の質や機能の東西格差であった。19世紀から20世紀への転換期に、バーンホーフスフィアテルは贅沢なオフィス街、ヴェストエントは上品な富裕層の住宅地であったのに対して、ノルトエントからボルンハイムを経てオストエント一帯は中産階級や労働者たちの地域になっていた。こうした関係は第二次世界大戦以後逆転した。特に1960年代、70年代にオフィスを建設するためにバーンホーフスフィアテルやヴェストエントの帝国時代の建物が取り壊され、建て替えられるようになってから、中心地は徐々に東に移動していった。とりわけノルトエントやボルンハイムは、「スツェーネフィアテル」（先端の地域）としてジェントリフィケーションにさらされている。オストエントでの欧州中央銀行新庁舎建設やガルス市区付近でのオイローパフィアテルおよびスカイライン・プラザの建設は、泡沫会社乱立時代に開発された地区のさらなる発展を予見させるものである。
この街には、堡塁施設跡の他にも多くの庭園が造られた。ノルトエント東区には、たとえば、ヒムリッシェン・フリーデンスの中国風庭園を含むベトマン公園がある。ノルトエントには、ホルツハウゼン公園やギュンタースブルク公園がある。また、ヴェストエント北区の西部にはグリューネブルク公園がある。この公園内にはギリシア正教の教会や韓国風庭園がある。パルメンガルテン（椰子庭園）は1871年に設立された熱帯・温帯植物園である。約 2500 種類の植物が栽培されており、パパゲーノ音楽劇場やパルメン＝エクスプレス公園鉄道などのアトラクションがある。そのすぐ隣には大学の植物園がある。これら3つの互いに隣り合った庭園は、フランクフルト中心街に近接した広大な緑地を形成している。オストエントのオスト公園は1907年に造られたフランクフルト初の市民公園で、隣接する工業地域の労働者たち住民の憩いの場となっている。

### 郊外
ヘーヒストと周辺市区
20世紀の初めまで、市は何段階にもわたってイネンシュタットの北に位置する地区を合併していった。いくつかの市区は 1866年までにすでに自由都市フランクフルトの領邦内に組み込まれていたが、以前にはフランクフルトと関わりのない地域も合併の対象とされていた。1914年頃にフランクフルトはドイツで最も面積が広い都市となった。エルンスト・マイは、1920年代にアレーリングの外側に位置する新しい地区に広大なジードルング（住宅地）を建設した。北部のプラウンハイム住宅地、レーマーシュタット住宅地、ヴェストハウゼン住宅地、東部のボルンハイマー・ハング住宅地、南部のヘラーホーフジードルングやハイマートジードルングがこれにあたる。
市域は1928年にさらに拡大した。ヘーヒスト・アム・マイン市の合併は、フランクフルト市を文化的に豊かにした。ヘーヒストの旧市街は現在も大変良好に保存されており、1972年からは保護文化財に指定されている。フランクフルト市で最も古い建物であるユスティヌス教会はここにある。最後の合併は1972年と1977年に市の北東部について行われた。これらの市区の一部は、現在も田舎風の特徴を残している（カルバッハ、ハルハイム、ニーダー＝エシュバッハ、ニーダー＝エルレンバッハ、さらに東部のベルゲン＝エンクハイム）。

### 緑地帯
グリーンベルト
1994年に制定されたフランクフルト緑地帯は、中心街を環状に取り巻く景観保護地域である。総面積 8,000 ha で、フランクフルトの市域の約 1/3 を占める。自然景観を害するような建設は認められていない。緑地帯の一部は、広大な保護区で保養地の「レギオナルパーク・ラインマイン」に切れ目なくつながっている。
広さ 4,902 ha の市有林「フランクフルター・シュタットヴァルト」も緑地帯に含まれる。この森は市街中心部にある森としてはドイツ最大級の森の一つであり、シュヴァーンハイム区、ニーダーラート区、ザクセンハウゼン区、オーバーラート区の南部およびフルークハーフェン区北部に広がっている。
この他、シュヴァンハイマー・デューネ、ニッダタール、ニッダパーク、ロールベルク、フートパーク、エンクハイマー・リート、ゼックバッハー・リート、フェッヒェンハイマー・マインボーゲン、数多くの小庭園が緑地帯に含まれる。

## 観光

### アルトシュタット
この街で最も重要な3つの見所がアルトシュタットに集まっている。カイザードーム（大聖堂）、レーマーベルク、パウルス教会である。
特徴的な後期ゴシック様式の西塔を持つカトリックの聖バルトロメウス大聖堂は、皇帝の選挙と戴冠が行われた場所である。この大聖堂からレーマー（市庁舎）に通じる道はケーニヒスヴェーク（王の径）と名付けられている。新たに戴冠した皇帝が、市庁舎への宴のために行列を連ねた通りである。現在（2013年）、大聖堂前には、ローマ時代やカロリング朝時代の出土品が発掘された考古学の庭がある。
レーマーベルクは、アルトシュタットの中心となっている広場で、14世紀の市庁舎（レーマー）、初期ゴシック様式の旧ニコライ教会、戦争で破壊された後に再建された広場東側の一連の建造物などがある。地元クラブ（アイントラハト・フランクフルトやフランクフルト・ライオンズ）がタイトルを獲得した際には、市庁舎バルコニーで祝勝イベントが開かれる。サッカーワールドカップの際にも、ファンとともにこれを祝った。
パウルス教会は、1786年に取り壊された中世の跣足教会に替えて、1789年から1833年に建設された教会で、1944年までプロテスタントの中央教会として使用された。ヨハン・ゲオルク・クリスティアン・ヘスによるこの古典主義様式の円形建造物内で、1848 / 49年のフランクフルト国民議会が開催された。パウルス広場はオープンカフェで賑わう。
レーマーベルクとリープフラウエンベルクとの間にノイエ・クレーメ通りがある。リープフラウエンベルクには、14世紀に建立されたリープフラウエン教会（聖母教会）、1770年建造のリープフラウエンブルネン（聖母の泉）、フランクフルトに残る数少ないバロック建築の1つである1775年建造の家屋「ツム・パラディース/グリムフォーゲル」がある。
1944年に破壊された後、1954年に新設されたクラインマルクトハレ（訳は「小市場」。屋内市場）は、平日には150以上のテナントであらゆる種類の食材が売られている。この他に、アルトシュタット西部にはゲーテの生家がある。現在では閑静な通りのコルンマルクト（訳「穀物市場」）は、中世にはこの市のメインストリートであった。
- カイザードーム
- レーマーベルクの東側の一連の建物。左端は大聖堂の西塔。
- 考古学の庭
- レーマー全景
- 旧ニコライ教会
- パウルス教会
- ノイエ・クレーメ通りを通してみる聖母教会
- 聖母の泉
- クラインマルクトハレの内部
- ゲーテの生家

### マイン川沿岸
マイン川の両岸は、フランクフルト市内で最も魅力的な地域に発展してきている。ムゼウムスウーファー（博物館堤）の拡張、川岸施設の刷新、旧フランクフルト西港の住宅・産業地域への改変といったプロジェクトが行われ、建築上見所の多いマイン川の橋などがある。アルテ・ブリュッケ（直訳すると「古い橋」、1222年にはすでに文献に記録されている）は、何世紀もの間、この町で最も重要な建造物であった。2006年にマイン川の中州に展示ホール「ポルティクス」が建設された。1869年に開通した歩行者専用橋のアイゼルナー・シュテークは、この街の象徴的建造物の1つである。この橋の北詰にあるザールホーフとカトリックのレオンハルツ教会はシュタウフェン朝にまで遡る文化財建築である。
イネンシュタット東部のマイン川の橋から見たアルトシュタットとスカイラインは、フランクフルトを表現する画像としてよく用いられる。イネンシュタットの東側、マイン川の両岸にそれぞれ大きなビーチ・クラブが設けられた。ゲーテとマリアンネ・フォン・ヴィレマーがデートした場所として文学史に名を遺すゲルバーミューレは現在、行楽地のレストランとなっている。
自然保護地域「シュヴァンハイマー砂丘」は、ヨーロッパで数少ない内陸砂丘の1つで、シュヴァーンハイム区西部のマイン川近くにある。総面積は 58.5 haで、絶滅の危機に瀕した珍しい種を含め多くの動植物が棲息している。
- ザールホーフ
- 博物館堤、画面右手前は三王教会、その奥がドイツ・イコン博物館
- マイン川に架かる橋、画面右端がアイゼルナー・シュテーク、その左隣の橋がアルテ・ブリュッケ
- ポルティクスとアルテ・ブリュッケ
- レオンハルツ教会
- ゲルバーミューレ
- シュヴァンハイマー砂丘

### ザクセンハウゼン
1192年に初めて文献に記録されているマイン川南岸のザクセンハウゼンは、フランクフルト方言で「ドリップデバッハ」（川の対岸）と呼ばれている。この呼び名はイネンシュタットを指す「ヒップデバッハ」（川のこちら側）に対する呼び名である。中世からここには主に漁師、農民、職人が住んでおり、粗野な言葉遣いや生活態度で知られていた。18世紀から19世紀にかけて次第に裕福な市民も住むようになった。やがてザクセンハウゼンの旧市街は人気の飲食店街となった。しかし、アメリカ軍駐屯地が閉鎖された後、この街は訪れる人の減少に苦しんだ。これ以後、空き家や荒廃した建物が目立つようになっていった。それでも伝統的な、一部はとても古くから続くリンゴ酒酒場が残った。市は、この地区の復興に尽力した。その結果、飲食店の他に小さなオフィスやアトリエが開設され、日中も活気が高まっている。
ザクセンハウゼンのマイン河岸で他を圧する建物が、1875年から1881年に建設された三王教会である。また、マイン川に沿って博物館が点在している。ザクセンハウゼンでは第2土曜日ごとに、ドイツ最大級のノミの市が開催される。
ザクセンハウゼン北部シュヴァイツァー広場周辺の古い家屋は、小売店やレストランが混在する人気の住宅地となった。「アドルフ・ヴァーグナー」や「ツム・ゲマールテンハウス」といったリンゴ酒酒場の他にモダンなカクテルバーも営業している。
また、南部には、1960年代に建設された「レルヒェスベルク」などの高級住宅街がある。さらに、ザクセンハウゼン旧市街の東側にあった旧屠畜場跡に、1990年代以降新しい住宅地ドイチュヘルン地区が建設され、人気の住宅地に発展した。新しい地域の象徴的建造物が、高層ビルのマイン・プラザである。
この他、ザクセンハウゼンの区域内には、シュタットヴァルト内にドイツで最も高い木造建造物の 1つであるゲーテ塔や、自転車レース「ルント・ウム・デン・ヘニンガー＝トゥルム」で知られる旧穀物倉庫のヘニンガー塔がある。
- ザクセンハウゼンの三王教会
- ザクセンハウゼンの飲食店街
- ムゼウムスウーファー、画面右よりの大きな通りがシュヴァイツァー通り
- ドイチュヘルン地区、中央の茶色いビルがマイン・プラザ
- ゲーテ塔
- ヘニンガー塔

### ヤーコプスヴェーク
2010年以降、フルダからベルガー・リュッケンを越え、ボルンハイマー・ハングの麓を通り、マイン川沿いに至るヤーコプスヴェーク（ヤコブの巡礼路）の枝道が設けられた。この道は、ライプツィヒからフランクフルト・アム・マインに至る「ヴィア・レギア」という古い街道のルートにほぼ合致している。この道は、フルダからフランクフルト・アム・マインまで 116 km 以上の道程であり、サンチャゴ・デ・コンポステラに向かうヤコブの巡礼路の一部をなしている。フランクフルト市内のコースは、聖十字架教会からオスト公園、旧大市場ホール跡である欧州中央銀行新庁舎を通り、マイン川のアイゼルナー・シュテークに至り、これを渡ってマイン川左岸をマインツ、さらにはトリーア方面に向かう。

### 建築

#### ザ・スクワイア

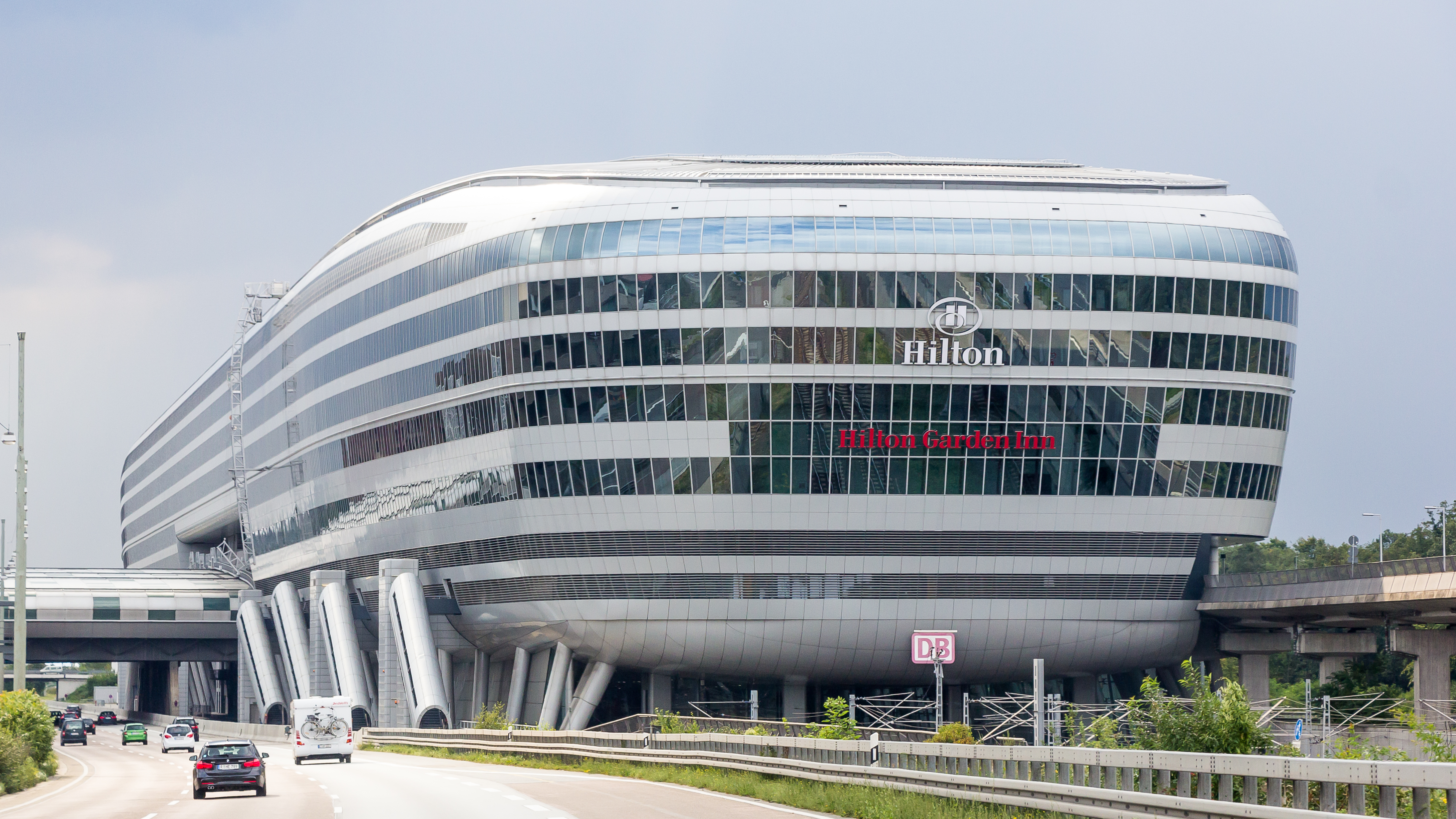
ザ・スクワイア

ザ・スクワイアは総面積 14万 m2 の、ドイツ最大のオフィスビルである。この建物は、全長 660 m、10階建てで高さ 45 m、全幅 65 m ある。この建物の中にフランクフルト空港の遠距離鉄道駅が入っている。さらに2つのホテルと多くの店舗も入居している。建築費は約 10億ユーロで、フランクフルト・アム・マイン市の最も高額な不動産の1つである。

#### 摩天楼

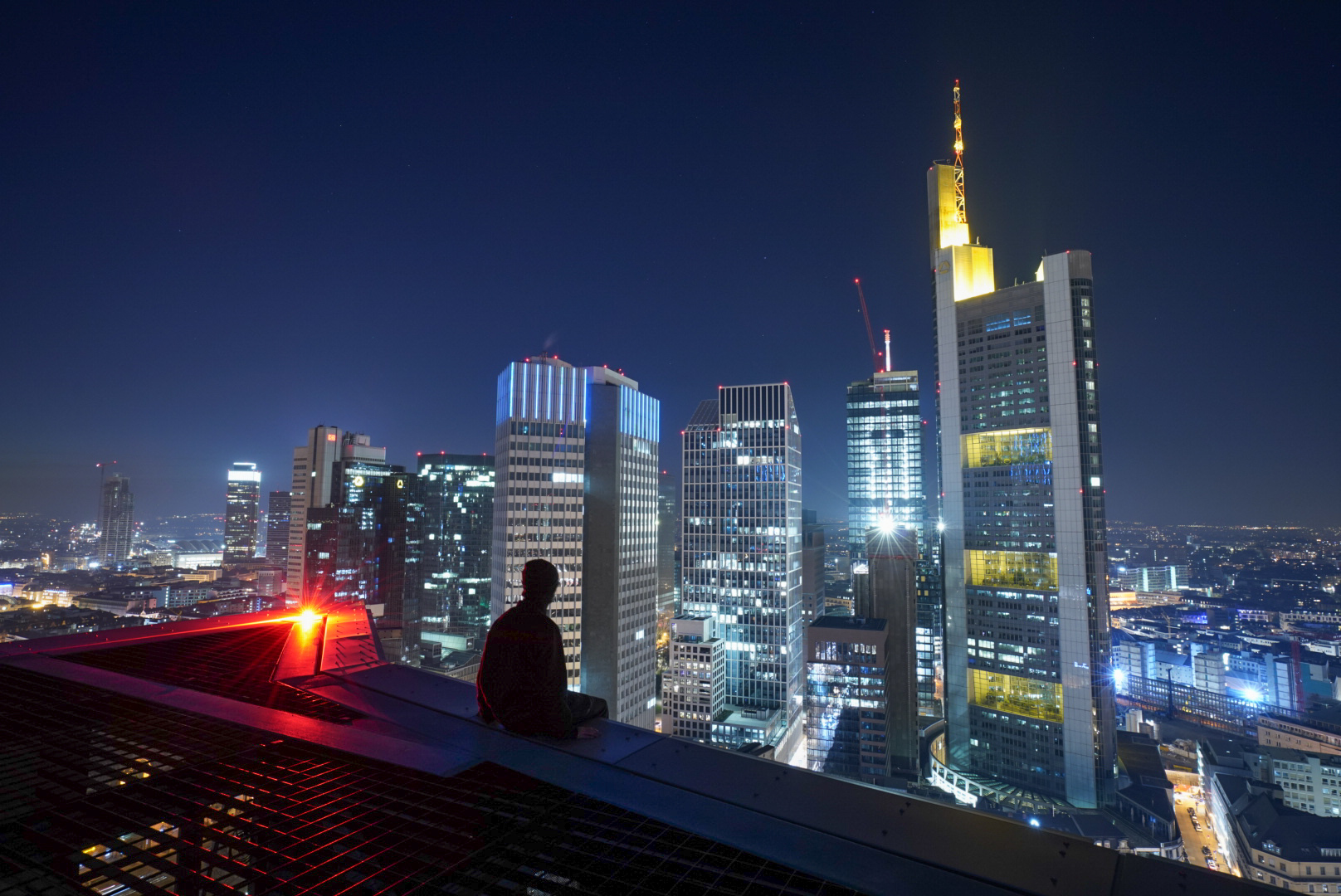
フランクフルトの中心業務地区（CBD）

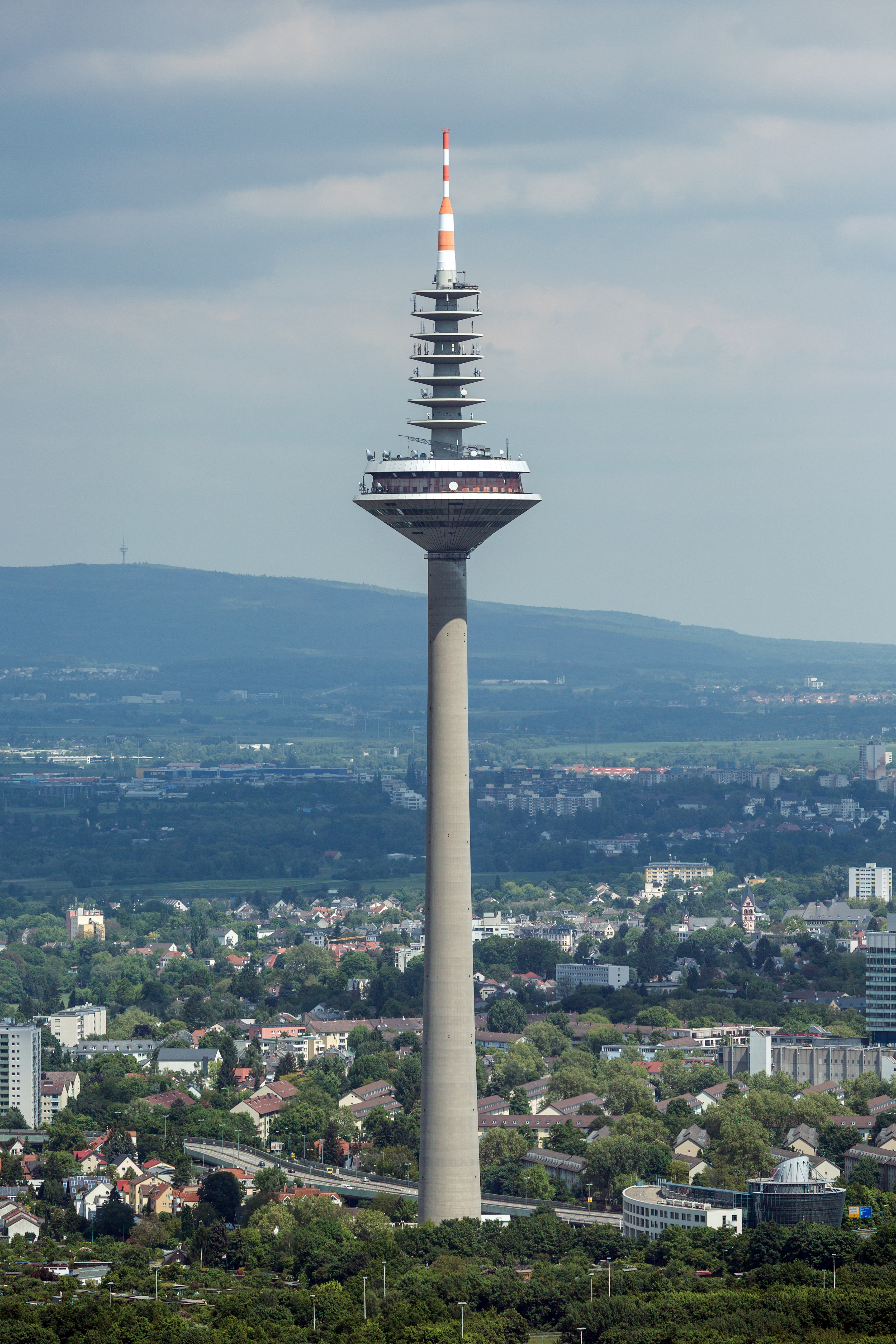
オイローパ塔（Europaturm）

フランクフルトは、ヨーロッパでは数少ない印象的なスカイラインを持つ街であり、このためニューヨークのマンハッタンをもじって「マインハッタン」とも呼ばれる。特に多くの高層建築物が、インネンシュタット西部の銀行地区、バーンホーフスフィールテル東部、ヴェストエント南部に密集している。最初の高層ビルは1950年代に建設され、1970年代中頃から高さ 150 m を超える超高層建築物も建造されるようになった。
1953年からフランクフルトの都市建設計画も高層ビルの規定に取り組んだ。1998年に高層建築構造計画が起草され、2008年に最終決定がなされた。これは、高層ビルを一定の区画に集中させグループとして取り扱うことを意図したもので、オストエント区の欧州中央銀行新庁舎や中央駅前のバーンタワーといった例外はあるものの、実際に運用された。
1950年代から新規建造物の高さは高くなっていった。1951年に造られたジュニア＝ハウスは高さ 35 m、1953年に開館した AEGホーホハウスは 45 m であった。1956年には、ハウプトヴァッヘのフェルンメルデホーホハウスが高さ 69 m でこの街の最も高い建物であった。1960年代には、ホテル・インター＝コンチネンタル (67 m)、チューリッヒ＝ハウス (68 m) といった同じような高さの建物が建てられた。ジュニア＝ハウスとホテルを除き、これらの建物は後に取り壊され、より高い建物に置き換えられた。ザクセンハウゼン区のヘニンガー塔は高さ120 m で、カイザードーム西塔 (95 m) を超えたフランクフルトで最初の建物であった。1960年代に建てられたこの他の高層ビルとしては、たとえば BHF 銀行ホーホハウス (82 m) やライン＝マイン＝センター (84 m) がある。
1972年になるとゲーテ大学の AfE 塔が高さ 116 m で最も高い建物であり、1974年に 142 m のシティー＝ホーホハウスが建造された。最初の超高層建築物が 1976年にオープンした 159 m のプラザ・ビューロ・センターであり、1978年に建設されたドレスナー銀行のジルバー塔は高さ 166 m で当時のドイツ連邦共和国で最も高い建物であった。ユーロタワーとヘラバ＝ホーホハウスにより、都市中心部の高層ビル密度は高まった。1980年代に建てられた建造物は、それまでの高さを超えることはなかった。この時代の最も有名な建物が 1984年に完成した高さ 155 m のドイツ銀行ツインタワーである。この建物は、地元ではゾル・ウント・ハーベンと呼ばれている。
1990年代には、第2次高層建築ジェネレーションが新たな記録を樹立していった。メッセ塔は1991年に高さ 257 m でヨーロッパで最も高い建物となり、1997年には高さ 259 m のコメルツ銀行タワーが建てられた。この時代の、やはり 200 m を超えた他の建物としては、DZ銀行のヴェストエント・タワーやマインタワーがある。マインタワーは、屋上プラットフォームに一般人が立ち入りできるフランクフルトで唯一の高層建築である。ジャパン・センターの 25階にはレストランが、オイロテウムの 22階にはバーがある。不定期に開催されるヴォルケンクラッツェン＝フェスティヴァル（摩天楼祭）の期間中には他の高層建築も一般に開放される。
21世紀には、フランクフルトに他の高層建築が建設された。タワー 185、オペルン塔、スカイパー、ガリレオ、ネクスタワーやヴェストハーフェン・タワーなどである。2011年現在、フランクフルトには高さ 150 m 以上の建物が 12 棟あり、ドイツ高い建物ベスト8がこの街にある。さらに欧州中央銀行新庁舎とタウヌス塔の2つの超高層建造物が建設中である。
この街でもっとも高い建物は、1978年以降テレコムの放送通信塔であるオイローパ塔（フランクフルト市民からは「ギンハイマー・シュパーゲル」と呼ばれる）で、高さは 337.5 m である。オイローパ塔には、回転レストランやディスコなどのビジターエリアがあったが、資金不足から1999年以降閉鎖されている。

#### 中央駅とバーンホーフスフィアテル
1888年にオープンした中央駅は長距離列車の本数や乗降客数で、ヨーロッパ最大級の駅の 1つである。巨大な 5つのトレイン・シェッド、様式を留めて保存された駅舎、見切れないほどの地上および地下施設は、見応えのある強い印象を示す構造物である。
バーンホーフスフィアテル（訳「駅周辺地区」）は、文化のるつぼである。ここにはオフィスや異なる文化圏の様々な種類のレストランが混在している。タウヌス通りをはじめとする歓楽街だけでなく、それ以外でもバーンホーフスフィアテルは 24時間活動している街である。この地区は国際的な交通の要衝であることが都市にもたらす問題点の典型例でもある。通勤客や銀行員、国際的なメッセ参加者、日帰り客が作る人の流れのすぐ傍らに、物乞い、アルコール中毒者、薬物中毒者がたむろしている。中央駅の出入り口から直接目にできるカイザー通りは、市のブールバールで、多彩な文化の小売店、泡沫会社乱立時代の古い建物からなる歓楽街のすぐ隣に近代的な銀行の高層ビルが建っている。
- 中央駅の中央出入口
- カイザー通り
- 夜の歓楽街

### 文化施設
博物館とギャラリー

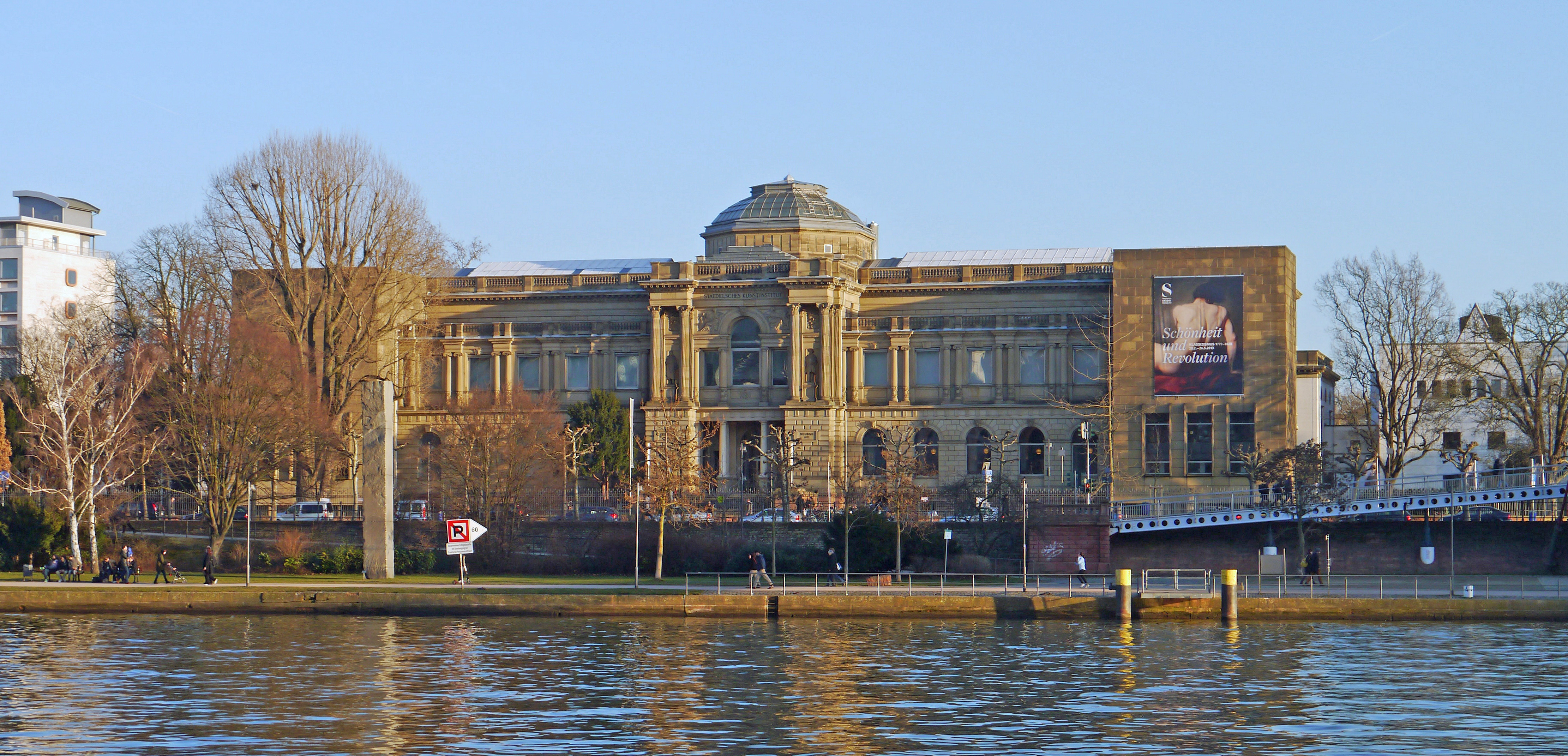
シュテーデル美術館

この街は多彩な文化プログラムを提供している。大小 60館以上の美術館、博物館、展示場からなるユニークな博物館群もその 1つである。これらは主にマイン川の両岸に位置している。ムゼウムスウーファー（博物館堤）の原型となった、1968年にティル・ベーレンスによって計画されたフランクフルトの緑地・マイン河岸コンセプトは、1980年代初めから実際に緑地が巡らされ、現在も継続されている。
マイン川のザクセンハウゼン側にあたるムゼウムスウーファーには、シュテーデル美術館、リービークハウス美術館、コミュニケーション博物館（かつての郵便博物館）、ドイツ建築博物館 (DAM)、ドイツ映画博物館、世界文化博物館、実用芸術美術館（かつての工芸美術館）といった有名な美術館や博物館が並ぶ。
美術館やギャラリーとしては、シュテーデル美術館（絵画）、リービークハウス美術館（彫像）、近代芸術美術館 (MMK)、シルン芸術ホール、ドイツ建築博物館 (DAM)、ドイツ映画博物館、ドイツ実用芸術美術館 がある。
歴史博物館としては、カルメル会修道院内の考古学博物館、歴史博物館（市史）、ユダヤ博物館 がある。
技術系の博物館としては、コミュニケーション博物館、フランクフルト軽便鉄道博物館、フランクフルト交通博物館（路面電車）、エクスペリミンタ、フランクフルト歴史鉄道協会の保存鉄道、ホーホフート技術コレクション がある。ノルトエント地区の EXPLORA は視覚と錯覚の博物館である。ここには多くのアナグリフの絵、ステレオスコピー、ホログラムや新しい形の視覚効果を体験することができる。
ゼンケンベルク自然博物館は世界的に有名な自然科学の博物館であり、世界遺産に登録されているメッセル採掘場から出土した化石を見ることができる。民族学の博物館としては、世界文化博物館がある。
芸術活動には、シルンの向かいにあるフランクフルト芸術協会、シュテーデルシューレ（国立絵画芸術大学シュテーデルシューレ）の他、多くの私立芸術ギャラリーや入れ替え展示室がある。ギャラリーは異なる専門分野に分かれた古典芸術から現代芸術に至るまでさまざまなものがある。入れ替え展示室は多くの芸術家や若い芸術研究者が利用しており、たとえばザクセンハウゼン地区の展示ホールやボルンハイム地区の展示スペース EULENGASSE 65 などがある。
- シュテーデル美術館所蔵のフェルメール作『地理学者』
- リービークハウス美術館の外観
- コミュニケーション博物館の展示物
- ドイツ建築博物館
- ドイツ映画博物館
- 世界文化博物館の本館
- 実用芸術博物館の展示物、ヨハン・ヨアヒム・ケンドラーの『パルナス山のアポロンとミューズ』
- シルン芸術ホール
- 考古学博物館
- 歴史博物館に展示されている戦前の旧市街の模型
- ユダヤ博物館
- 軽便鉄道博物館の機関車
- 交通博物館
- フランクフルト歴史鉄道協会が運行する保存鉄道
- ホーホフート技術コレクションに展示されているベンツのモーターワゴン
- EXPLORA の展示室
- ゼンケンベルク自然博物館に展示されているトリケラトプスの化石（オリジナル）
- 芸術協会が入居しているシュタイナーネスハウス
- シュテーデルシューレ

### 娯楽施設
ナイトライフ
- バッチュカップ（ロッククラブ）

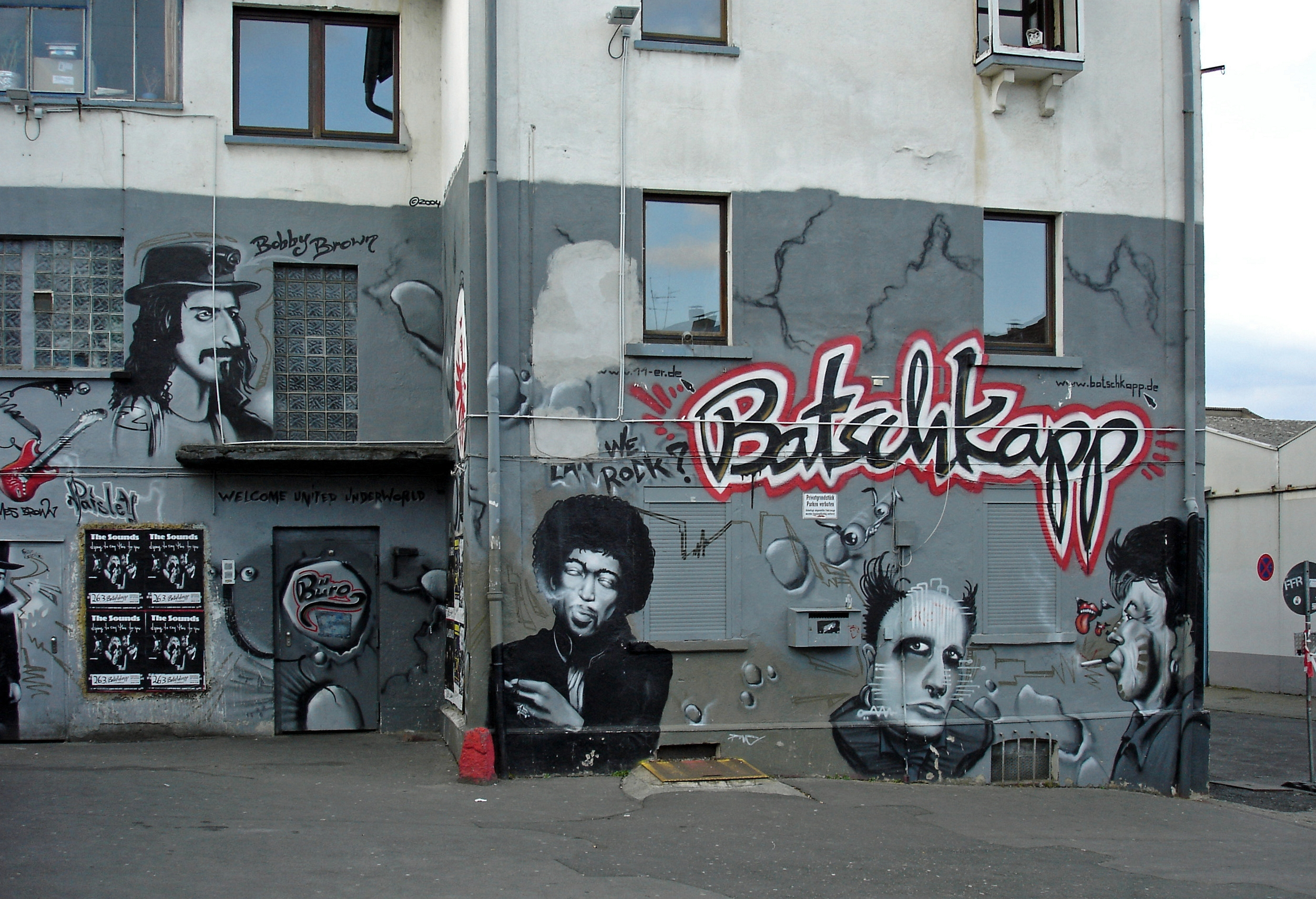
バッチュカップ

- スヴェン・フェートのコクーン・クラブ（テクノクラブ）
- ギブソン・クラブ
- ジャズケラー・フランクフルト（ジャズクラブ）
- キング・カメハメハ・クラブ（ディスコ）
- リビング XXL
- U60311（ディスコ）
- ヴェルヴェット・クラブ

## 文化・名物

### 祭事・催事

#### 祭事
年中行事

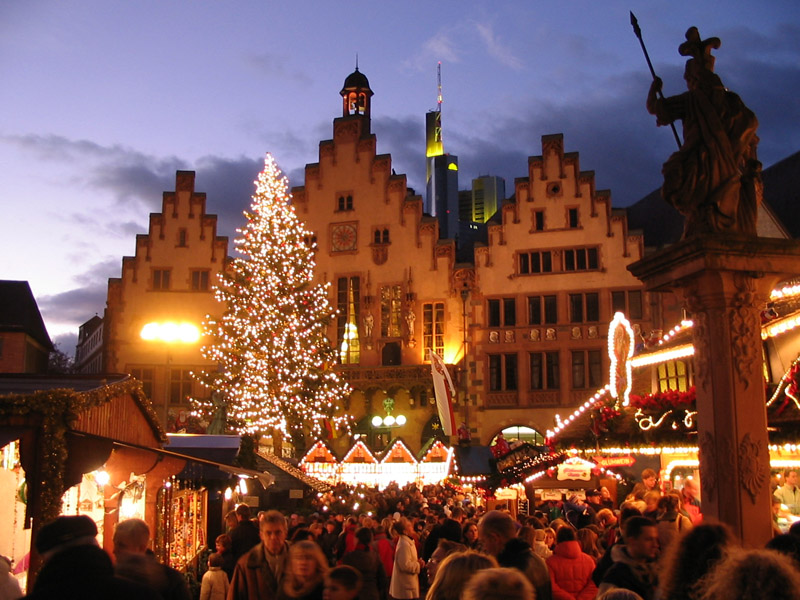
フランクフルト＝レーマー広場のクリスマスマーケット

1988年から毎年8月に開催されるムゼウムスウーファーフェスト（博物館堤祭）は、音楽と文化の祭典で、ライン＝マイン地域最大の世俗祭である。2007年には 3日間の会期に約350万人の来訪者があった。
聖霊降臨祭後の火曜日に開催されるヴェルトヒェスタークは、多くの来訪者をフランクフルトのシュタットヴァルトに呼び寄せる。1990年代までは、フランクフルト市内の多くの企業がこの日は正午で業務を終了し、従業員は12時以降自由になっていた。このため、地元では冗談半分にフランクフルトの国民の祝日と呼ばれていた。
もう1つの伝統的な世俗祭がディッペメスである。毎年2回、春に3週間、秋に10日間開催され、それぞれ約 200万人の来訪者を集める。ディッペメスは中世から伝わる日用雑貨、特に陶器の鉢（ディッペ）の市場をその起源とする。
1393年に最初の記録が遺るフランクフルトのクリスマスマーケットは、毎年アドヴェントの時期に開催される。現在では約 300万人の来訪者を数えるドイツ有数のクリスマスマーケットである。200点以上の露店がマインカイからレーマーベルク、パウルス広場、ノイエ・クレーメ通り、リープフラウエンベルクを経てツァイルまで建ち並ぶ。
フランクフルトの謝肉祭のパレードには 6,000人以上が参加し、30万人以上が見物し、1.5 km の距離を練り歩くヘッセン州最大の謝肉祭のパレードである。
2003年から2008年まで毎年夏に、様々な文化の人々の友好を示す文化のパレードが開催されていた。最後となった2008年のパレードには約 1,700人が参加し、10万人が見物した。2003年からは、ダウン症候群の患者数百人が様々なスポーツ競技を競うダウン＝シュポルトラーフェスティヴァル（ダウン症のスポーツ選手祭）がフランクフルトで開催されている。
この他の年中行事としては、5月祭、クリストファー・ストリート・デイ (CSD)、パルメンガルテンのバラと光の祭典、オペルン広場祭、フレースガッセのラインガウのワイン祭、レーマーベルクのシュテフヒェ祭がある。
人気なのは、4月に約 4万人来訪者がある「ナハト・デア・ムゼウム」（美術館・博物館の夜）や「ナハト・デア・クラブ」である。
これらの他に各市区での祭もある。ヘーヒスト城館祭、ボルンハイムのベルガー通り祭、ザクセンハウゼンのシュヴァイツァー通り祭、1839年にまで起源を遡ることができるヘッデルンハイムの謝肉祭のパレード、1951年に上級市長ヴァルター・コルプによって創設されたロールベルガー祭、フランクフルトの陸上選手による青少年のためのベルクシュポルトフェスト（山歩き祭）などである。
不定期に開催される祭では、いわゆる摩天楼祭は2007年5月に行われたのを最後に6年間開催されていなかった。これ祭では、イネンシュタットの15棟の高層ビルが一般開放され、120万人が訪れた。この祭は2013年に開催される。
1994年から2004年まで毎年開催されていた音楽祭サウンド・オブ・フランクフルトには若い世代を中心に50万人が訪れていた。
- ムゼウムスウーファーフェストの屋台（2005年）
- ヴェルトヒェスタークのシュタットヴァルトの様子（2002年）
- ディッペメスの会場（2011年春）

#### 催事
見本市
- フランクフルト書籍見本市

15世紀にはすでに開催されていたフランクフルト書籍見本市は世界最大の書籍見本市として、単なる経済活動にとどまらず、重要な文化行事でもある。毎年この見本市の期間には、数多くの付随行事が行われ、そのクライマックスとしてドイツ書籍販売組合の平和賞授与がパウルス教会で開催される。
賞与、栄誉
- 名誉市民権（この街最大の栄誉）
- ゴルデネス・ブーフ（黄金の書）に登録
- フランクフルト・アム・マイン市名誉章（1952年から毎年、最大5名まで）
- フランクフルト・アム・マイン市市民賞（2002年から毎年、最大5名まで）
- フランクフルター・グリュンダー賞（2001年から）
- フランクフルト・アム・マイン市ゲーテ章（1947年から毎年、芸術分野で功績のあった人物に贈られる）
- フランクフルト市ゲーテ賞（1927年から、当初は毎年、後に3年に1度、ゲーテの誕生日に贈られる。賞金 5万ユーロ）
- イグナツ・ブービス賞（2001年から3年毎）
- インテグレーション賞（毎年、個人または団体に贈られる。賞金1万5千ユーロ）
- 国際高層ビル賞（毎年、デカ銀行の後援による。賞金5万ユーロ）
- マックス・ベックマン賞（3年に1度、ベックマンの誕生日に絵画、グラフィック、彫刻、建築分野の奨励と優れた功績を称揚するために授与される）
- オットー・ハーン賞（2年に1度、化学、物理、応用工学分野の優れた功績に対して贈られる）
- フランクフルト・アム・マイン市レーマー章（無給の栄誉職を長く務めた人物に贈られる。10年、15年、20年の3段階がある）
- スポーツ章（スポーツでのタイトル獲得者や、スポーツ分野での名誉職を務めた人物に贈られる）
- テオドール W. アドルノ賞（1977年から3年に1度、哲学、音楽、演劇、映画分野での優れた功績に対して贈られる。賞金5万ユーロ）
- トニー・ゼンダー賞（2年毎に人権活動の促進に対して贈られる。賞金1万ユーロ）
- ヴァルター・メラー章（2年毎にグループ活動や住民活動に対して贈られる。賞金1万ユーロ）
- ヴァルター・コルプ記念賞（毎年、優れた学術論文に対して贈られる。賞金2,500ユーロ）
- ヨハン・フィリップ・フォン・ベトマン学術賞（毎年、フランクフルトの市史研究に関する優れたプロジェクトに対して贈られる。

### 名産・特産
郷土料理・食材

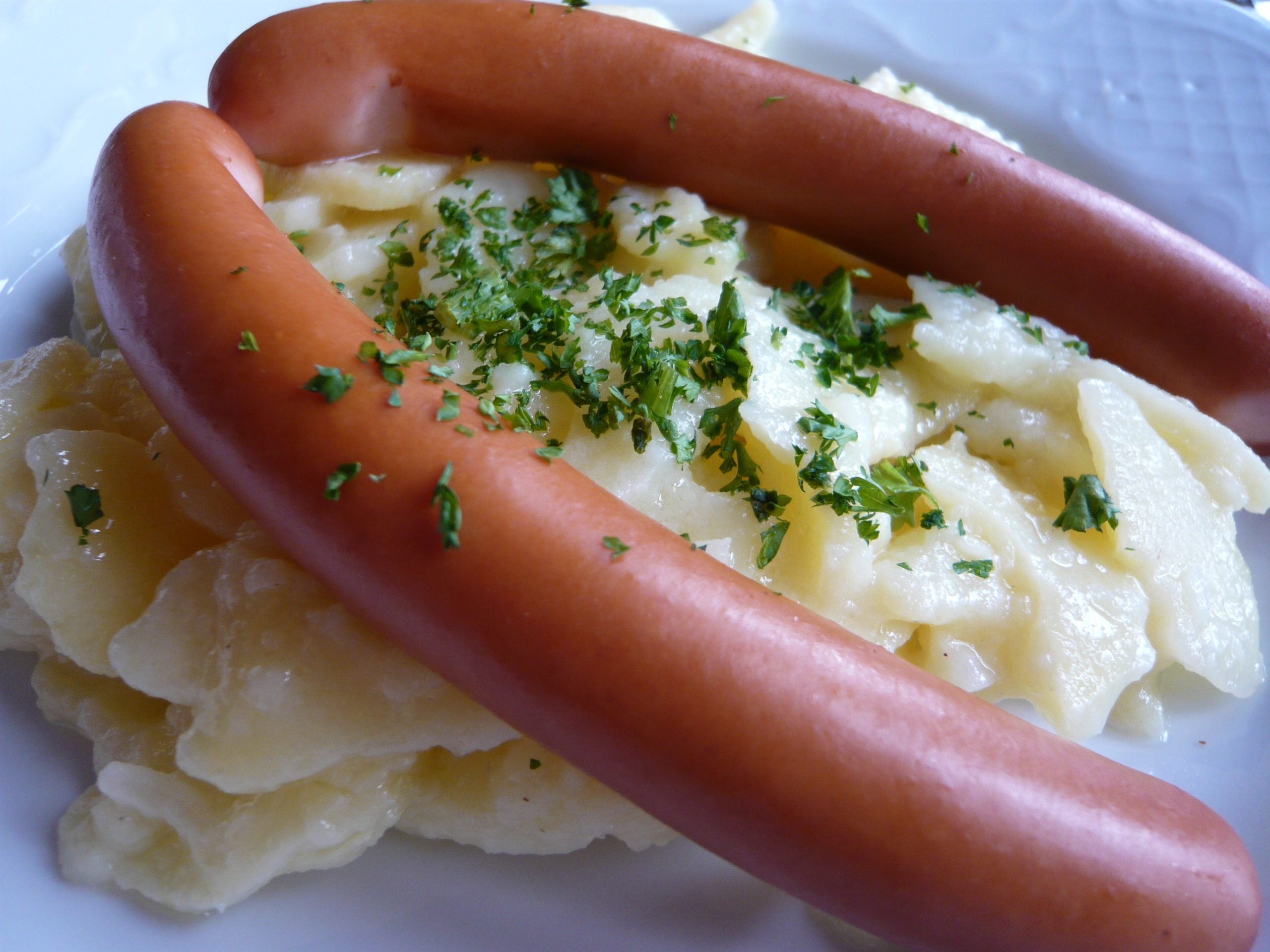
フランクフルター・ヴュルストヒェンとジャガイモのサラダ

フランクフルトでは、皇帝の戴冠式やメッセのために多くの裕福な客が多く訪れ、これに伴って17世紀から18世紀にはすでに高度な食文化・ホテル文化が形成されていた。フランクフルトの料理は、19世紀にはハンブルクやウィーンと並んでドイツで主導的な地位にあった。
中世から作られていた豚肉製のフランクフルター・ヴュルストヒェン（フランクフルト・ソーセージ）は最も古く最も有名な料理の一つである。19世紀にはこれにフランクフルター・リンツヴルスト（牛肉製のソーセージ）が加わった。
フランクフルトの特別な料理がグリューネ・ゾーセ（グリーン・ソース）で、伝統的に7種類の野菜で作られる: ルリジサ、シャク、コショウソウ、パセリ、サラダバーネット、スイバ、チャイブである。フランクフルトの有名なスイーツとしては、フランクフルター・ブレンテン、ベトメンヒェン、ハッデクーヒェ、フランクフルタークランツがある。
ワイン製造業の衰退に伴って、それまで卑俗なものとされていたリンゴ酒（エッベルヴォイ）がフランクフルトでは一般的となった。リンゴ酒は1600年頃から製造されていた。現在ではフランクフルトの伝統的な飲料と見なされている。リンゴ酒には栄養のある食事が合うとされ、リップヒェン（骨付きあばら肉）のザワークラウト添えやハントケス・ミット・ムジーク（マリネにしたチーズのタマネギ添え）が好まれる。
現在、フランクフルトのブドウ園は、ロールベルクの斜面に1箇所だけある。ここはラインガウで最も小さく、最も東に位置するブドウ園で、フランクフルト市がこのブドウ園を管理している。ここからは、毎年約 1万本のリースリング・ワインが生産される。多くはトロッケン（辛口）に熟成され、状態の良い年にはシュペートレーゼに格付けされる。
- グリューネ・ゾーセの材料
- グリューネ・ゾーセをかけたジャガイモ
- フランクフルター・ブレンテン
- ベトメンヒェン
- ハッデクーヒェ
- フランクフルター・クランツ
- リンゴ酒
- リップヒェンのクラウトとジャガイモ添え
- ハントケス・ミット・ムジーク

### 宗教

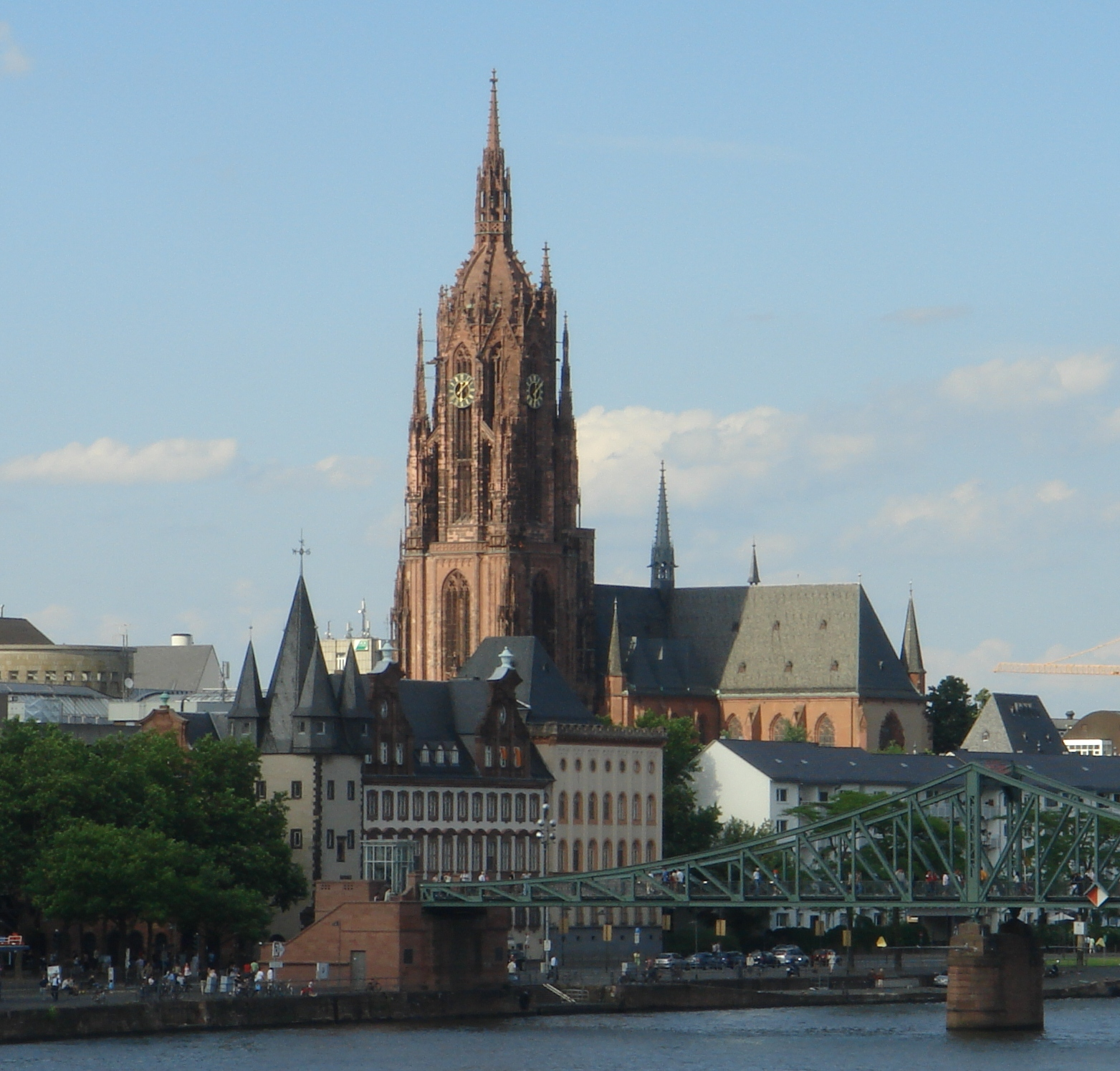
フランクフルト大聖堂 聖バルトロメウス教会

フランクフルトには数多くの宗教団体や、公式には宗教団体と認められていない世界観を共有するグループが存在している。しかし、フランクフルト市民の多く、特に無宗教者や不可知論者、ムスリムなどは組織的に連携しているわけではない。
現在の大聖堂の場所には、7世紀からすでに小さな教会があった。12世紀末から急速に数多くの教会や礼拝堂が、あるものは市民の喜捨により、あるものは教団の下部組織として、建設された。
1533年、帝国自由都市フランクフルトでも宗教改革がなされた。しかし、1548年のアウクスブルク仮信条協定以後、カトリックの参事会教会と修道院がカトリック教会組織に復した。これは、カトリック教徒である皇帝との衝突を避け、市の特権（特にメッセと皇帝選挙の開催権）を護るためであった。1555年のアウクスブルクの宗教和議以降1806年まで、わずかに残ったカトリック教徒に対して市民権は例外的にしか与えられなかった。フランスから亡命したユグノー教徒は、1554年にドイツで最初のユグノー派の街を造った。
改革派教会は、1786年からフランクフルトに教会を有していた。1866年に改革派教会とルター派教会は合同し、フランクフルト・アム・マイン福音主義領邦教会と呼ばれる合同教会が形成された。
1933年にフランクフルト・アム・マイン福音主義領邦教会は国からの圧力により、ヘッセン福音主義領邦教会およびナッサウ福音主義領邦教会と統合され、ヘッセン＝ナッサウ福音主義州教会になった。この合同教会は第二次世界大戦後の1947年にヘッセン＝ナッサウ福音主義教会 (EKHN) という名称の州教会に生まれ変わった。これとは別に、1976年にフランクフルト市に合併したベルゲン＝エンクハイム地区の福音主義教会共同体は、クーアヘッセン＝ヴァルデック福音主義教会に属している。
18世紀、さらには19世紀、20世紀の移住者によって、カトリック教徒が福音主義教徒に迫る勢いで増加した。フランクフルトのカトリック教徒は、1917年までは一つの組織にまとめられていたが、その後次第に多くの小教区を形成していった。この街のカトリック教会は主にリンブルク司教区に属すが、ベルゲン＝エンクハイムはフルダ司教区に、1972年に合併した市区であるハルハイム、ニーダー＝エルレンバッハ、ニーダー＝エシュバッハ区はマインツ司教区に属す。
宗教改革導入以降しばらく、フランクフルト・アム・マインは伝統的にルター派が優勢な都市であった。しかし、2007年発行の統計書によると、福音主義教徒の住民は1990年から2006年の間に220,000から143,555人(外国籍3,040人を含む)に減少し、ローマ・カトリック教徒の住民が206,100から155,171人(外国籍43,333人を含む)の減少に踏む止まったので、カトリック勢力が優勢な都市に変わった。しかしながら、教会離れは深刻で、2006年においてローマ・カトリック教会と福音主義教会に属するキリスト教徒はフランクフルト・アム・マインの全住民の中で47,2%を占めているに過ぎない 。キリスト教徒を全部合わせても住民の5割以下に過ぎない現実がある。
カトリック、プロテスタントのキリスト教 2大宗派の他に、正教会、東方諸教会、自由教会やその他のキリスト教系宗教団体がフランクフルトに存在している。これには、復古カトリック教会、新使徒派教会、エホバの証人が含まれる。
フランクフルトのユダヤ教団は、1150年に初めて記録されている。中世では 1241年と 1349年の 2回、フランクフルトのユダヤ人は迫害の犠牲になっている。1462年から1796年までユダヤ人はユーデンガッセのゲットーに住むことを強いられた。1806年になってやっと彼らは他の宗教信者と同等に扱われるようになった。フランクフルトは、ドイツで最も早い時期にあたる1864年にユダヤ人に対して無制限の同等性を認めた街である。1930年頃、フランクフルトには約 28,000人のユダヤ人が居た。国家社会主義の時代、そのほとんどが追放され、あるいは殺害された。大規模だったシナゴーグは1938年11月の排斥運動によって破壊された。11,134人のフランクフルトのユダヤ人がホロコーストによって殺害された。終戦時、この街で生き延びることができたユダヤ人は約 160人だけであった。終戦直後からすぐに、東欧から追放されたユダヤ人たちによって新たなユダヤ教組織が形成された。現在この街のユダヤ教団は約 7,200人が所属するドイツでも大規模な教団の1つである。フランクフルト最大のシナゴーグはヴェストエントシナゴーグである。
1959年にザクセンハウゼン区に建設された Ahmadiyya Muslim Jamaat の ヌール・モスクは、フランクフルトで最初のモスクであり、ドイツでも最初期のものの一つである。その後フランクフルトには様々なイスラム宗派のモスクが建設されていった。
末日聖徒イエス・キリスト教会（モルモン教）はヨーロッパ中央地域の本部をフランクフルト・アム・マイン（エッケンハイム）に置いている。さらにエッケンハイムとヘーヒストの2つの教会組織を有している。フリードリヒスドルフのフランクフルト寺院は、1987年に建設された当時としてはドイツ初のモルモン教寺院である。
フランクフルトの市外ではあるが、ホーフハイム・アム・タウヌスに、1964年からヨーロッパで唯一のバハイ教教団の祈祷所がある。
この他、フランクフルト中心街には、1845年に創設され、1000人以上の会員を有するユニテリアン主義の自由宗教団がある。

### 芸能

#### 音楽
音楽団体・音楽家
2つの対照的なオーケストラ、フランクフルト・ムゼウム管弦楽団とhr交響楽団がフランクフルト市を拠点に活動している。アンサンブル・モデルンとユンゲ・ドイツ・フィルハーモニーもフランクフルトに本拠地がある。合唱団では1818年に創設されたフランクフルト・チェチーリア合唱団、フランクフルター・ジングアカデミー、フランクフルター・カントライが知られる。
ラッパーのモーゼス・ペルハム、ピアニストのトム・シュリューター、メタルバンドのタンカード、ハードロックバンドのベーゼ・オンケルツ、テクノポップDJのスヴェン・フェートやクリス・リービング、ユーロダンスグループのSnap!もフランクフルトで結成された。
オペラ、コンサート、ステージ

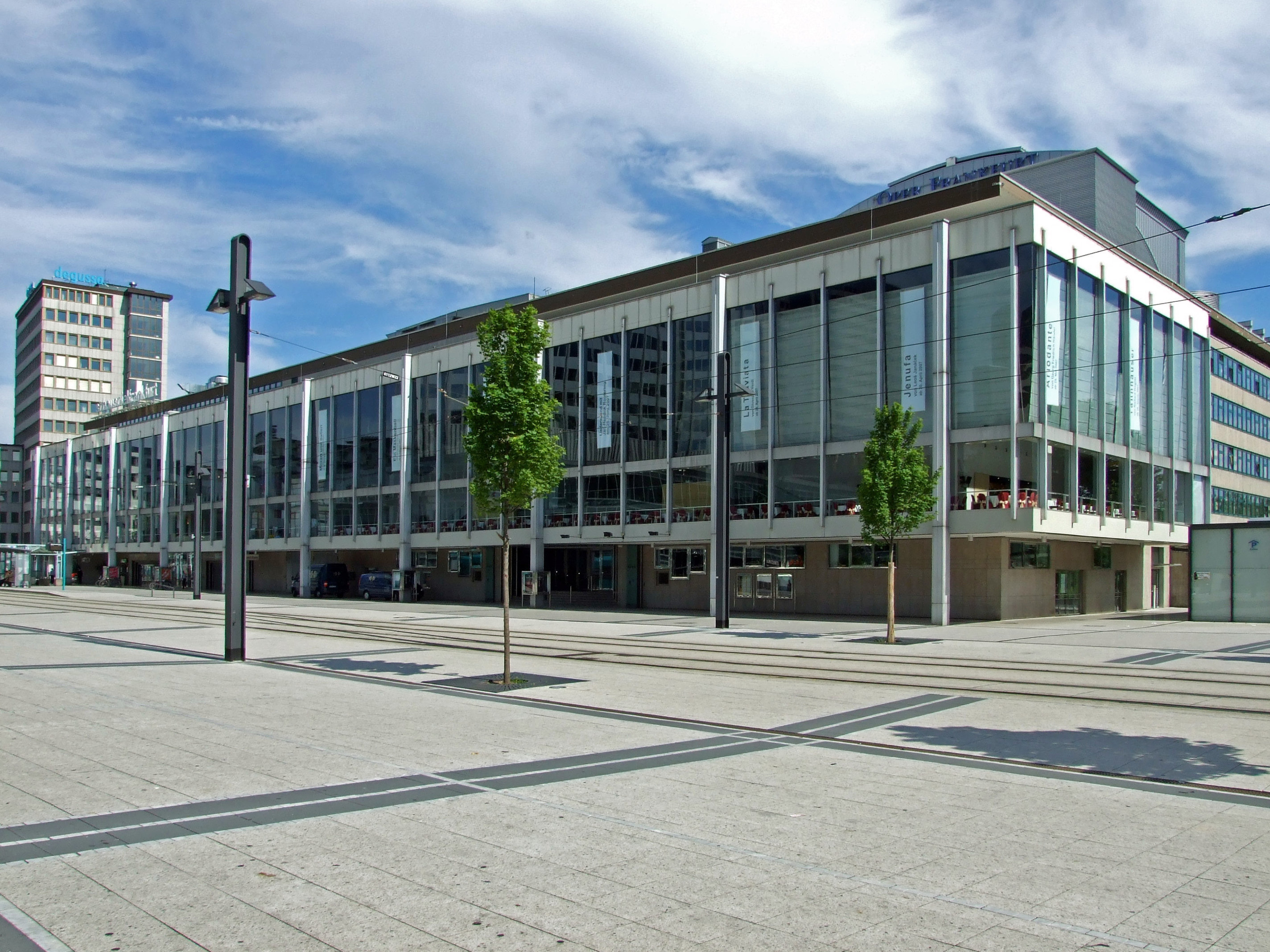
市立劇場

「市立劇場フランクフルト」は、異なる分野の舞台を持つ劇場で、フランクフルト歌劇場は国際的な評価も高く、年間最優秀オペラ座を何度も（直近では2022年）獲得している。シャウシュピール（演劇）・フランクフルトは、1960年代にハリー・ブックヴィッツ、1970年代から1980年代にペーター・パリッチュの指導下での共同参画モデルについて世論を賑わせた。市立劇場の他の2つ、バレエ・フランクフルトとテアーター・アム・トゥルム (TAT) は 2004年に閉鎖されたが、2005年から「ザ・フォーサイス・カンパニー」の名で民営のダンスカンパニーグループとして再興している。
0

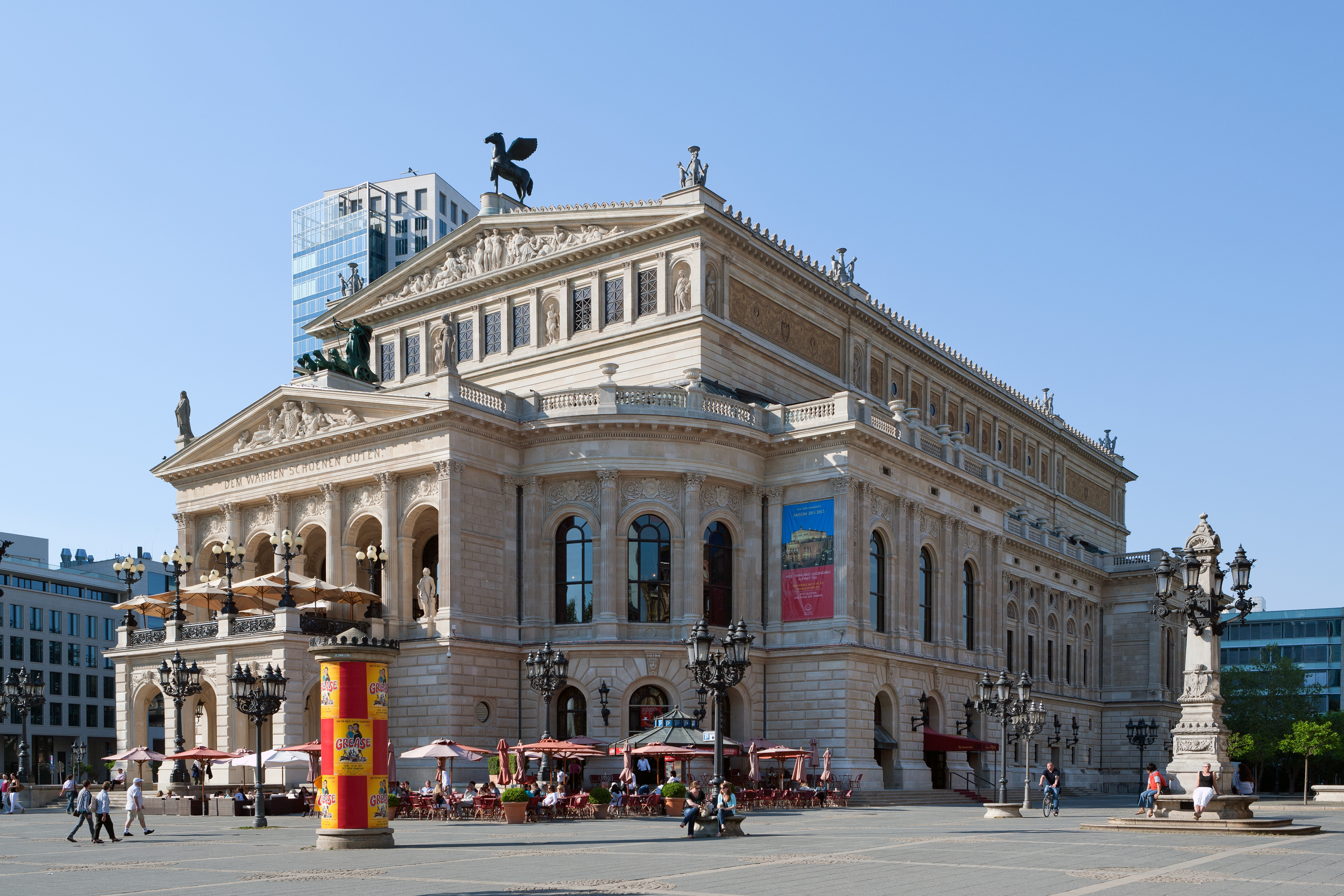
アルテ・オーパー

1880年に開館したオペラ座は、戦後1981年にコンサートホールとして再建された。旧オペラ座は、その名の示すとおり「かつてのオペラ座」、現在はコンサートホールであり、フランクフルト歌劇場によるオペラは市立劇場内で上演される。ドイツ語でもAlte Oper、Oper Frankfurtと、混同しやすい。。この他のコンサートホールとしては、ウンターリーダーバッハ地区のヤールフンデルトハレ、ボッケンハイム地区の祝祭ホール、ヘッセン放送の放送ホールがある。
ノイエ・マインツァー通りの「ディ・コメディエ」 と動物園事務棟の「フリッツ・レーモント劇場」 は、この街で有名な 2つの大衆劇場である。フォルクステアーター・フランクフルトは、古典的な方言劇の他に古典劇や現代劇を方言に翻案した作品を上演している。よく似たコンセプトの劇団が、俳優ミヒャエル・クヴァスト主宰のフリーゲンデ・フォルクスビューネである。ザ・イングリッシュ・テアトルはヨーロッパ最大の英語劇場である。
近代舞台芸術（パフォーマンスやダンスなど）のためのフランクフルト最大で広く知られている劇場がボルンハイムのモウゾントゥルム芸術ハウスである。演劇グループやアンサンブルのためのステージとなっているのが、ガルス地区にある旧アドラーヴェルク社のガルス・テアーター、グートロイトフィアテルの近代演劇のためのランドゥングスブリュッケン・フランクフルトおよびケラーテアーター・フランクフルトである。
劇場を有する劇団としては、ボッケンハイム地区カファ・エクツェスのディ・ドラマティシェ・ビューネ、ノルトエント地区のミヒャエル・ヘルルのシュタルブルク・テアーター、オストエント地区ナクソスハレのテアーター・ヴィリー・プラムル、ボッケンハイム地区のフライエ・シャウシュピール・アンサンブル、ハウゼン地区ブロットファブリークのフランクフルター・アウトーレン・テアーターがある。
バラエティー、キャバレー、演芸の分野では、ジョニー・クリンケのティーガーパラスト、 die KÄS、カルメル会修道院のディ・シュミーレ（1950年から「世界最悪の劇場」と自称している）、ヘーヒスト地区のノイエス・テアーターが知られている。
テアーターハウス・フランクフルトは、たとえば「グリューン・ゾーセ」などの数多くの子供演劇アンサンブルが上演されており、ノルトヴェストシュタットの青少年演劇センターやパルメンガルテンのパパゲーノ音楽シアターとともにフランクフルトの活発な子供演劇シーンを形成している。また、特殊な子供劇場としては、1975年から2005年まで活動していたクラップマウル人形劇場があった。
- ディ・コメディエ
- フリッツ・レーモント劇場が入居している動物園事務棟
- ザ・イングリッシュ・テアトル
- モウゾントゥルム・フランクフルト
- ケラーテアーターの入口
- ディ・ドラマティシェ・ビューネ
- シュタルブルク・テアーター
- テアーター・ヴィリー・プラムル
- ブロットファブリーク
- ティガーパラストの創始者ジョニー・クリンケ
- ヘーヒストのノイエス・テアーター
- パパゲーノ音楽シアター

### スポーツ
フランクフルトは多くのスポーツクラブのホームシティーである。
- アイントラハト・フランクフルト（サッカー、サッカー・ブンデスリーガ）
- FSVフランクフルト（サッカー、2. ブンデスリーガ）
- ロート＝ヴァイス・フランクフルト（サッカー、サッカー・ヘッセンリーガ）
- アイントラハト・フランクフルト・フラウエン（女子サッカー、女子サッカー・ブンデスリーガ）
- レーヴェン・フランクフルト（アイスホッケー、アイスホッケー・オーバーリーガ）
- スカイライナース・フランクフルト（バスケットボール、バスケットボール・ブンデスリーガ）
- トゥルンゲマインデ・ボルンハイム（種々のスポーツ、ヘッセン州最大のスポーツクラブである）
- FTG フランクフルト（98種目の競技が用意されている）
- TSG ノルトヴェスト 1898 フランクフルト・アム・マイン（18種目）
- SCフランクフルト1880（ホッケー、テニス、ラグビー、ラクロス）
- フランクフルト・フライヤーズ（トランポリン）
- フランクフルター RG ゲルマニア 1869（漕艇競技）

フランクフルトで毎年開催される重要なスポーツイベントに以下のものがある。
- フランクフルト・シティー・トライアスロン（トライアスロン、8月）
- フランクフルト・マラソン（都市マラソン、10月）
- ルント・ウム・デン・ヘニンガー＝トゥルム（自転車レース、5月）
- アイアンマン・ジャーマニー（トライアスロン、7月）
- JPモーガン・チェイス・コーポレイト・チャレンジ（5.6 km 走の市内レース）
- フランクフルト・ハーフマラソン（ハーフマラソン、3月）
- ヘッセン・タンツト（世界最大のダンス競技大会）

この街の重要なスポーツ競技場には以下のものがある。
- コメルツバンク・アレーナ（サッカー競技場）、元は「ヴァルトシュタディオン」という名前であった。「FIFA WM シュタディオン・フランクフルト・アム・マイン」という名称で2006年FIFAワールドカップおよび2011年FIFA女子ワールドカップの会場として使用された。
- ボルンハイマー・ハングのフランクフルター・フォルクスバンク・シュタディオン（サッカーおよび陸上競技）
- シュタディオン・アム・ブレンターノバート（サッカー）
- フラポート・アレーナ（バスケットボール、ハンドボール）2011年までは「バルシュポルトハレ」が公式名称であった。
- アイスシュポルトハレ・フランクフルト（アイスホッケー）
- フランクフルト競馬場（競馬）

- フランクフルター・フォルクスバンク・シュタディオン
- フラポート・アレーナ
- アイスシュポルトハレ・フランクフルト

この他、フランクフルトにはドイツの重要なスポーツ協会がある。
- ドイツ・オリンピック・スポーツ連盟 (DOSB)
- ドイツ・サッカー連盟 (DFB)
- ドイツ体操連盟 (DTB)
- ドイツ・モーター・スポーツ連盟 (DMSB)

### フランクフルトの名前を持つもの

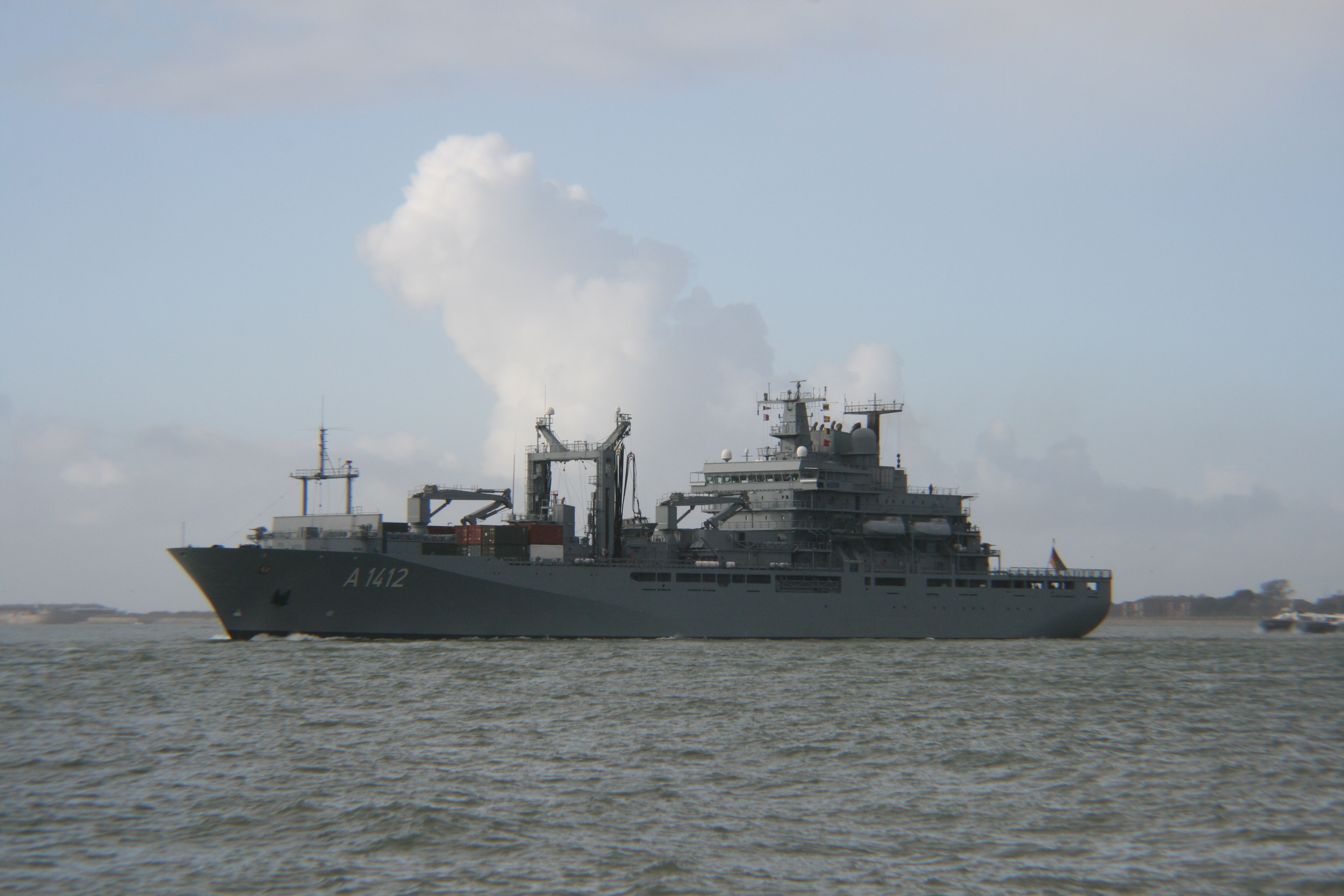
ベルリン級補給艦フランクフルト・アム・マイン

ドイツ海軍のベルリン級補給艦にフランクフルト・アム・マインの名を持つ艦がある。これ以前には第一次世界大戦中の小型巡洋艦やドイツ連邦の木造外輪船のコルベットにもフランクフルトにちなんだ名前を有するものがあった。商船では、1900年から1918年まで北ドイツ・ロイド社の高速蒸気船や1954年から就航したハンブルク＝アメリカ郵船株式会社 (HAPAG) の貨物船にフランクフルトの名が付けられ、両社の後継企業であるハパックロイドが1981年から2007年までの間運行し1984年までは世界最大のコンテナ船であったフランクフルト・エクスプレスもあった。2010年に新たなコンテナ船にフランクフルト・エクスプレスという名前が付けられた。
1960年にフランクフルト市は初めてルフトハンザの飛行機の名親になった。1960年から1975年まではボーイング707 D-ABOD に、1975年から1985年まではDC-10に、1985年から1990年まではボーイング747-200に、1991年からはボーイング747-300 D-ABVF にそれぞれフランクフルトの名前が付けられていた。2010年5月19日に初めてエアバスA380 D-AIMA に フランクフルト・アム・マインの名が付けられた。
小惑星帯で2007年に発見された小惑星の一つに (204852) フランクフルトという名前が付けられている。
- 2010年以後のフランクフルト・エクスプレス
- 小型巡洋艦フランクフルト
- フランクフルトの名が付けられたエアバスA380

## 出身関連著名人
フランクフルト・アム・マイン出身の主な人物やゆかりの人物については、フランクフルト・アム・マインの人物を参照のこと。

## その他
多くの隣接する街の間がそうであるように、フランクフルト・アム・マインとオッフェンバッハ・アム・マインとの間にも緊密なライバル関係が存在する。それはお互いの街を揶揄する数多くのジョークに現れている。
両市のライバル関係は歴史に根ざしている。中世には既に、帝国都市フランクフルトと近隣の都市との間で領土争いが起きていた。三十年戦争では、スウェーデン王グスタフ・アドルフはオッフェンバッハのイーゼンブルク城を居所とした。彼はここからフランクフルトの降伏を宣言した。宗教改革後はルター派のフランクフルトと改革派のオッフェンバッハとの間で宗教争議が起こった。さらに18世紀以降イーゼンブルク伯は、ブルジョア的なフランクフルトが望まなかった工業の導入を奨励した。19世紀になってもフランクフルトは純粋な商業都市であり、オッフェンバッハは工業への転換を一層進めた。プロイセンによる併合後、フランクフルトも工業化が進展し、ライバル関係を強めていった。20世紀にフランクフルトはプロイセン領の衛星都市を合併し、北や西方向へ拡大していった。一方、オッフェンバッハが拡大することはなかった。1945年までは両市の市境は、州境でもあった。
長年のスポーツにおけるライバル関係は、両市のサッカークラブ、キッカーズ・オッフェンバッハとアイントラハト・フランクフルトおよびそのファンたちを育てた。やがて両者の試合は「ダービー」と呼ばれるようになった。特に激しかったのは、1950年代（たとえば、1959年のドイツ・サッカー選手権決勝戦）、DFBポカール（最後の対戦は2009年）、キッカーズ・オッフェンバッハが陥落するまでのサッカー・ブンデスリーガなどである。
フランクフルト市は1969年にドイツ考古学研究所 (DAI) のヴィンケルマン＝メダルを授与されている。